# Finali di torre e pedone contro torre
|   | a                                                                                                  | b                                                                                                  | c                                                                                                  | d                                                                                                  | e                                                                                                  | f                                                                                                  | g                                                                                                  | h                                                                                                  |   |
| 8 | d8 torre del nero · g5 re del nero · e4 pedone del bianco · c3 re del bianco · f1 torre del bianco | d8 torre del nero · g5 re del nero · e4 pedone del bianco · c3 re del bianco · f1 torre del bianco | d8 torre del nero · g5 re del nero · e4 pedone del bianco · c3 re del bianco · f1 torre del bianco | d8 torre del nero · g5 re del nero · e4 pedone del bianco · c3 re del bianco · f1 torre del bianco | d8 torre del nero · g5 re del nero · e4 pedone del bianco · c3 re del bianco · f1 torre del bianco | d8 torre del nero · g5 re del nero · e4 pedone del bianco · c3 re del bianco · f1 torre del bianco | d8 torre del nero · g5 re del nero · e4 pedone del bianco · c3 re del bianco · f1 torre del bianco | d8 torre del nero · g5 re del nero · e4 pedone del bianco · c3 re del bianco · f1 torre del bianco | 8 |
| 7 | d8 torre del nero · g5 re del nero · e4 pedone del bianco · c3 re del bianco · f1 torre del bianco | d8 torre del nero · g5 re del nero · e4 pedone del bianco · c3 re del bianco · f1 torre del bianco | d8 torre del nero · g5 re del nero · e4 pedone del bianco · c3 re del bianco · f1 torre del bianco | d8 torre del nero · g5 re del nero · e4 pedone del bianco · c3 re del bianco · f1 torre del bianco | d8 torre del nero · g5 re del nero · e4 pedone del bianco · c3 re del bianco · f1 torre del bianco | d8 torre del nero · g5 re del nero · e4 pedone del bianco · c3 re del bianco · f1 torre del bianco | d8 torre del nero · g5 re del nero · e4 pedone del bianco · c3 re del bianco · f1 torre del bianco | d8 torre del nero · g5 re del nero · e4 pedone del bianco · c3 re del bianco · f1 torre del bianco | 7 |
| 6 | d8 torre del nero · g5 re del nero · e4 pedone del bianco · c3 re del bianco · f1 torre del bianco | d8 torre del nero · g5 re del nero · e4 pedone del bianco · c3 re del bianco · f1 torre del bianco | d8 torre del nero · g5 re del nero · e4 pedone del bianco · c3 re del bianco · f1 torre del bianco | d8 torre del nero · g5 re del nero · e4 pedone del bianco · c3 re del bianco · f1 torre del bianco | d8 torre del nero · g5 re del nero · e4 pedone del bianco · c3 re del bianco · f1 torre del bianco | d8 torre del nero · g5 re del nero · e4 pedone del bianco · c3 re del bianco · f1 torre del bianco | d8 torre del nero · g5 re del nero · e4 pedone del bianco · c3 re del bianco · f1 torre del bianco | d8 torre del nero · g5 re del nero · e4 pedone del bianco · c3 re del bianco · f1 torre del bianco | 6 |
| 5 | d8 torre del nero · g5 re del nero · e4 pedone del bianco · c3 re del bianco · f1 torre del bianco | d8 torre del nero · g5 re del nero · e4 pedone del bianco · c3 re del bianco · f1 torre del bianco | d8 torre del nero · g5 re del nero · e4 pedone del bianco · c3 re del bianco · f1 torre del bianco | d8 torre del nero · g5 re del nero · e4 pedone del bianco · c3 re del bianco · f1 torre del bianco | d8 torre del nero · g5 re del nero · e4 pedone del bianco · c3 re del bianco · f1 torre del bianco | d8 torre del nero · g5 re del nero · e4 pedone del bianco · c3 re del bianco · f1 torre del bianco | d8 torre del nero · g5 re del nero · e4 pedone del bianco · c3 re del bianco · f1 torre del bianco | d8 torre del nero · g5 re del nero · e4 pedone del bianco · c3 re del bianco · f1 torre del bianco | 5 |
| 4 | d8 torre del nero · g5 re del nero · e4 pedone del bianco · c3 re del bianco · f1 torre del bianco | d8 torre del nero · g5 re del nero · e4 pedone del bianco · c3 re del bianco · f1 torre del bianco | d8 torre del nero · g5 re del nero · e4 pedone del bianco · c3 re del bianco · f1 torre del bianco | d8 torre del nero · g5 re del nero · e4 pedone del bianco · c3 re del bianco · f1 torre del bianco | d8 torre del nero · g5 re del nero · e4 pedone del bianco · c3 re del bianco · f1 torre del bianco | d8 torre del nero · g5 re del nero · e4 pedone del bianco · c3 re del bianco · f1 torre del bianco | d8 torre del nero · g5 re del nero · e4 pedone del bianco · c3 re del bianco · f1 torre del bianco | d8 torre del nero · g5 re del nero · e4 pedone del bianco · c3 re del bianco · f1 torre del bianco | 4 |
| 3 | d8 torre del nero · g5 re del nero · e4 pedone del bianco · c3 re del bianco · f1 torre del bianco | d8 torre del nero · g5 re del nero · e4 pedone del bianco · c3 re del bianco · f1 torre del bianco | d8 torre del nero · g5 re del nero · e4 pedone del bianco · c3 re del bianco · f1 torre del bianco | d8 torre del nero · g5 re del nero · e4 pedone del bianco · c3 re del bianco · f1 torre del bianco | d8 torre del nero · g5 re del nero · e4 pedone del bianco · c3 re del bianco · f1 torre del bianco | d8 torre del nero · g5 re del nero · e4 pedone del bianco · c3 re del bianco · f1 torre del bianco | d8 torre del nero · g5 re del nero · e4 pedone del bianco · c3 re del bianco · f1 torre del bianco | d8 torre del nero · g5 re del nero · e4 pedone del bianco · c3 re del bianco · f1 torre del bianco | 3 |
| 2 | d8 torre del nero · g5 re del nero · e4 pedone del bianco · c3 re del bianco · f1 torre del bianco | d8 torre del nero · g5 re del nero · e4 pedone del bianco · c3 re del bianco · f1 torre del bianco | d8 torre del nero · g5 re del nero · e4 pedone del bianco · c3 re del bianco · f1 torre del bianco | d8 torre del nero · g5 re del nero · e4 pedone del bianco · c3 re del bianco · f1 torre del bianco | d8 torre del nero · g5 re del nero · e4 pedone del bianco · c3 re del bianco · f1 torre del bianco | d8 torre del nero · g5 re del nero · e4 pedone del bianco · c3 re del bianco · f1 torre del bianco | d8 torre del nero · g5 re del nero · e4 pedone del bianco · c3 re del bianco · f1 torre del bianco | d8 torre del nero · g5 re del nero · e4 pedone del bianco · c3 re del bianco · f1 torre del bianco | 2 |
| 1 | d8 torre del nero · g5 re del nero · e4 pedone del bianco · c3 re del bianco · f1 torre del bianco | d8 torre del nero · g5 re del nero · e4 pedone del bianco · c3 re del bianco · f1 torre del bianco | d8 torre del nero · g5 re del nero · e4 pedone del bianco · c3 re del bianco · f1 torre del bianco | d8 torre del nero · g5 re del nero · e4 pedone del bianco · c3 re del bianco · f1 torre del bianco | d8 torre del nero · g5 re del nero · e4 pedone del bianco · c3 re del bianco · f1 torre del bianco | d8 torre del nero · g5 re del nero · e4 pedone del bianco · c3 re del bianco · f1 torre del bianco | d8 torre del nero · g5 re del nero · e4 pedone del bianco · c3 re del bianco · f1 torre del bianco | d8 torre del nero · g5 re del nero · e4 pedone del bianco · c3 re del bianco · f1 torre del bianco | 1 |
|   | a                                                                                                  | b                                                                                                  | c                                                                                                  | d                                                                                                  | e                                                                                                  | f                                                                                                  | g                                                                                                  | h                                                                                                  |   |

Negli scacchi per finale di torre e pedone contro torre si intendono quei finali in cui, oltre ai due re, sono rimasti sulla scacchiera solo una torre e un pedone da una parte contro una torre dall'altra. Questo finale è quello più frequente in quanto torri e pedoni sono, in genere, gli ultimi pezzi a scomparire dalla scacchiera, le prime per il fatto che sono le ultime ad entrare nel vivo del gioco, i secondi per la loro numerosità. Anche gli altri finali di torre e pedoni possono in definitiva essere ricondotti a questo.
Il gioco in questo tipo di finali ruota attorno alla possibilità o meno di promuovere il pedone, o sul fatto che la torre debba o meno essere sacrificata per evitare tale promozione. Se il pedone promuove, il vantaggio sarà decisivo. Se il pedone è in procinto di promuovere, il giocatore in svantaggio può sacrificare la torre per il pedone, finendo però ancora in un finale sicuramente perso. In pochi casi il giocatore in vantaggio può sacrificare la propria torre per consentire le promozione finendo in un finale donna contro torre vinto. In queste situazioni è richiesto un gioco preciso e senza errori, alcune posizioni complicate possono richiedere per vincere anche più di 60 mosse.
La regola generale da ricordare è:
Il giocatore col pedone in più può cercare di tagliare fuori dal gioco il re avversario o ricercare la posizione di Lucena per vincere. L'altro, per pattare, deve ricercare la posizione di Philidor o cercare di attuare una delle altre tecniche difensive illustrate nel seguito.

## Terminologia
Nella trattazione che segue si assumeranno queste convenzioni:
- si assume che il pedone in più sia del Bianco
- il numero della traversa è relativo al colore, quindi il numero di traversa del Bianco coincide a quello della notazione algebrica, mentre quello del Nero è inverso.
- nelle posizioni esaminate il pedone divide la scacchiera in due: il lato corto e il lato lungo, dove quest'ultimo coincide con quello che comprende più colonne dell'altro.
- i pedoni sono individuati con la colonna in cui sono, ad esempio pedone a o pedone f.

## Pedone in sesta o settima traversa
Nel suo libro del 1958 Finali di scacchi, Nikolay Kopaev diede queste linee guida generali riguardo al caso di pedone nella sesta o nella settima traversa, cioè vicino alla promozione:
1. se il re nero è a due o più colonne dal pedone, il Bianco vince sempre
2. se il re nero è nel lato lungo e la sua torre nel lato corto, il Bianco vince con poche eccezioni
3. se il pedone è in settima traversa, l'unica difesa consiste nel dare scacco dal lato, se è in sesta la difesa è possibile anche dando scacco da dietro
4. la difesa dando scacco richiede generalmente tre colonne vuote tra il pedone e la torre che dà scacco, a volte è possibile anche con due
5. per ottenere una difesa efficace dando scacco da dietro, il re bianco deve essere dietro il pedone e non davanti
6. altre risorse tattiche sono:
  - deviare la torre nera
  - creare un rifugio per il re bianco.

## Metodi per vincere
Per poter forzare la vittoria col pedone in più, normalmente il re nero deve essere tagliato fuori dal pedone con la torre bianca, anche se ciò non è sempre sufficiente.

### Re nero tagliato fuori per traversa
|   | a                                                                                                  | b                                                                                                  | c                                                                                                  | d                                                                                                  | e                                                                                                  | f                                                                                                  | g                                                                                                  | h                                                                                                  |   |
| 8 | e8 torre del nero · d5 pedone del bianco · e5 re del bianco · h4 torre del bianco · e3 re del nero | e8 torre del nero · d5 pedone del bianco · e5 re del bianco · h4 torre del bianco · e3 re del nero | e8 torre del nero · d5 pedone del bianco · e5 re del bianco · h4 torre del bianco · e3 re del nero | e8 torre del nero · d5 pedone del bianco · e5 re del bianco · h4 torre del bianco · e3 re del nero | e8 torre del nero · d5 pedone del bianco · e5 re del bianco · h4 torre del bianco · e3 re del nero | e8 torre del nero · d5 pedone del bianco · e5 re del bianco · h4 torre del bianco · e3 re del nero | e8 torre del nero · d5 pedone del bianco · e5 re del bianco · h4 torre del bianco · e3 re del nero | e8 torre del nero · d5 pedone del bianco · e5 re del bianco · h4 torre del bianco · e3 re del nero | 8 |
| 7 | e8 torre del nero · d5 pedone del bianco · e5 re del bianco · h4 torre del bianco · e3 re del nero | e8 torre del nero · d5 pedone del bianco · e5 re del bianco · h4 torre del bianco · e3 re del nero | e8 torre del nero · d5 pedone del bianco · e5 re del bianco · h4 torre del bianco · e3 re del nero | e8 torre del nero · d5 pedone del bianco · e5 re del bianco · h4 torre del bianco · e3 re del nero | e8 torre del nero · d5 pedone del bianco · e5 re del bianco · h4 torre del bianco · e3 re del nero | e8 torre del nero · d5 pedone del bianco · e5 re del bianco · h4 torre del bianco · e3 re del nero | e8 torre del nero · d5 pedone del bianco · e5 re del bianco · h4 torre del bianco · e3 re del nero | e8 torre del nero · d5 pedone del bianco · e5 re del bianco · h4 torre del bianco · e3 re del nero | 7 |
| 6 | e8 torre del nero · d5 pedone del bianco · e5 re del bianco · h4 torre del bianco · e3 re del nero | e8 torre del nero · d5 pedone del bianco · e5 re del bianco · h4 torre del bianco · e3 re del nero | e8 torre del nero · d5 pedone del bianco · e5 re del bianco · h4 torre del bianco · e3 re del nero | e8 torre del nero · d5 pedone del bianco · e5 re del bianco · h4 torre del bianco · e3 re del nero | e8 torre del nero · d5 pedone del bianco · e5 re del bianco · h4 torre del bianco · e3 re del nero | e8 torre del nero · d5 pedone del bianco · e5 re del bianco · h4 torre del bianco · e3 re del nero | e8 torre del nero · d5 pedone del bianco · e5 re del bianco · h4 torre del bianco · e3 re del nero | e8 torre del nero · d5 pedone del bianco · e5 re del bianco · h4 torre del bianco · e3 re del nero | 6 |
| 5 | e8 torre del nero · d5 pedone del bianco · e5 re del bianco · h4 torre del bianco · e3 re del nero | e8 torre del nero · d5 pedone del bianco · e5 re del bianco · h4 torre del bianco · e3 re del nero | e8 torre del nero · d5 pedone del bianco · e5 re del bianco · h4 torre del bianco · e3 re del nero | e8 torre del nero · d5 pedone del bianco · e5 re del bianco · h4 torre del bianco · e3 re del nero | e8 torre del nero · d5 pedone del bianco · e5 re del bianco · h4 torre del bianco · e3 re del nero | e8 torre del nero · d5 pedone del bianco · e5 re del bianco · h4 torre del bianco · e3 re del nero | e8 torre del nero · d5 pedone del bianco · e5 re del bianco · h4 torre del bianco · e3 re del nero | e8 torre del nero · d5 pedone del bianco · e5 re del bianco · h4 torre del bianco · e3 re del nero | 5 |
| 4 | e8 torre del nero · d5 pedone del bianco · e5 re del bianco · h4 torre del bianco · e3 re del nero | e8 torre del nero · d5 pedone del bianco · e5 re del bianco · h4 torre del bianco · e3 re del nero | e8 torre del nero · d5 pedone del bianco · e5 re del bianco · h4 torre del bianco · e3 re del nero | e8 torre del nero · d5 pedone del bianco · e5 re del bianco · h4 torre del bianco · e3 re del nero | e8 torre del nero · d5 pedone del bianco · e5 re del bianco · h4 torre del bianco · e3 re del nero | e8 torre del nero · d5 pedone del bianco · e5 re del bianco · h4 torre del bianco · e3 re del nero | e8 torre del nero · d5 pedone del bianco · e5 re del bianco · h4 torre del bianco · e3 re del nero | e8 torre del nero · d5 pedone del bianco · e5 re del bianco · h4 torre del bianco · e3 re del nero | 4 |
| 3 | e8 torre del nero · d5 pedone del bianco · e5 re del bianco · h4 torre del bianco · e3 re del nero | e8 torre del nero · d5 pedone del bianco · e5 re del bianco · h4 torre del bianco · e3 re del nero | e8 torre del nero · d5 pedone del bianco · e5 re del bianco · h4 torre del bianco · e3 re del nero | e8 torre del nero · d5 pedone del bianco · e5 re del bianco · h4 torre del bianco · e3 re del nero | e8 torre del nero · d5 pedone del bianco · e5 re del bianco · h4 torre del bianco · e3 re del nero | e8 torre del nero · d5 pedone del bianco · e5 re del bianco · h4 torre del bianco · e3 re del nero | e8 torre del nero · d5 pedone del bianco · e5 re del bianco · h4 torre del bianco · e3 re del nero | e8 torre del nero · d5 pedone del bianco · e5 re del bianco · h4 torre del bianco · e3 re del nero | 3 |
| 2 | e8 torre del nero · d5 pedone del bianco · e5 re del bianco · h4 torre del bianco · e3 re del nero | e8 torre del nero · d5 pedone del bianco · e5 re del bianco · h4 torre del bianco · e3 re del nero | e8 torre del nero · d5 pedone del bianco · e5 re del bianco · h4 torre del bianco · e3 re del nero | e8 torre del nero · d5 pedone del bianco · e5 re del bianco · h4 torre del bianco · e3 re del nero | e8 torre del nero · d5 pedone del bianco · e5 re del bianco · h4 torre del bianco · e3 re del nero | e8 torre del nero · d5 pedone del bianco · e5 re del bianco · h4 torre del bianco · e3 re del nero | e8 torre del nero · d5 pedone del bianco · e5 re del bianco · h4 torre del bianco · e3 re del nero | e8 torre del nero · d5 pedone del bianco · e5 re del bianco · h4 torre del bianco · e3 re del nero | 2 |
| 1 | e8 torre del nero · d5 pedone del bianco · e5 re del bianco · h4 torre del bianco · e3 re del nero | e8 torre del nero · d5 pedone del bianco · e5 re del bianco · h4 torre del bianco · e3 re del nero | e8 torre del nero · d5 pedone del bianco · e5 re del bianco · h4 torre del bianco · e3 re del nero | e8 torre del nero · d5 pedone del bianco · e5 re del bianco · h4 torre del bianco · e3 re del nero | e8 torre del nero · d5 pedone del bianco · e5 re del bianco · h4 torre del bianco · e3 re del nero | e8 torre del nero · d5 pedone del bianco · e5 re del bianco · h4 torre del bianco · e3 re del nero | e8 torre del nero · d5 pedone del bianco · e5 re del bianco · h4 torre del bianco · e3 re del nero | e8 torre del nero · d5 pedone del bianco · e5 re del bianco · h4 torre del bianco · e3 re del nero | 1 |
|   | a                                                                                                  | b                                                                                                  | c                                                                                                  | d                                                                                                  | e                                                                                                  | f                                                                                                  | g                                                                                                  | h                                                                                                  |   |

Se il re nero è tagliato fuori dal pedone per traversa (come nel diagramma), il Bianco vince facilmente. Ad esempio:
1. Rd6(?) Td8+
2. Re6 Te8+
3. Rd7 Tg8
gli scacchi frontali o laterali non aiutano il Nero.
4. d6 Tg7+
5. Rc8 Tg8+
6. Rc7 Tg7+
7. d7
e la promozione è inevitabile.

### Re nero tagliato fuori per colonna
Quando il re nero è tagliato fuori dalla colonna del pedone, il risultato dipende dalla sua posizione relativamente al pedone. Alcune regole generali sono:
1. se il pedone è sulla colonna "a" o "h", la partita è solitamente patta
2. se il pedone è almeno sulla quinta traversa col suo re vicino e il re nero è tagliato fuori per colonna, il Bianco vince
3. se il pedone è in terza o quarta traversa:
  - se il pedone è sulle colonne "c", "d", "e" o "f", il Bianco vince sempre se il re nero è tagliato fuori di due colonne, nel caso di pedone in quarta traversa, o di tre colonne, nel caso di pedone in terza traversa
  - se il pedone è sulla colonna "b" o "g", il Bianco vince sempre se il re nero è tagliato fuori di tre colonne
4. se il pedone è sulla seconda traversa e il re è sulla quarta o quinta traversa, il Bianco vince solo se il re avversario è tagliato fuori di cinque colonne dal pedone
5. in alcuni casi particolari il Bianco vince anche se il re nero è più vicino al pedone.

#### Laregola del cinque
|   | a                                                                                                  | b                                                                                                  | c                                                                                                  | d                                                                                                  | e                                                                                                  | f                                                                                                  | g                                                                                                  | h                                                                                                  |   |
| 8 | d8 torre del nero · g5 re del nero · d4 pedone del bianco · d3 re del bianco · f1 torre del bianco | d8 torre del nero · g5 re del nero · d4 pedone del bianco · d3 re del bianco · f1 torre del bianco | d8 torre del nero · g5 re del nero · d4 pedone del bianco · d3 re del bianco · f1 torre del bianco | d8 torre del nero · g5 re del nero · d4 pedone del bianco · d3 re del bianco · f1 torre del bianco | d8 torre del nero · g5 re del nero · d4 pedone del bianco · d3 re del bianco · f1 torre del bianco | d8 torre del nero · g5 re del nero · d4 pedone del bianco · d3 re del bianco · f1 torre del bianco | d8 torre del nero · g5 re del nero · d4 pedone del bianco · d3 re del bianco · f1 torre del bianco | d8 torre del nero · g5 re del nero · d4 pedone del bianco · d3 re del bianco · f1 torre del bianco | 8 |
| 7 | d8 torre del nero · g5 re del nero · d4 pedone del bianco · d3 re del bianco · f1 torre del bianco | d8 torre del nero · g5 re del nero · d4 pedone del bianco · d3 re del bianco · f1 torre del bianco | d8 torre del nero · g5 re del nero · d4 pedone del bianco · d3 re del bianco · f1 torre del bianco | d8 torre del nero · g5 re del nero · d4 pedone del bianco · d3 re del bianco · f1 torre del bianco | d8 torre del nero · g5 re del nero · d4 pedone del bianco · d3 re del bianco · f1 torre del bianco | d8 torre del nero · g5 re del nero · d4 pedone del bianco · d3 re del bianco · f1 torre del bianco | d8 torre del nero · g5 re del nero · d4 pedone del bianco · d3 re del bianco · f1 torre del bianco | d8 torre del nero · g5 re del nero · d4 pedone del bianco · d3 re del bianco · f1 torre del bianco | 7 |
| 6 | d8 torre del nero · g5 re del nero · d4 pedone del bianco · d3 re del bianco · f1 torre del bianco | d8 torre del nero · g5 re del nero · d4 pedone del bianco · d3 re del bianco · f1 torre del bianco | d8 torre del nero · g5 re del nero · d4 pedone del bianco · d3 re del bianco · f1 torre del bianco | d8 torre del nero · g5 re del nero · d4 pedone del bianco · d3 re del bianco · f1 torre del bianco | d8 torre del nero · g5 re del nero · d4 pedone del bianco · d3 re del bianco · f1 torre del bianco | d8 torre del nero · g5 re del nero · d4 pedone del bianco · d3 re del bianco · f1 torre del bianco | d8 torre del nero · g5 re del nero · d4 pedone del bianco · d3 re del bianco · f1 torre del bianco | d8 torre del nero · g5 re del nero · d4 pedone del bianco · d3 re del bianco · f1 torre del bianco | 6 |
| 5 | d8 torre del nero · g5 re del nero · d4 pedone del bianco · d3 re del bianco · f1 torre del bianco | d8 torre del nero · g5 re del nero · d4 pedone del bianco · d3 re del bianco · f1 torre del bianco | d8 torre del nero · g5 re del nero · d4 pedone del bianco · d3 re del bianco · f1 torre del bianco | d8 torre del nero · g5 re del nero · d4 pedone del bianco · d3 re del bianco · f1 torre del bianco | d8 torre del nero · g5 re del nero · d4 pedone del bianco · d3 re del bianco · f1 torre del bianco | d8 torre del nero · g5 re del nero · d4 pedone del bianco · d3 re del bianco · f1 torre del bianco | d8 torre del nero · g5 re del nero · d4 pedone del bianco · d3 re del bianco · f1 torre del bianco | d8 torre del nero · g5 re del nero · d4 pedone del bianco · d3 re del bianco · f1 torre del bianco | 5 |
| 4 | d8 torre del nero · g5 re del nero · d4 pedone del bianco · d3 re del bianco · f1 torre del bianco | d8 torre del nero · g5 re del nero · d4 pedone del bianco · d3 re del bianco · f1 torre del bianco | d8 torre del nero · g5 re del nero · d4 pedone del bianco · d3 re del bianco · f1 torre del bianco | d8 torre del nero · g5 re del nero · d4 pedone del bianco · d3 re del bianco · f1 torre del bianco | d8 torre del nero · g5 re del nero · d4 pedone del bianco · d3 re del bianco · f1 torre del bianco | d8 torre del nero · g5 re del nero · d4 pedone del bianco · d3 re del bianco · f1 torre del bianco | d8 torre del nero · g5 re del nero · d4 pedone del bianco · d3 re del bianco · f1 torre del bianco | d8 torre del nero · g5 re del nero · d4 pedone del bianco · d3 re del bianco · f1 torre del bianco | 4 |
| 3 | d8 torre del nero · g5 re del nero · d4 pedone del bianco · d3 re del bianco · f1 torre del bianco | d8 torre del nero · g5 re del nero · d4 pedone del bianco · d3 re del bianco · f1 torre del bianco | d8 torre del nero · g5 re del nero · d4 pedone del bianco · d3 re del bianco · f1 torre del bianco | d8 torre del nero · g5 re del nero · d4 pedone del bianco · d3 re del bianco · f1 torre del bianco | d8 torre del nero · g5 re del nero · d4 pedone del bianco · d3 re del bianco · f1 torre del bianco | d8 torre del nero · g5 re del nero · d4 pedone del bianco · d3 re del bianco · f1 torre del bianco | d8 torre del nero · g5 re del nero · d4 pedone del bianco · d3 re del bianco · f1 torre del bianco | d8 torre del nero · g5 re del nero · d4 pedone del bianco · d3 re del bianco · f1 torre del bianco | 3 |
| 2 | d8 torre del nero · g5 re del nero · d4 pedone del bianco · d3 re del bianco · f1 torre del bianco | d8 torre del nero · g5 re del nero · d4 pedone del bianco · d3 re del bianco · f1 torre del bianco | d8 torre del nero · g5 re del nero · d4 pedone del bianco · d3 re del bianco · f1 torre del bianco | d8 torre del nero · g5 re del nero · d4 pedone del bianco · d3 re del bianco · f1 torre del bianco | d8 torre del nero · g5 re del nero · d4 pedone del bianco · d3 re del bianco · f1 torre del bianco | d8 torre del nero · g5 re del nero · d4 pedone del bianco · d3 re del bianco · f1 torre del bianco | d8 torre del nero · g5 re del nero · d4 pedone del bianco · d3 re del bianco · f1 torre del bianco | d8 torre del nero · g5 re del nero · d4 pedone del bianco · d3 re del bianco · f1 torre del bianco | 2 |
| 1 | d8 torre del nero · g5 re del nero · d4 pedone del bianco · d3 re del bianco · f1 torre del bianco | d8 torre del nero · g5 re del nero · d4 pedone del bianco · d3 re del bianco · f1 torre del bianco | d8 torre del nero · g5 re del nero · d4 pedone del bianco · d3 re del bianco · f1 torre del bianco | d8 torre del nero · g5 re del nero · d4 pedone del bianco · d3 re del bianco · f1 torre del bianco | d8 torre del nero · g5 re del nero · d4 pedone del bianco · d3 re del bianco · f1 torre del bianco | d8 torre del nero · g5 re del nero · d4 pedone del bianco · d3 re del bianco · f1 torre del bianco | d8 torre del nero · g5 re del nero · d4 pedone del bianco · d3 re del bianco · f1 torre del bianco | d8 torre del nero · g5 re del nero · d4 pedone del bianco · d3 re del bianco · f1 torre del bianco | 1 |
|   | a                                                                                                  | b                                                                                                  | c                                                                                                  | d                                                                                                  | e                                                                                                  | f                                                                                                  | g                                                                                                  | h                                                                                                  |   |

La regola del cinque, applicabile alle posizioni in cui il pedone è protetto ed il re avversario è tagliato fuori di colonna, dice:
Nell'esempio del diagramma il Bianco vince:
1.Rc4 Tc8+
2.Rb5
il re bianco deve avere questa colonna a disposizione
2…Td8
3.Rc5 Tc8+
4.Rb6! Td8
5.Td1! Rf6
6.Rc7 Ta8
7.d5
e il Bianco vince.
|   | a                                                                                                  | b                                                                                                  | c                                                                                                  | d                                                                                                  | e                                                                                                  | f                                                                                                  | g                                                                                                  | h                                                                                                  |   |
| 8 | b8 torre del nero · e6 re del nero · b4 pedone del bianco · b3 re del bianco · d1 torre del bianco | b8 torre del nero · e6 re del nero · b4 pedone del bianco · b3 re del bianco · d1 torre del bianco | b8 torre del nero · e6 re del nero · b4 pedone del bianco · b3 re del bianco · d1 torre del bianco | b8 torre del nero · e6 re del nero · b4 pedone del bianco · b3 re del bianco · d1 torre del bianco | b8 torre del nero · e6 re del nero · b4 pedone del bianco · b3 re del bianco · d1 torre del bianco | b8 torre del nero · e6 re del nero · b4 pedone del bianco · b3 re del bianco · d1 torre del bianco | b8 torre del nero · e6 re del nero · b4 pedone del bianco · b3 re del bianco · d1 torre del bianco | b8 torre del nero · e6 re del nero · b4 pedone del bianco · b3 re del bianco · d1 torre del bianco | 8 |
| 7 | b8 torre del nero · e6 re del nero · b4 pedone del bianco · b3 re del bianco · d1 torre del bianco | b8 torre del nero · e6 re del nero · b4 pedone del bianco · b3 re del bianco · d1 torre del bianco | b8 torre del nero · e6 re del nero · b4 pedone del bianco · b3 re del bianco · d1 torre del bianco | b8 torre del nero · e6 re del nero · b4 pedone del bianco · b3 re del bianco · d1 torre del bianco | b8 torre del nero · e6 re del nero · b4 pedone del bianco · b3 re del bianco · d1 torre del bianco | b8 torre del nero · e6 re del nero · b4 pedone del bianco · b3 re del bianco · d1 torre del bianco | b8 torre del nero · e6 re del nero · b4 pedone del bianco · b3 re del bianco · d1 torre del bianco | b8 torre del nero · e6 re del nero · b4 pedone del bianco · b3 re del bianco · d1 torre del bianco | 7 |
| 6 | b8 torre del nero · e6 re del nero · b4 pedone del bianco · b3 re del bianco · d1 torre del bianco | b8 torre del nero · e6 re del nero · b4 pedone del bianco · b3 re del bianco · d1 torre del bianco | b8 torre del nero · e6 re del nero · b4 pedone del bianco · b3 re del bianco · d1 torre del bianco | b8 torre del nero · e6 re del nero · b4 pedone del bianco · b3 re del bianco · d1 torre del bianco | b8 torre del nero · e6 re del nero · b4 pedone del bianco · b3 re del bianco · d1 torre del bianco | b8 torre del nero · e6 re del nero · b4 pedone del bianco · b3 re del bianco · d1 torre del bianco | b8 torre del nero · e6 re del nero · b4 pedone del bianco · b3 re del bianco · d1 torre del bianco | b8 torre del nero · e6 re del nero · b4 pedone del bianco · b3 re del bianco · d1 torre del bianco | 6 |
| 5 | b8 torre del nero · e6 re del nero · b4 pedone del bianco · b3 re del bianco · d1 torre del bianco | b8 torre del nero · e6 re del nero · b4 pedone del bianco · b3 re del bianco · d1 torre del bianco | b8 torre del nero · e6 re del nero · b4 pedone del bianco · b3 re del bianco · d1 torre del bianco | b8 torre del nero · e6 re del nero · b4 pedone del bianco · b3 re del bianco · d1 torre del bianco | b8 torre del nero · e6 re del nero · b4 pedone del bianco · b3 re del bianco · d1 torre del bianco | b8 torre del nero · e6 re del nero · b4 pedone del bianco · b3 re del bianco · d1 torre del bianco | b8 torre del nero · e6 re del nero · b4 pedone del bianco · b3 re del bianco · d1 torre del bianco | b8 torre del nero · e6 re del nero · b4 pedone del bianco · b3 re del bianco · d1 torre del bianco | 5 |
| 4 | b8 torre del nero · e6 re del nero · b4 pedone del bianco · b3 re del bianco · d1 torre del bianco | b8 torre del nero · e6 re del nero · b4 pedone del bianco · b3 re del bianco · d1 torre del bianco | b8 torre del nero · e6 re del nero · b4 pedone del bianco · b3 re del bianco · d1 torre del bianco | b8 torre del nero · e6 re del nero · b4 pedone del bianco · b3 re del bianco · d1 torre del bianco | b8 torre del nero · e6 re del nero · b4 pedone del bianco · b3 re del bianco · d1 torre del bianco | b8 torre del nero · e6 re del nero · b4 pedone del bianco · b3 re del bianco · d1 torre del bianco | b8 torre del nero · e6 re del nero · b4 pedone del bianco · b3 re del bianco · d1 torre del bianco | b8 torre del nero · e6 re del nero · b4 pedone del bianco · b3 re del bianco · d1 torre del bianco | 4 |
| 3 | b8 torre del nero · e6 re del nero · b4 pedone del bianco · b3 re del bianco · d1 torre del bianco | b8 torre del nero · e6 re del nero · b4 pedone del bianco · b3 re del bianco · d1 torre del bianco | b8 torre del nero · e6 re del nero · b4 pedone del bianco · b3 re del bianco · d1 torre del bianco | b8 torre del nero · e6 re del nero · b4 pedone del bianco · b3 re del bianco · d1 torre del bianco | b8 torre del nero · e6 re del nero · b4 pedone del bianco · b3 re del bianco · d1 torre del bianco | b8 torre del nero · e6 re del nero · b4 pedone del bianco · b3 re del bianco · d1 torre del bianco | b8 torre del nero · e6 re del nero · b4 pedone del bianco · b3 re del bianco · d1 torre del bianco | b8 torre del nero · e6 re del nero · b4 pedone del bianco · b3 re del bianco · d1 torre del bianco | 3 |
| 2 | b8 torre del nero · e6 re del nero · b4 pedone del bianco · b3 re del bianco · d1 torre del bianco | b8 torre del nero · e6 re del nero · b4 pedone del bianco · b3 re del bianco · d1 torre del bianco | b8 torre del nero · e6 re del nero · b4 pedone del bianco · b3 re del bianco · d1 torre del bianco | b8 torre del nero · e6 re del nero · b4 pedone del bianco · b3 re del bianco · d1 torre del bianco | b8 torre del nero · e6 re del nero · b4 pedone del bianco · b3 re del bianco · d1 torre del bianco | b8 torre del nero · e6 re del nero · b4 pedone del bianco · b3 re del bianco · d1 torre del bianco | b8 torre del nero · e6 re del nero · b4 pedone del bianco · b3 re del bianco · d1 torre del bianco | b8 torre del nero · e6 re del nero · b4 pedone del bianco · b3 re del bianco · d1 torre del bianco | 2 |
| 1 | b8 torre del nero · e6 re del nero · b4 pedone del bianco · b3 re del bianco · d1 torre del bianco | b8 torre del nero · e6 re del nero · b4 pedone del bianco · b3 re del bianco · d1 torre del bianco | b8 torre del nero · e6 re del nero · b4 pedone del bianco · b3 re del bianco · d1 torre del bianco | b8 torre del nero · e6 re del nero · b4 pedone del bianco · b3 re del bianco · d1 torre del bianco | b8 torre del nero · e6 re del nero · b4 pedone del bianco · b3 re del bianco · d1 torre del bianco | b8 torre del nero · e6 re del nero · b4 pedone del bianco · b3 re del bianco · d1 torre del bianco | b8 torre del nero · e6 re del nero · b4 pedone del bianco · b3 re del bianco · d1 torre del bianco | b8 torre del nero · e6 re del nero · b4 pedone del bianco · b3 re del bianco · d1 torre del bianco | 1 |
|   | a                                                                                                  | b                                                                                                  | c                                                                                                  | d                                                                                                  | e                                                                                                  | f                                                                                                  | g                                                                                                  | h                                                                                                  |   |

La posizione di Chéron è fondamentalmente la stessa, a parte la trasposizione di due colonne. Ora il re bianco ha meno spazio di manovra a sinistra del pedone e il Nero può impedire l'avanzata dello stesso e pattare. Se il Bianco iniziasse con 1.Ra4, la torre nera darebbe scacco ed il re sarebbe costretto a tornare il b3. Il Bianco può tentare:
1.Td4 Re5
2.Rc3 Tc8+
3.Tc4 Tb8
4.Tc6 Rd5
5.Ta6 Tc8+
6.Rb3 Tc6!
7.Ta8 Rd6
oppure 7.Ta7 Tc1 e il re nero raggiunge la colonna del pedone per pattare. Un altro tentativo del Bianco potrebbe essere:
1.Td2 Re5
2.Td7 Re6
3.Tc7 Rd6
4.Tc5 Rd7
5.Ra4 Ta8+
6.Ta5 Tb8
7.Ta7+ Rc6
8.Ra5 Tb5+
9.Ra4 Tb8
e la posizione è patta. Se i pezzi fossero stati tutti a destra di una colonna, il Bianco avrebbe vinto.
|   | a                                                                                                  | b                                                                                                  | c                                                                                                  | d                                                                                                  | e                                                                                                  | f                                                                                                  | g                                                                                                  | h                                                                                                  |   |
| 8 | c5 re del nero · e3 re del bianco · d2 torre del bianco · f2 pedone del bianco · h2 torre del nero | c5 re del nero · e3 re del bianco · d2 torre del bianco · f2 pedone del bianco · h2 torre del nero | c5 re del nero · e3 re del bianco · d2 torre del bianco · f2 pedone del bianco · h2 torre del nero | c5 re del nero · e3 re del bianco · d2 torre del bianco · f2 pedone del bianco · h2 torre del nero | c5 re del nero · e3 re del bianco · d2 torre del bianco · f2 pedone del bianco · h2 torre del nero | c5 re del nero · e3 re del bianco · d2 torre del bianco · f2 pedone del bianco · h2 torre del nero | c5 re del nero · e3 re del bianco · d2 torre del bianco · f2 pedone del bianco · h2 torre del nero | c5 re del nero · e3 re del bianco · d2 torre del bianco · f2 pedone del bianco · h2 torre del nero | 8 |
| 7 | c5 re del nero · e3 re del bianco · d2 torre del bianco · f2 pedone del bianco · h2 torre del nero | c5 re del nero · e3 re del bianco · d2 torre del bianco · f2 pedone del bianco · h2 torre del nero | c5 re del nero · e3 re del bianco · d2 torre del bianco · f2 pedone del bianco · h2 torre del nero | c5 re del nero · e3 re del bianco · d2 torre del bianco · f2 pedone del bianco · h2 torre del nero | c5 re del nero · e3 re del bianco · d2 torre del bianco · f2 pedone del bianco · h2 torre del nero | c5 re del nero · e3 re del bianco · d2 torre del bianco · f2 pedone del bianco · h2 torre del nero | c5 re del nero · e3 re del bianco · d2 torre del bianco · f2 pedone del bianco · h2 torre del nero | c5 re del nero · e3 re del bianco · d2 torre del bianco · f2 pedone del bianco · h2 torre del nero | 7 |
| 6 | c5 re del nero · e3 re del bianco · d2 torre del bianco · f2 pedone del bianco · h2 torre del nero | c5 re del nero · e3 re del bianco · d2 torre del bianco · f2 pedone del bianco · h2 torre del nero | c5 re del nero · e3 re del bianco · d2 torre del bianco · f2 pedone del bianco · h2 torre del nero | c5 re del nero · e3 re del bianco · d2 torre del bianco · f2 pedone del bianco · h2 torre del nero | c5 re del nero · e3 re del bianco · d2 torre del bianco · f2 pedone del bianco · h2 torre del nero | c5 re del nero · e3 re del bianco · d2 torre del bianco · f2 pedone del bianco · h2 torre del nero | c5 re del nero · e3 re del bianco · d2 torre del bianco · f2 pedone del bianco · h2 torre del nero | c5 re del nero · e3 re del bianco · d2 torre del bianco · f2 pedone del bianco · h2 torre del nero | 6 |
| 5 | c5 re del nero · e3 re del bianco · d2 torre del bianco · f2 pedone del bianco · h2 torre del nero | c5 re del nero · e3 re del bianco · d2 torre del bianco · f2 pedone del bianco · h2 torre del nero | c5 re del nero · e3 re del bianco · d2 torre del bianco · f2 pedone del bianco · h2 torre del nero | c5 re del nero · e3 re del bianco · d2 torre del bianco · f2 pedone del bianco · h2 torre del nero | c5 re del nero · e3 re del bianco · d2 torre del bianco · f2 pedone del bianco · h2 torre del nero | c5 re del nero · e3 re del bianco · d2 torre del bianco · f2 pedone del bianco · h2 torre del nero | c5 re del nero · e3 re del bianco · d2 torre del bianco · f2 pedone del bianco · h2 torre del nero | c5 re del nero · e3 re del bianco · d2 torre del bianco · f2 pedone del bianco · h2 torre del nero | 5 |
| 4 | c5 re del nero · e3 re del bianco · d2 torre del bianco · f2 pedone del bianco · h2 torre del nero | c5 re del nero · e3 re del bianco · d2 torre del bianco · f2 pedone del bianco · h2 torre del nero | c5 re del nero · e3 re del bianco · d2 torre del bianco · f2 pedone del bianco · h2 torre del nero | c5 re del nero · e3 re del bianco · d2 torre del bianco · f2 pedone del bianco · h2 torre del nero | c5 re del nero · e3 re del bianco · d2 torre del bianco · f2 pedone del bianco · h2 torre del nero | c5 re del nero · e3 re del bianco · d2 torre del bianco · f2 pedone del bianco · h2 torre del nero | c5 re del nero · e3 re del bianco · d2 torre del bianco · f2 pedone del bianco · h2 torre del nero | c5 re del nero · e3 re del bianco · d2 torre del bianco · f2 pedone del bianco · h2 torre del nero | 4 |
| 3 | c5 re del nero · e3 re del bianco · d2 torre del bianco · f2 pedone del bianco · h2 torre del nero | c5 re del nero · e3 re del bianco · d2 torre del bianco · f2 pedone del bianco · h2 torre del nero | c5 re del nero · e3 re del bianco · d2 torre del bianco · f2 pedone del bianco · h2 torre del nero | c5 re del nero · e3 re del bianco · d2 torre del bianco · f2 pedone del bianco · h2 torre del nero | c5 re del nero · e3 re del bianco · d2 torre del bianco · f2 pedone del bianco · h2 torre del nero | c5 re del nero · e3 re del bianco · d2 torre del bianco · f2 pedone del bianco · h2 torre del nero | c5 re del nero · e3 re del bianco · d2 torre del bianco · f2 pedone del bianco · h2 torre del nero | c5 re del nero · e3 re del bianco · d2 torre del bianco · f2 pedone del bianco · h2 torre del nero | 3 |
| 2 | c5 re del nero · e3 re del bianco · d2 torre del bianco · f2 pedone del bianco · h2 torre del nero | c5 re del nero · e3 re del bianco · d2 torre del bianco · f2 pedone del bianco · h2 torre del nero | c5 re del nero · e3 re del bianco · d2 torre del bianco · f2 pedone del bianco · h2 torre del nero | c5 re del nero · e3 re del bianco · d2 torre del bianco · f2 pedone del bianco · h2 torre del nero | c5 re del nero · e3 re del bianco · d2 torre del bianco · f2 pedone del bianco · h2 torre del nero | c5 re del nero · e3 re del bianco · d2 torre del bianco · f2 pedone del bianco · h2 torre del nero | c5 re del nero · e3 re del bianco · d2 torre del bianco · f2 pedone del bianco · h2 torre del nero | c5 re del nero · e3 re del bianco · d2 torre del bianco · f2 pedone del bianco · h2 torre del nero | 2 |
| 1 | c5 re del nero · e3 re del bianco · d2 torre del bianco · f2 pedone del bianco · h2 torre del nero | c5 re del nero · e3 re del bianco · d2 torre del bianco · f2 pedone del bianco · h2 torre del nero | c5 re del nero · e3 re del bianco · d2 torre del bianco · f2 pedone del bianco · h2 torre del nero | c5 re del nero · e3 re del bianco · d2 torre del bianco · f2 pedone del bianco · h2 torre del nero | c5 re del nero · e3 re del bianco · d2 torre del bianco · f2 pedone del bianco · h2 torre del nero | c5 re del nero · e3 re del bianco · d2 torre del bianco · f2 pedone del bianco · h2 torre del nero | c5 re del nero · e3 re del bianco · d2 torre del bianco · f2 pedone del bianco · h2 torre del nero | c5 re del nero · e3 re del bianco · d2 torre del bianco · f2 pedone del bianco · h2 torre del nero | 1 |
|   | a                                                                                                  | b                                                                                                  | c                                                                                                  | d                                                                                                  | e                                                                                                  | f                                                                                                  | g                                                                                                  | h                                                                                                  |   |

Nella trattazione precedente riguardo al re tagliato fuori per colonna, si assumeva che la torre nera fosse già in posizione per poter dare scacco al re avversario per colonna (solitamente dalla prima traversa). Nella posizione del diagramma di Capablanca, il Bianco vince perché il pedone può raggiungere la quarta traversa prima che la torre riesca a dare scacco sulla colonna. Se la torre nera fosse già in h8 e la mossa fosse al Nero, questi potrebbe pattare dando scacco e giocando …Tf8 se il re bianco muovesse in f1. Con la mossa al Bianco partendo dal diagramma si avrebbe:
1.Td1 Th8
2.f4 Te8+
3.Rf3 Tf8
4.Rg4 Tg8+
5.Rh5 Th8+
6.Rg6
e il Bianco vincerà. Con la mossa al Nero si avrebbe:
1…Rc6
2.Td8 Th7
3.f3
3.f4 patta dopo 3…Td7 o 3…Rc7
3…Te7+
4.Rf2 Tf7
5.Rg3
e il Bianco vince.

#### La posizione di Lucena
|   | a                                                                                                  | b                                                                                                  | c                                                                                                  | d                                                                                                  | e                                                                                                  | f                                                                                                  | g                                                                                                  | h                                                                                                  |   |
| 8 | b8 re del bianco · d8 re del nero · b7 pedone del bianco · a2 torre del nero · c1 torre del bianco | b8 re del bianco · d8 re del nero · b7 pedone del bianco · a2 torre del nero · c1 torre del bianco | b8 re del bianco · d8 re del nero · b7 pedone del bianco · a2 torre del nero · c1 torre del bianco | b8 re del bianco · d8 re del nero · b7 pedone del bianco · a2 torre del nero · c1 torre del bianco | b8 re del bianco · d8 re del nero · b7 pedone del bianco · a2 torre del nero · c1 torre del bianco | b8 re del bianco · d8 re del nero · b7 pedone del bianco · a2 torre del nero · c1 torre del bianco | b8 re del bianco · d8 re del nero · b7 pedone del bianco · a2 torre del nero · c1 torre del bianco | b8 re del bianco · d8 re del nero · b7 pedone del bianco · a2 torre del nero · c1 torre del bianco | 8 |
| 7 | b8 re del bianco · d8 re del nero · b7 pedone del bianco · a2 torre del nero · c1 torre del bianco | b8 re del bianco · d8 re del nero · b7 pedone del bianco · a2 torre del nero · c1 torre del bianco | b8 re del bianco · d8 re del nero · b7 pedone del bianco · a2 torre del nero · c1 torre del bianco | b8 re del bianco · d8 re del nero · b7 pedone del bianco · a2 torre del nero · c1 torre del bianco | b8 re del bianco · d8 re del nero · b7 pedone del bianco · a2 torre del nero · c1 torre del bianco | b8 re del bianco · d8 re del nero · b7 pedone del bianco · a2 torre del nero · c1 torre del bianco | b8 re del bianco · d8 re del nero · b7 pedone del bianco · a2 torre del nero · c1 torre del bianco | b8 re del bianco · d8 re del nero · b7 pedone del bianco · a2 torre del nero · c1 torre del bianco | 7 |
| 6 | b8 re del bianco · d8 re del nero · b7 pedone del bianco · a2 torre del nero · c1 torre del bianco | b8 re del bianco · d8 re del nero · b7 pedone del bianco · a2 torre del nero · c1 torre del bianco | b8 re del bianco · d8 re del nero · b7 pedone del bianco · a2 torre del nero · c1 torre del bianco | b8 re del bianco · d8 re del nero · b7 pedone del bianco · a2 torre del nero · c1 torre del bianco | b8 re del bianco · d8 re del nero · b7 pedone del bianco · a2 torre del nero · c1 torre del bianco | b8 re del bianco · d8 re del nero · b7 pedone del bianco · a2 torre del nero · c1 torre del bianco | b8 re del bianco · d8 re del nero · b7 pedone del bianco · a2 torre del nero · c1 torre del bianco | b8 re del bianco · d8 re del nero · b7 pedone del bianco · a2 torre del nero · c1 torre del bianco | 6 |
| 5 | b8 re del bianco · d8 re del nero · b7 pedone del bianco · a2 torre del nero · c1 torre del bianco | b8 re del bianco · d8 re del nero · b7 pedone del bianco · a2 torre del nero · c1 torre del bianco | b8 re del bianco · d8 re del nero · b7 pedone del bianco · a2 torre del nero · c1 torre del bianco | b8 re del bianco · d8 re del nero · b7 pedone del bianco · a2 torre del nero · c1 torre del bianco | b8 re del bianco · d8 re del nero · b7 pedone del bianco · a2 torre del nero · c1 torre del bianco | b8 re del bianco · d8 re del nero · b7 pedone del bianco · a2 torre del nero · c1 torre del bianco | b8 re del bianco · d8 re del nero · b7 pedone del bianco · a2 torre del nero · c1 torre del bianco | b8 re del bianco · d8 re del nero · b7 pedone del bianco · a2 torre del nero · c1 torre del bianco | 5 |
| 4 | b8 re del bianco · d8 re del nero · b7 pedone del bianco · a2 torre del nero · c1 torre del bianco | b8 re del bianco · d8 re del nero · b7 pedone del bianco · a2 torre del nero · c1 torre del bianco | b8 re del bianco · d8 re del nero · b7 pedone del bianco · a2 torre del nero · c1 torre del bianco | b8 re del bianco · d8 re del nero · b7 pedone del bianco · a2 torre del nero · c1 torre del bianco | b8 re del bianco · d8 re del nero · b7 pedone del bianco · a2 torre del nero · c1 torre del bianco | b8 re del bianco · d8 re del nero · b7 pedone del bianco · a2 torre del nero · c1 torre del bianco | b8 re del bianco · d8 re del nero · b7 pedone del bianco · a2 torre del nero · c1 torre del bianco | b8 re del bianco · d8 re del nero · b7 pedone del bianco · a2 torre del nero · c1 torre del bianco | 4 |
| 3 | b8 re del bianco · d8 re del nero · b7 pedone del bianco · a2 torre del nero · c1 torre del bianco | b8 re del bianco · d8 re del nero · b7 pedone del bianco · a2 torre del nero · c1 torre del bianco | b8 re del bianco · d8 re del nero · b7 pedone del bianco · a2 torre del nero · c1 torre del bianco | b8 re del bianco · d8 re del nero · b7 pedone del bianco · a2 torre del nero · c1 torre del bianco | b8 re del bianco · d8 re del nero · b7 pedone del bianco · a2 torre del nero · c1 torre del bianco | b8 re del bianco · d8 re del nero · b7 pedone del bianco · a2 torre del nero · c1 torre del bianco | b8 re del bianco · d8 re del nero · b7 pedone del bianco · a2 torre del nero · c1 torre del bianco | b8 re del bianco · d8 re del nero · b7 pedone del bianco · a2 torre del nero · c1 torre del bianco | 3 |
| 2 | b8 re del bianco · d8 re del nero · b7 pedone del bianco · a2 torre del nero · c1 torre del bianco | b8 re del bianco · d8 re del nero · b7 pedone del bianco · a2 torre del nero · c1 torre del bianco | b8 re del bianco · d8 re del nero · b7 pedone del bianco · a2 torre del nero · c1 torre del bianco | b8 re del bianco · d8 re del nero · b7 pedone del bianco · a2 torre del nero · c1 torre del bianco | b8 re del bianco · d8 re del nero · b7 pedone del bianco · a2 torre del nero · c1 torre del bianco | b8 re del bianco · d8 re del nero · b7 pedone del bianco · a2 torre del nero · c1 torre del bianco | b8 re del bianco · d8 re del nero · b7 pedone del bianco · a2 torre del nero · c1 torre del bianco | b8 re del bianco · d8 re del nero · b7 pedone del bianco · a2 torre del nero · c1 torre del bianco | 2 |
| 1 | b8 re del bianco · d8 re del nero · b7 pedone del bianco · a2 torre del nero · c1 torre del bianco | b8 re del bianco · d8 re del nero · b7 pedone del bianco · a2 torre del nero · c1 torre del bianco | b8 re del bianco · d8 re del nero · b7 pedone del bianco · a2 torre del nero · c1 torre del bianco | b8 re del bianco · d8 re del nero · b7 pedone del bianco · a2 torre del nero · c1 torre del bianco | b8 re del bianco · d8 re del nero · b7 pedone del bianco · a2 torre del nero · c1 torre del bianco | b8 re del bianco · d8 re del nero · b7 pedone del bianco · a2 torre del nero · c1 torre del bianco | b8 re del bianco · d8 re del nero · b7 pedone del bianco · a2 torre del nero · c1 torre del bianco | b8 re del bianco · d8 re del nero · b7 pedone del bianco · a2 torre del nero · c1 torre del bianco | 1 |
|   | a                                                                                                  | b                                                                                                  | c                                                                                                  | d                                                                                                  | e                                                                                                  | f                                                                                                  | g                                                                                                  | h                                                                                                  |   |

La posizione di Lucena è una delle più famose ed importanti posizioni della teoria dei finali. Il suo raggiungimento garantisce la vittoria al giocatore col pedone di vantaggio. Le caratteristiche essenziali sono che il re bianco è nella casa di promozione del proprio pedone, il pedone è in una delle colonne tra "b" e "g" e il re nero è tagliato fuori per colonna.
Il Bianco vince, nella posizione del diagramma, con 1.Td1+, costringendo il re nero ad allontanarsi di un'altra colonna dal pedone e poi portando la torre sulla quarta traversa, quindi portando fuori il re a cui la torre nera darà scacco. La manovra del Bianco porterà il proprio re sulla quinta traversa (senza abbandonare il pedone) e, al successivo scacco dato dalla torre, il Bianco interporrà la propria torre ottenendo una posizione vincente.

#### Il metodo alternativo per i pedoni c, d, e ed f
|   | a                                                                                                  | b                                                                                                  | c                                                                                                  | d                                                                                                  | e                                                                                                  | f                                                                                                  | g                                                                                                  | h                                                                                                  |   |
| 8 | e8 re del bianco · c7 re del nero · e7 pedone del bianco · d2 torre del bianco · f1 torre del nero | e8 re del bianco · c7 re del nero · e7 pedone del bianco · d2 torre del bianco · f1 torre del nero | e8 re del bianco · c7 re del nero · e7 pedone del bianco · d2 torre del bianco · f1 torre del nero | e8 re del bianco · c7 re del nero · e7 pedone del bianco · d2 torre del bianco · f1 torre del nero | e8 re del bianco · c7 re del nero · e7 pedone del bianco · d2 torre del bianco · f1 torre del nero | e8 re del bianco · c7 re del nero · e7 pedone del bianco · d2 torre del bianco · f1 torre del nero | e8 re del bianco · c7 re del nero · e7 pedone del bianco · d2 torre del bianco · f1 torre del nero | e8 re del bianco · c7 re del nero · e7 pedone del bianco · d2 torre del bianco · f1 torre del nero | 8 |
| 7 | e8 re del bianco · c7 re del nero · e7 pedone del bianco · d2 torre del bianco · f1 torre del nero | e8 re del bianco · c7 re del nero · e7 pedone del bianco · d2 torre del bianco · f1 torre del nero | e8 re del bianco · c7 re del nero · e7 pedone del bianco · d2 torre del bianco · f1 torre del nero | e8 re del bianco · c7 re del nero · e7 pedone del bianco · d2 torre del bianco · f1 torre del nero | e8 re del bianco · c7 re del nero · e7 pedone del bianco · d2 torre del bianco · f1 torre del nero | e8 re del bianco · c7 re del nero · e7 pedone del bianco · d2 torre del bianco · f1 torre del nero | e8 re del bianco · c7 re del nero · e7 pedone del bianco · d2 torre del bianco · f1 torre del nero | e8 re del bianco · c7 re del nero · e7 pedone del bianco · d2 torre del bianco · f1 torre del nero | 7 |
| 6 | e8 re del bianco · c7 re del nero · e7 pedone del bianco · d2 torre del bianco · f1 torre del nero | e8 re del bianco · c7 re del nero · e7 pedone del bianco · d2 torre del bianco · f1 torre del nero | e8 re del bianco · c7 re del nero · e7 pedone del bianco · d2 torre del bianco · f1 torre del nero | e8 re del bianco · c7 re del nero · e7 pedone del bianco · d2 torre del bianco · f1 torre del nero | e8 re del bianco · c7 re del nero · e7 pedone del bianco · d2 torre del bianco · f1 torre del nero | e8 re del bianco · c7 re del nero · e7 pedone del bianco · d2 torre del bianco · f1 torre del nero | e8 re del bianco · c7 re del nero · e7 pedone del bianco · d2 torre del bianco · f1 torre del nero | e8 re del bianco · c7 re del nero · e7 pedone del bianco · d2 torre del bianco · f1 torre del nero | 6 |
| 5 | e8 re del bianco · c7 re del nero · e7 pedone del bianco · d2 torre del bianco · f1 torre del nero | e8 re del bianco · c7 re del nero · e7 pedone del bianco · d2 torre del bianco · f1 torre del nero | e8 re del bianco · c7 re del nero · e7 pedone del bianco · d2 torre del bianco · f1 torre del nero | e8 re del bianco · c7 re del nero · e7 pedone del bianco · d2 torre del bianco · f1 torre del nero | e8 re del bianco · c7 re del nero · e7 pedone del bianco · d2 torre del bianco · f1 torre del nero | e8 re del bianco · c7 re del nero · e7 pedone del bianco · d2 torre del bianco · f1 torre del nero | e8 re del bianco · c7 re del nero · e7 pedone del bianco · d2 torre del bianco · f1 torre del nero | e8 re del bianco · c7 re del nero · e7 pedone del bianco · d2 torre del bianco · f1 torre del nero | 5 |
| 4 | e8 re del bianco · c7 re del nero · e7 pedone del bianco · d2 torre del bianco · f1 torre del nero | e8 re del bianco · c7 re del nero · e7 pedone del bianco · d2 torre del bianco · f1 torre del nero | e8 re del bianco · c7 re del nero · e7 pedone del bianco · d2 torre del bianco · f1 torre del nero | e8 re del bianco · c7 re del nero · e7 pedone del bianco · d2 torre del bianco · f1 torre del nero | e8 re del bianco · c7 re del nero · e7 pedone del bianco · d2 torre del bianco · f1 torre del nero | e8 re del bianco · c7 re del nero · e7 pedone del bianco · d2 torre del bianco · f1 torre del nero | e8 re del bianco · c7 re del nero · e7 pedone del bianco · d2 torre del bianco · f1 torre del nero | e8 re del bianco · c7 re del nero · e7 pedone del bianco · d2 torre del bianco · f1 torre del nero | 4 |
| 3 | e8 re del bianco · c7 re del nero · e7 pedone del bianco · d2 torre del bianco · f1 torre del nero | e8 re del bianco · c7 re del nero · e7 pedone del bianco · d2 torre del bianco · f1 torre del nero | e8 re del bianco · c7 re del nero · e7 pedone del bianco · d2 torre del bianco · f1 torre del nero | e8 re del bianco · c7 re del nero · e7 pedone del bianco · d2 torre del bianco · f1 torre del nero | e8 re del bianco · c7 re del nero · e7 pedone del bianco · d2 torre del bianco · f1 torre del nero | e8 re del bianco · c7 re del nero · e7 pedone del bianco · d2 torre del bianco · f1 torre del nero | e8 re del bianco · c7 re del nero · e7 pedone del bianco · d2 torre del bianco · f1 torre del nero | e8 re del bianco · c7 re del nero · e7 pedone del bianco · d2 torre del bianco · f1 torre del nero | 3 |
| 2 | e8 re del bianco · c7 re del nero · e7 pedone del bianco · d2 torre del bianco · f1 torre del nero | e8 re del bianco · c7 re del nero · e7 pedone del bianco · d2 torre del bianco · f1 torre del nero | e8 re del bianco · c7 re del nero · e7 pedone del bianco · d2 torre del bianco · f1 torre del nero | e8 re del bianco · c7 re del nero · e7 pedone del bianco · d2 torre del bianco · f1 torre del nero | e8 re del bianco · c7 re del nero · e7 pedone del bianco · d2 torre del bianco · f1 torre del nero | e8 re del bianco · c7 re del nero · e7 pedone del bianco · d2 torre del bianco · f1 torre del nero | e8 re del bianco · c7 re del nero · e7 pedone del bianco · d2 torre del bianco · f1 torre del nero | e8 re del bianco · c7 re del nero · e7 pedone del bianco · d2 torre del bianco · f1 torre del nero | 2 |
| 1 | e8 re del bianco · c7 re del nero · e7 pedone del bianco · d2 torre del bianco · f1 torre del nero | e8 re del bianco · c7 re del nero · e7 pedone del bianco · d2 torre del bianco · f1 torre del nero | e8 re del bianco · c7 re del nero · e7 pedone del bianco · d2 torre del bianco · f1 torre del nero | e8 re del bianco · c7 re del nero · e7 pedone del bianco · d2 torre del bianco · f1 torre del nero | e8 re del bianco · c7 re del nero · e7 pedone del bianco · d2 torre del bianco · f1 torre del nero | e8 re del bianco · c7 re del nero · e7 pedone del bianco · d2 torre del bianco · f1 torre del nero | e8 re del bianco · c7 re del nero · e7 pedone del bianco · d2 torre del bianco · f1 torre del nero | e8 re del bianco · c7 re del nero · e7 pedone del bianco · d2 torre del bianco · f1 torre del nero | 1 |
|   | a                                                                                                  | b                                                                                                  | c                                                                                                  | d                                                                                                  | e                                                                                                  | f                                                                                                  | g                                                                                                  | h                                                                                                  |   |

La posizione di Lucena è vincente per il Bianco se il pedone non è sulle colonne "a" o "h". Esiste un altro metodo per vincere coi pedoni sulle colonne tra "c" e "f". Nel diagramma 1.Tc2+ porterebbe alla vittoria del Bianco col metodo precedente, comunque il Bianco vince anche con:
1.Th2 Tf3
2.Th8 Tf1
3.Tf8 Te1
4.Rf7
ora il Bianco vince sia con:
4…Rd7
5.e8=D+
che con l'avvicinamento del re alla torre nera
4…Tf1+
5.Rg6 Tg1+
6.Rf5 Tf1+
7.Rg4 Tg1+
8.Rf3 Tf1+
9.Re2
ora la torre nera non può più dare scacco e il pedone promuove.

## Metodi difensivi
Spesso il Bianco non sarà in grado di sfruttare uno dei metodi per vincere. Il Nero ha diverse risorse difensive che dipendono principalmente dalla posizione del suo re rispetto al pedone.
Se il re nero è di fronte al pedone e il re avversario non ha ancora raggiunto la sesta traversa, la posizione di Philidor è un facile metodo per raggiungere la patta. Se il re nero non può portarsi davanti al pedone avversario, ma non è tagliato fuori, si può utilizzare la difesa del lato corto.
Se il pedone si trova sulle colonne "a", "b", "g" o "h", si può utilizzare la difesa della prima traversa. Quest'ultima difesa è utilizzabile anche quando il pedone si trova su altre colonne e il suo re non ha ancora raggiunto la sesta traversa. Se il re è tagliato fuori per colonna, può funzionare la difesa frontale, in funzione della colonna su cui sta il pedone e di quanto sia avanzato.

### La posizione di Philidor
|   | a                                                                                                  | b                                                                                                  | c                                                                                                  | d                                                                                                  | e                                                                                                  | f                                                                                                  | g                                                                                                  | h                                                                                                  |   |
| 8 | e8 re del nero · h7 torre del bianco · b6 torre del nero · f5 re del bianco · e4 pedone del bianco | e8 re del nero · h7 torre del bianco · b6 torre del nero · f5 re del bianco · e4 pedone del bianco | e8 re del nero · h7 torre del bianco · b6 torre del nero · f5 re del bianco · e4 pedone del bianco | e8 re del nero · h7 torre del bianco · b6 torre del nero · f5 re del bianco · e4 pedone del bianco | e8 re del nero · h7 torre del bianco · b6 torre del nero · f5 re del bianco · e4 pedone del bianco | e8 re del nero · h7 torre del bianco · b6 torre del nero · f5 re del bianco · e4 pedone del bianco | e8 re del nero · h7 torre del bianco · b6 torre del nero · f5 re del bianco · e4 pedone del bianco | e8 re del nero · h7 torre del bianco · b6 torre del nero · f5 re del bianco · e4 pedone del bianco | 8 |
| 7 | e8 re del nero · h7 torre del bianco · b6 torre del nero · f5 re del bianco · e4 pedone del bianco | e8 re del nero · h7 torre del bianco · b6 torre del nero · f5 re del bianco · e4 pedone del bianco | e8 re del nero · h7 torre del bianco · b6 torre del nero · f5 re del bianco · e4 pedone del bianco | e8 re del nero · h7 torre del bianco · b6 torre del nero · f5 re del bianco · e4 pedone del bianco | e8 re del nero · h7 torre del bianco · b6 torre del nero · f5 re del bianco · e4 pedone del bianco | e8 re del nero · h7 torre del bianco · b6 torre del nero · f5 re del bianco · e4 pedone del bianco | e8 re del nero · h7 torre del bianco · b6 torre del nero · f5 re del bianco · e4 pedone del bianco | e8 re del nero · h7 torre del bianco · b6 torre del nero · f5 re del bianco · e4 pedone del bianco | 7 |
| 6 | e8 re del nero · h7 torre del bianco · b6 torre del nero · f5 re del bianco · e4 pedone del bianco | e8 re del nero · h7 torre del bianco · b6 torre del nero · f5 re del bianco · e4 pedone del bianco | e8 re del nero · h7 torre del bianco · b6 torre del nero · f5 re del bianco · e4 pedone del bianco | e8 re del nero · h7 torre del bianco · b6 torre del nero · f5 re del bianco · e4 pedone del bianco | e8 re del nero · h7 torre del bianco · b6 torre del nero · f5 re del bianco · e4 pedone del bianco | e8 re del nero · h7 torre del bianco · b6 torre del nero · f5 re del bianco · e4 pedone del bianco | e8 re del nero · h7 torre del bianco · b6 torre del nero · f5 re del bianco · e4 pedone del bianco | e8 re del nero · h7 torre del bianco · b6 torre del nero · f5 re del bianco · e4 pedone del bianco | 6 |
| 5 | e8 re del nero · h7 torre del bianco · b6 torre del nero · f5 re del bianco · e4 pedone del bianco | e8 re del nero · h7 torre del bianco · b6 torre del nero · f5 re del bianco · e4 pedone del bianco | e8 re del nero · h7 torre del bianco · b6 torre del nero · f5 re del bianco · e4 pedone del bianco | e8 re del nero · h7 torre del bianco · b6 torre del nero · f5 re del bianco · e4 pedone del bianco | e8 re del nero · h7 torre del bianco · b6 torre del nero · f5 re del bianco · e4 pedone del bianco | e8 re del nero · h7 torre del bianco · b6 torre del nero · f5 re del bianco · e4 pedone del bianco | e8 re del nero · h7 torre del bianco · b6 torre del nero · f5 re del bianco · e4 pedone del bianco | e8 re del nero · h7 torre del bianco · b6 torre del nero · f5 re del bianco · e4 pedone del bianco | 5 |
| 4 | e8 re del nero · h7 torre del bianco · b6 torre del nero · f5 re del bianco · e4 pedone del bianco | e8 re del nero · h7 torre del bianco · b6 torre del nero · f5 re del bianco · e4 pedone del bianco | e8 re del nero · h7 torre del bianco · b6 torre del nero · f5 re del bianco · e4 pedone del bianco | e8 re del nero · h7 torre del bianco · b6 torre del nero · f5 re del bianco · e4 pedone del bianco | e8 re del nero · h7 torre del bianco · b6 torre del nero · f5 re del bianco · e4 pedone del bianco | e8 re del nero · h7 torre del bianco · b6 torre del nero · f5 re del bianco · e4 pedone del bianco | e8 re del nero · h7 torre del bianco · b6 torre del nero · f5 re del bianco · e4 pedone del bianco | e8 re del nero · h7 torre del bianco · b6 torre del nero · f5 re del bianco · e4 pedone del bianco | 4 |
| 3 | e8 re del nero · h7 torre del bianco · b6 torre del nero · f5 re del bianco · e4 pedone del bianco | e8 re del nero · h7 torre del bianco · b6 torre del nero · f5 re del bianco · e4 pedone del bianco | e8 re del nero · h7 torre del bianco · b6 torre del nero · f5 re del bianco · e4 pedone del bianco | e8 re del nero · h7 torre del bianco · b6 torre del nero · f5 re del bianco · e4 pedone del bianco | e8 re del nero · h7 torre del bianco · b6 torre del nero · f5 re del bianco · e4 pedone del bianco | e8 re del nero · h7 torre del bianco · b6 torre del nero · f5 re del bianco · e4 pedone del bianco | e8 re del nero · h7 torre del bianco · b6 torre del nero · f5 re del bianco · e4 pedone del bianco | e8 re del nero · h7 torre del bianco · b6 torre del nero · f5 re del bianco · e4 pedone del bianco | 3 |
| 2 | e8 re del nero · h7 torre del bianco · b6 torre del nero · f5 re del bianco · e4 pedone del bianco | e8 re del nero · h7 torre del bianco · b6 torre del nero · f5 re del bianco · e4 pedone del bianco | e8 re del nero · h7 torre del bianco · b6 torre del nero · f5 re del bianco · e4 pedone del bianco | e8 re del nero · h7 torre del bianco · b6 torre del nero · f5 re del bianco · e4 pedone del bianco | e8 re del nero · h7 torre del bianco · b6 torre del nero · f5 re del bianco · e4 pedone del bianco | e8 re del nero · h7 torre del bianco · b6 torre del nero · f5 re del bianco · e4 pedone del bianco | e8 re del nero · h7 torre del bianco · b6 torre del nero · f5 re del bianco · e4 pedone del bianco | e8 re del nero · h7 torre del bianco · b6 torre del nero · f5 re del bianco · e4 pedone del bianco | 2 |
| 1 | e8 re del nero · h7 torre del bianco · b6 torre del nero · f5 re del bianco · e4 pedone del bianco | e8 re del nero · h7 torre del bianco · b6 torre del nero · f5 re del bianco · e4 pedone del bianco | e8 re del nero · h7 torre del bianco · b6 torre del nero · f5 re del bianco · e4 pedone del bianco | e8 re del nero · h7 torre del bianco · b6 torre del nero · f5 re del bianco · e4 pedone del bianco | e8 re del nero · h7 torre del bianco · b6 torre del nero · f5 re del bianco · e4 pedone del bianco | e8 re del nero · h7 torre del bianco · b6 torre del nero · f5 re del bianco · e4 pedone del bianco | e8 re del nero · h7 torre del bianco · b6 torre del nero · f5 re del bianco · e4 pedone del bianco | e8 re del nero · h7 torre del bianco · b6 torre del nero · f5 re del bianco · e4 pedone del bianco | 1 |
|   | a                                                                                                  | b                                                                                                  | c                                                                                                  | d                                                                                                  | e                                                                                                  | f                                                                                                  | g                                                                                                  | h                                                                                                  |   |

La posizione di Philidor (nel diagramma), illustra un'importante tecnica per pattare questo finale. Questa tecnica, nota anche come difesa della terza traversa o difesa di Philidor, è applicabile quando il re nero è davanti al pedone avversario e né quest'ultimo, né il suo re abbiano ancora raggiunto la sesta traversa. Il Nero tiene la propria torre sulla terza traversa per evitare che il re bianco possa raggiungerla. Se il Bianco spingesse il pedone in sesta traversa (la terza del Nero), allora il re sarebbe privato del suo scudo ed il Nero muoverebbe la torre in ottava (o settima) traversa continuando a dare scacco al re bianco da dietro. È molto importante che il Nero mantenga la sua torre in terza traversa e si muova in fondo alla scacchiera solo dopo che il pedone sia stato spinto in sesta traversa. Il Nero inoltre deve evitare tre errori:
1. trovarsi con la torre immobilizzata
2. consentire che il proprio re sia allontanato dalla casa di promozione
3. muovere il re dal lato sbagliato.

Questa difesa può anche essere usata con la torre nera in quarta traversa se il pedone ed il re bianchi non l'hanno ancora raggiunta. In tal caso il re nero dovrebbe stare sulla seconda traversa. Il principio è lo stesso: il Nero tiene la sua torre sulla quarta traversa, tenendo il re bianco a distanza. Quando il pedone viene spinto, il Nero muove la torre in ottava e dà scacco da dietro.

### La difesa della prima traversa
|   | a                                                                                                  | b                                                                                                  | c                                                                                                  | d                                                                                                  | e                                                                                                  | f                                                                                                  | g                                                                                                  | h                                                                                                  |   |
| 8 | b8 torre del nero · g8 re del nero · a7 torre del bianco · f6 re del bianco · g6 pedone del bianco | b8 torre del nero · g8 re del nero · a7 torre del bianco · f6 re del bianco · g6 pedone del bianco | b8 torre del nero · g8 re del nero · a7 torre del bianco · f6 re del bianco · g6 pedone del bianco | b8 torre del nero · g8 re del nero · a7 torre del bianco · f6 re del bianco · g6 pedone del bianco | b8 torre del nero · g8 re del nero · a7 torre del bianco · f6 re del bianco · g6 pedone del bianco | b8 torre del nero · g8 re del nero · a7 torre del bianco · f6 re del bianco · g6 pedone del bianco | b8 torre del nero · g8 re del nero · a7 torre del bianco · f6 re del bianco · g6 pedone del bianco | b8 torre del nero · g8 re del nero · a7 torre del bianco · f6 re del bianco · g6 pedone del bianco | 8 |
| 7 | b8 torre del nero · g8 re del nero · a7 torre del bianco · f6 re del bianco · g6 pedone del bianco | b8 torre del nero · g8 re del nero · a7 torre del bianco · f6 re del bianco · g6 pedone del bianco | b8 torre del nero · g8 re del nero · a7 torre del bianco · f6 re del bianco · g6 pedone del bianco | b8 torre del nero · g8 re del nero · a7 torre del bianco · f6 re del bianco · g6 pedone del bianco | b8 torre del nero · g8 re del nero · a7 torre del bianco · f6 re del bianco · g6 pedone del bianco | b8 torre del nero · g8 re del nero · a7 torre del bianco · f6 re del bianco · g6 pedone del bianco | b8 torre del nero · g8 re del nero · a7 torre del bianco · f6 re del bianco · g6 pedone del bianco | b8 torre del nero · g8 re del nero · a7 torre del bianco · f6 re del bianco · g6 pedone del bianco | 7 |
| 6 | b8 torre del nero · g8 re del nero · a7 torre del bianco · f6 re del bianco · g6 pedone del bianco | b8 torre del nero · g8 re del nero · a7 torre del bianco · f6 re del bianco · g6 pedone del bianco | b8 torre del nero · g8 re del nero · a7 torre del bianco · f6 re del bianco · g6 pedone del bianco | b8 torre del nero · g8 re del nero · a7 torre del bianco · f6 re del bianco · g6 pedone del bianco | b8 torre del nero · g8 re del nero · a7 torre del bianco · f6 re del bianco · g6 pedone del bianco | b8 torre del nero · g8 re del nero · a7 torre del bianco · f6 re del bianco · g6 pedone del bianco | b8 torre del nero · g8 re del nero · a7 torre del bianco · f6 re del bianco · g6 pedone del bianco | b8 torre del nero · g8 re del nero · a7 torre del bianco · f6 re del bianco · g6 pedone del bianco | 6 |
| 5 | b8 torre del nero · g8 re del nero · a7 torre del bianco · f6 re del bianco · g6 pedone del bianco | b8 torre del nero · g8 re del nero · a7 torre del bianco · f6 re del bianco · g6 pedone del bianco | b8 torre del nero · g8 re del nero · a7 torre del bianco · f6 re del bianco · g6 pedone del bianco | b8 torre del nero · g8 re del nero · a7 torre del bianco · f6 re del bianco · g6 pedone del bianco | b8 torre del nero · g8 re del nero · a7 torre del bianco · f6 re del bianco · g6 pedone del bianco | b8 torre del nero · g8 re del nero · a7 torre del bianco · f6 re del bianco · g6 pedone del bianco | b8 torre del nero · g8 re del nero · a7 torre del bianco · f6 re del bianco · g6 pedone del bianco | b8 torre del nero · g8 re del nero · a7 torre del bianco · f6 re del bianco · g6 pedone del bianco | 5 |
| 4 | b8 torre del nero · g8 re del nero · a7 torre del bianco · f6 re del bianco · g6 pedone del bianco | b8 torre del nero · g8 re del nero · a7 torre del bianco · f6 re del bianco · g6 pedone del bianco | b8 torre del nero · g8 re del nero · a7 torre del bianco · f6 re del bianco · g6 pedone del bianco | b8 torre del nero · g8 re del nero · a7 torre del bianco · f6 re del bianco · g6 pedone del bianco | b8 torre del nero · g8 re del nero · a7 torre del bianco · f6 re del bianco · g6 pedone del bianco | b8 torre del nero · g8 re del nero · a7 torre del bianco · f6 re del bianco · g6 pedone del bianco | b8 torre del nero · g8 re del nero · a7 torre del bianco · f6 re del bianco · g6 pedone del bianco | b8 torre del nero · g8 re del nero · a7 torre del bianco · f6 re del bianco · g6 pedone del bianco | 4 |
| 3 | b8 torre del nero · g8 re del nero · a7 torre del bianco · f6 re del bianco · g6 pedone del bianco | b8 torre del nero · g8 re del nero · a7 torre del bianco · f6 re del bianco · g6 pedone del bianco | b8 torre del nero · g8 re del nero · a7 torre del bianco · f6 re del bianco · g6 pedone del bianco | b8 torre del nero · g8 re del nero · a7 torre del bianco · f6 re del bianco · g6 pedone del bianco | b8 torre del nero · g8 re del nero · a7 torre del bianco · f6 re del bianco · g6 pedone del bianco | b8 torre del nero · g8 re del nero · a7 torre del bianco · f6 re del bianco · g6 pedone del bianco | b8 torre del nero · g8 re del nero · a7 torre del bianco · f6 re del bianco · g6 pedone del bianco | b8 torre del nero · g8 re del nero · a7 torre del bianco · f6 re del bianco · g6 pedone del bianco | 3 |
| 2 | b8 torre del nero · g8 re del nero · a7 torre del bianco · f6 re del bianco · g6 pedone del bianco | b8 torre del nero · g8 re del nero · a7 torre del bianco · f6 re del bianco · g6 pedone del bianco | b8 torre del nero · g8 re del nero · a7 torre del bianco · f6 re del bianco · g6 pedone del bianco | b8 torre del nero · g8 re del nero · a7 torre del bianco · f6 re del bianco · g6 pedone del bianco | b8 torre del nero · g8 re del nero · a7 torre del bianco · f6 re del bianco · g6 pedone del bianco | b8 torre del nero · g8 re del nero · a7 torre del bianco · f6 re del bianco · g6 pedone del bianco | b8 torre del nero · g8 re del nero · a7 torre del bianco · f6 re del bianco · g6 pedone del bianco | b8 torre del nero · g8 re del nero · a7 torre del bianco · f6 re del bianco · g6 pedone del bianco | 2 |
| 1 | b8 torre del nero · g8 re del nero · a7 torre del bianco · f6 re del bianco · g6 pedone del bianco | b8 torre del nero · g8 re del nero · a7 torre del bianco · f6 re del bianco · g6 pedone del bianco | b8 torre del nero · g8 re del nero · a7 torre del bianco · f6 re del bianco · g6 pedone del bianco | b8 torre del nero · g8 re del nero · a7 torre del bianco · f6 re del bianco · g6 pedone del bianco | b8 torre del nero · g8 re del nero · a7 torre del bianco · f6 re del bianco · g6 pedone del bianco | b8 torre del nero · g8 re del nero · a7 torre del bianco · f6 re del bianco · g6 pedone del bianco | b8 torre del nero · g8 re del nero · a7 torre del bianco · f6 re del bianco · g6 pedone del bianco | b8 torre del nero · g8 re del nero · a7 torre del bianco · f6 re del bianco · g6 pedone del bianco | 1 |
|   | a                                                                                                  | b                                                                                                  | c                                                                                                  | d                                                                                                  | e                                                                                                  | f                                                                                                  | g                                                                                                  | h                                                                                                  |   |

Questo tipo di difesa funziona sempre se il pedone è sulle colonne "a", "b", "g" o "h" e il re nero è davanti al pedone. Il re difendente blocca il pedone e la torre sulla prima traversa previene gli scacchi da parte della torre avversaria. Nel diagramma 1, il Nero patta. Se 1.g7, allora 1…Tb6+ e se 1.Tg7+, allora 1…Rh8. Il miglior tentativo del Bianco è:
1.Rg5 Tc8
attendendo passivamente
2.Rh6 Tb8
3.Tg7+
L'unica risorsa del Bianco
3…Rh8!
Se 3…Rf8?, allora 4.Rh7 Tb1 5.Tf7+ Re8 6.Tf4 e il bianco ottiene la posizione di Lucena.
4.Th7+ Rg8
5.Ta7 Tc8
e il Bianco non fa progressi. Questa difesa non funziona per altre colonne (col re bianco in sesta traversa), perché il Bianco avrebbe un'altra colonna per girare attorno al pedone.
|   | a                                                                                                  | b                                                                                                  | c                                                                                                  | d                                                                                                  | e                                                                                                  | f                                                                                                  | g                                                                                                  | h                                                                                                  |   |
| 8 | b8 torre del nero · f8 re del nero · a7 torre del bianco · f6 pedone del bianco · g5 re del bianco | b8 torre del nero · f8 re del nero · a7 torre del bianco · f6 pedone del bianco · g5 re del bianco | b8 torre del nero · f8 re del nero · a7 torre del bianco · f6 pedone del bianco · g5 re del bianco | b8 torre del nero · f8 re del nero · a7 torre del bianco · f6 pedone del bianco · g5 re del bianco | b8 torre del nero · f8 re del nero · a7 torre del bianco · f6 pedone del bianco · g5 re del bianco | b8 torre del nero · f8 re del nero · a7 torre del bianco · f6 pedone del bianco · g5 re del bianco | b8 torre del nero · f8 re del nero · a7 torre del bianco · f6 pedone del bianco · g5 re del bianco | b8 torre del nero · f8 re del nero · a7 torre del bianco · f6 pedone del bianco · g5 re del bianco | 8 |
| 7 | b8 torre del nero · f8 re del nero · a7 torre del bianco · f6 pedone del bianco · g5 re del bianco | b8 torre del nero · f8 re del nero · a7 torre del bianco · f6 pedone del bianco · g5 re del bianco | b8 torre del nero · f8 re del nero · a7 torre del bianco · f6 pedone del bianco · g5 re del bianco | b8 torre del nero · f8 re del nero · a7 torre del bianco · f6 pedone del bianco · g5 re del bianco | b8 torre del nero · f8 re del nero · a7 torre del bianco · f6 pedone del bianco · g5 re del bianco | b8 torre del nero · f8 re del nero · a7 torre del bianco · f6 pedone del bianco · g5 re del bianco | b8 torre del nero · f8 re del nero · a7 torre del bianco · f6 pedone del bianco · g5 re del bianco | b8 torre del nero · f8 re del nero · a7 torre del bianco · f6 pedone del bianco · g5 re del bianco | 7 |
| 6 | b8 torre del nero · f8 re del nero · a7 torre del bianco · f6 pedone del bianco · g5 re del bianco | b8 torre del nero · f8 re del nero · a7 torre del bianco · f6 pedone del bianco · g5 re del bianco | b8 torre del nero · f8 re del nero · a7 torre del bianco · f6 pedone del bianco · g5 re del bianco | b8 torre del nero · f8 re del nero · a7 torre del bianco · f6 pedone del bianco · g5 re del bianco | b8 torre del nero · f8 re del nero · a7 torre del bianco · f6 pedone del bianco · g5 re del bianco | b8 torre del nero · f8 re del nero · a7 torre del bianco · f6 pedone del bianco · g5 re del bianco | b8 torre del nero · f8 re del nero · a7 torre del bianco · f6 pedone del bianco · g5 re del bianco | b8 torre del nero · f8 re del nero · a7 torre del bianco · f6 pedone del bianco · g5 re del bianco | 6 |
| 5 | b8 torre del nero · f8 re del nero · a7 torre del bianco · f6 pedone del bianco · g5 re del bianco | b8 torre del nero · f8 re del nero · a7 torre del bianco · f6 pedone del bianco · g5 re del bianco | b8 torre del nero · f8 re del nero · a7 torre del bianco · f6 pedone del bianco · g5 re del bianco | b8 torre del nero · f8 re del nero · a7 torre del bianco · f6 pedone del bianco · g5 re del bianco | b8 torre del nero · f8 re del nero · a7 torre del bianco · f6 pedone del bianco · g5 re del bianco | b8 torre del nero · f8 re del nero · a7 torre del bianco · f6 pedone del bianco · g5 re del bianco | b8 torre del nero · f8 re del nero · a7 torre del bianco · f6 pedone del bianco · g5 re del bianco | b8 torre del nero · f8 re del nero · a7 torre del bianco · f6 pedone del bianco · g5 re del bianco | 5 |
| 4 | b8 torre del nero · f8 re del nero · a7 torre del bianco · f6 pedone del bianco · g5 re del bianco | b8 torre del nero · f8 re del nero · a7 torre del bianco · f6 pedone del bianco · g5 re del bianco | b8 torre del nero · f8 re del nero · a7 torre del bianco · f6 pedone del bianco · g5 re del bianco | b8 torre del nero · f8 re del nero · a7 torre del bianco · f6 pedone del bianco · g5 re del bianco | b8 torre del nero · f8 re del nero · a7 torre del bianco · f6 pedone del bianco · g5 re del bianco | b8 torre del nero · f8 re del nero · a7 torre del bianco · f6 pedone del bianco · g5 re del bianco | b8 torre del nero · f8 re del nero · a7 torre del bianco · f6 pedone del bianco · g5 re del bianco | b8 torre del nero · f8 re del nero · a7 torre del bianco · f6 pedone del bianco · g5 re del bianco | 4 |
| 3 | b8 torre del nero · f8 re del nero · a7 torre del bianco · f6 pedone del bianco · g5 re del bianco | b8 torre del nero · f8 re del nero · a7 torre del bianco · f6 pedone del bianco · g5 re del bianco | b8 torre del nero · f8 re del nero · a7 torre del bianco · f6 pedone del bianco · g5 re del bianco | b8 torre del nero · f8 re del nero · a7 torre del bianco · f6 pedone del bianco · g5 re del bianco | b8 torre del nero · f8 re del nero · a7 torre del bianco · f6 pedone del bianco · g5 re del bianco | b8 torre del nero · f8 re del nero · a7 torre del bianco · f6 pedone del bianco · g5 re del bianco | b8 torre del nero · f8 re del nero · a7 torre del bianco · f6 pedone del bianco · g5 re del bianco | b8 torre del nero · f8 re del nero · a7 torre del bianco · f6 pedone del bianco · g5 re del bianco | 3 |
| 2 | b8 torre del nero · f8 re del nero · a7 torre del bianco · f6 pedone del bianco · g5 re del bianco | b8 torre del nero · f8 re del nero · a7 torre del bianco · f6 pedone del bianco · g5 re del bianco | b8 torre del nero · f8 re del nero · a7 torre del bianco · f6 pedone del bianco · g5 re del bianco | b8 torre del nero · f8 re del nero · a7 torre del bianco · f6 pedone del bianco · g5 re del bianco | b8 torre del nero · f8 re del nero · a7 torre del bianco · f6 pedone del bianco · g5 re del bianco | b8 torre del nero · f8 re del nero · a7 torre del bianco · f6 pedone del bianco · g5 re del bianco | b8 torre del nero · f8 re del nero · a7 torre del bianco · f6 pedone del bianco · g5 re del bianco | b8 torre del nero · f8 re del nero · a7 torre del bianco · f6 pedone del bianco · g5 re del bianco | 2 |
| 1 | b8 torre del nero · f8 re del nero · a7 torre del bianco · f6 pedone del bianco · g5 re del bianco | b8 torre del nero · f8 re del nero · a7 torre del bianco · f6 pedone del bianco · g5 re del bianco | b8 torre del nero · f8 re del nero · a7 torre del bianco · f6 pedone del bianco · g5 re del bianco | b8 torre del nero · f8 re del nero · a7 torre del bianco · f6 pedone del bianco · g5 re del bianco | b8 torre del nero · f8 re del nero · a7 torre del bianco · f6 pedone del bianco · g5 re del bianco | b8 torre del nero · f8 re del nero · a7 torre del bianco · f6 pedone del bianco · g5 re del bianco | b8 torre del nero · f8 re del nero · a7 torre del bianco · f6 pedone del bianco · g5 re del bianco | b8 torre del nero · f8 re del nero · a7 torre del bianco · f6 pedone del bianco · g5 re del bianco | 1 |
|   | a                                                                                                  | b                                                                                                  | c                                                                                                  | d                                                                                                  | e                                                                                                  | f                                                                                                  | g                                                                                                  | h                                                                                                  |   |

Se il re bianco non ha raggiunto la sesta traversa, la difesa ha successo per qualsiasi pedone. Nel diagramma 2, il Bianco vince se ha la mossa portando il suo re in sesta traversa così che la torre nera non possa lasciare la prima traversa per la minaccia di matto. L'esempio mostra come la difesa non funzioni per pedoni sulle colonne "c", "d", "e", o "f":
1.Rg6 Td8
2.Th7 Rg8
3.f7+ Rf8
4.Th8 Re7
5.Txd8 e vince.
Se nella stessa posizione la mossa fosse al Nero, sarebbe patta:
1…Tb1!
questa mossa neutralizza la minaccia Rg6, dato che non ci sono minacce immediate di matto, con gli scacchi da dietro del Nero come della posizione di Philidor. Se né il pedone, né il re possono raggiungere la sesta traversa, il Nero può pattare raggiungendo la posizione di Philidor.

### Re difendente davanti al pedone con pedone troppo avanzato per la posizione di Philidor
A volte il re difendente è davanti al pedone, ma la torre non può raggiungere la terza traversa per ottenere la posizione di Philidor. In questa caso le scelte possibili sono due: cercare di attaccare da dietro o tornare in prima traversa con la torre per parare le minacce di matto come mostrato nei diagrammi.
In caso di pedone sulle colonne "c", "d", "e" o "f", come nel diagramma 1, se la torre difendente è costretta in prima traversa, la posizione è persa. Ad
esempio:
1…Tg2+
2.Rf1 Th2!
3.Rg1 f2+
4:Rf1 Th1+
guadagnando la torre.
Il difendente può raggiungere la patta con una precisa difesa attiva da dietro il pedone finché è sulla quinta traversa, muovendo il re dal lato corto.
Con un pedone sulla colonna "b" o "g", come nel diagramma 2, l'attaccante non ha la colonna di spazio necessaria per …Th2, quindi non può avanzare.
Qui il difendente deve evitare la difesa attiva che fallirebbe perché il proprio re sarebbe costretto nel lato lungo per evitare il matto nell'angolo.
Il difendente può pattare anche contro i pedoni "a" e "h" con le usuali tecniche dei finali di torre.

### Ladifesa del lato corto
Non tutte le posizioni simili alla posizione di Lucena sono delle vittorie per il giocatore col pedone in più, dipende dalla posizione della torre e del re neri in relazione al pedone bianco. Nelle posizioni come quella del diagramma, la torre difendente deve trovarsi distante almeno quattro colonne dal pedone sul lato lungo perché la tecnica difensiva funzioni, altrimenti il re bianco può sostenere il suo pedone e avvicinarsi alla torre nera per cacciarla lontano. Il re nero deve trovarsi sul lato corto per non intralciare la propria torre.
|   | a                                                                                                  | b                                                                                                  | c                                                                                                  | d                                                                                                  | e                                                                                                  | f                                                                                                  | g                                                                                                  | h                                                                                                  |   |
| 8 | e8 re del bianco · e7 pedone del bianco · g7 re del nero · a2 torre del nero · f1 torre del bianco | e8 re del bianco · e7 pedone del bianco · g7 re del nero · a2 torre del nero · f1 torre del bianco | e8 re del bianco · e7 pedone del bianco · g7 re del nero · a2 torre del nero · f1 torre del bianco | e8 re del bianco · e7 pedone del bianco · g7 re del nero · a2 torre del nero · f1 torre del bianco | e8 re del bianco · e7 pedone del bianco · g7 re del nero · a2 torre del nero · f1 torre del bianco | e8 re del bianco · e7 pedone del bianco · g7 re del nero · a2 torre del nero · f1 torre del bianco | e8 re del bianco · e7 pedone del bianco · g7 re del nero · a2 torre del nero · f1 torre del bianco | e8 re del bianco · e7 pedone del bianco · g7 re del nero · a2 torre del nero · f1 torre del bianco | 8 |
| 7 | e8 re del bianco · e7 pedone del bianco · g7 re del nero · a2 torre del nero · f1 torre del bianco | e8 re del bianco · e7 pedone del bianco · g7 re del nero · a2 torre del nero · f1 torre del bianco | e8 re del bianco · e7 pedone del bianco · g7 re del nero · a2 torre del nero · f1 torre del bianco | e8 re del bianco · e7 pedone del bianco · g7 re del nero · a2 torre del nero · f1 torre del bianco | e8 re del bianco · e7 pedone del bianco · g7 re del nero · a2 torre del nero · f1 torre del bianco | e8 re del bianco · e7 pedone del bianco · g7 re del nero · a2 torre del nero · f1 torre del bianco | e8 re del bianco · e7 pedone del bianco · g7 re del nero · a2 torre del nero · f1 torre del bianco | e8 re del bianco · e7 pedone del bianco · g7 re del nero · a2 torre del nero · f1 torre del bianco | 7 |
| 6 | e8 re del bianco · e7 pedone del bianco · g7 re del nero · a2 torre del nero · f1 torre del bianco | e8 re del bianco · e7 pedone del bianco · g7 re del nero · a2 torre del nero · f1 torre del bianco | e8 re del bianco · e7 pedone del bianco · g7 re del nero · a2 torre del nero · f1 torre del bianco | e8 re del bianco · e7 pedone del bianco · g7 re del nero · a2 torre del nero · f1 torre del bianco | e8 re del bianco · e7 pedone del bianco · g7 re del nero · a2 torre del nero · f1 torre del bianco | e8 re del bianco · e7 pedone del bianco · g7 re del nero · a2 torre del nero · f1 torre del bianco | e8 re del bianco · e7 pedone del bianco · g7 re del nero · a2 torre del nero · f1 torre del bianco | e8 re del bianco · e7 pedone del bianco · g7 re del nero · a2 torre del nero · f1 torre del bianco | 6 |
| 5 | e8 re del bianco · e7 pedone del bianco · g7 re del nero · a2 torre del nero · f1 torre del bianco | e8 re del bianco · e7 pedone del bianco · g7 re del nero · a2 torre del nero · f1 torre del bianco | e8 re del bianco · e7 pedone del bianco · g7 re del nero · a2 torre del nero · f1 torre del bianco | e8 re del bianco · e7 pedone del bianco · g7 re del nero · a2 torre del nero · f1 torre del bianco | e8 re del bianco · e7 pedone del bianco · g7 re del nero · a2 torre del nero · f1 torre del bianco | e8 re del bianco · e7 pedone del bianco · g7 re del nero · a2 torre del nero · f1 torre del bianco | e8 re del bianco · e7 pedone del bianco · g7 re del nero · a2 torre del nero · f1 torre del bianco | e8 re del bianco · e7 pedone del bianco · g7 re del nero · a2 torre del nero · f1 torre del bianco | 5 |
| 4 | e8 re del bianco · e7 pedone del bianco · g7 re del nero · a2 torre del nero · f1 torre del bianco | e8 re del bianco · e7 pedone del bianco · g7 re del nero · a2 torre del nero · f1 torre del bianco | e8 re del bianco · e7 pedone del bianco · g7 re del nero · a2 torre del nero · f1 torre del bianco | e8 re del bianco · e7 pedone del bianco · g7 re del nero · a2 torre del nero · f1 torre del bianco | e8 re del bianco · e7 pedone del bianco · g7 re del nero · a2 torre del nero · f1 torre del bianco | e8 re del bianco · e7 pedone del bianco · g7 re del nero · a2 torre del nero · f1 torre del bianco | e8 re del bianco · e7 pedone del bianco · g7 re del nero · a2 torre del nero · f1 torre del bianco | e8 re del bianco · e7 pedone del bianco · g7 re del nero · a2 torre del nero · f1 torre del bianco | 4 |
| 3 | e8 re del bianco · e7 pedone del bianco · g7 re del nero · a2 torre del nero · f1 torre del bianco | e8 re del bianco · e7 pedone del bianco · g7 re del nero · a2 torre del nero · f1 torre del bianco | e8 re del bianco · e7 pedone del bianco · g7 re del nero · a2 torre del nero · f1 torre del bianco | e8 re del bianco · e7 pedone del bianco · g7 re del nero · a2 torre del nero · f1 torre del bianco | e8 re del bianco · e7 pedone del bianco · g7 re del nero · a2 torre del nero · f1 torre del bianco | e8 re del bianco · e7 pedone del bianco · g7 re del nero · a2 torre del nero · f1 torre del bianco | e8 re del bianco · e7 pedone del bianco · g7 re del nero · a2 torre del nero · f1 torre del bianco | e8 re del bianco · e7 pedone del bianco · g7 re del nero · a2 torre del nero · f1 torre del bianco | 3 |
| 2 | e8 re del bianco · e7 pedone del bianco · g7 re del nero · a2 torre del nero · f1 torre del bianco | e8 re del bianco · e7 pedone del bianco · g7 re del nero · a2 torre del nero · f1 torre del bianco | e8 re del bianco · e7 pedone del bianco · g7 re del nero · a2 torre del nero · f1 torre del bianco | e8 re del bianco · e7 pedone del bianco · g7 re del nero · a2 torre del nero · f1 torre del bianco | e8 re del bianco · e7 pedone del bianco · g7 re del nero · a2 torre del nero · f1 torre del bianco | e8 re del bianco · e7 pedone del bianco · g7 re del nero · a2 torre del nero · f1 torre del bianco | e8 re del bianco · e7 pedone del bianco · g7 re del nero · a2 torre del nero · f1 torre del bianco | e8 re del bianco · e7 pedone del bianco · g7 re del nero · a2 torre del nero · f1 torre del bianco | 2 |
| 1 | e8 re del bianco · e7 pedone del bianco · g7 re del nero · a2 torre del nero · f1 torre del bianco | e8 re del bianco · e7 pedone del bianco · g7 re del nero · a2 torre del nero · f1 torre del bianco | e8 re del bianco · e7 pedone del bianco · g7 re del nero · a2 torre del nero · f1 torre del bianco | e8 re del bianco · e7 pedone del bianco · g7 re del nero · a2 torre del nero · f1 torre del bianco | e8 re del bianco · e7 pedone del bianco · g7 re del nero · a2 torre del nero · f1 torre del bianco | e8 re del bianco · e7 pedone del bianco · g7 re del nero · a2 torre del nero · f1 torre del bianco | e8 re del bianco · e7 pedone del bianco · g7 re del nero · a2 torre del nero · f1 torre del bianco | e8 re del bianco · e7 pedone del bianco · g7 re del nero · a2 torre del nero · f1 torre del bianco | 1 |
|   | a                                                                                                  | b                                                                                                  | c                                                                                                  | d                                                                                                  | e                                                                                                  | f                                                                                                  | g                                                                                                  | h                                                                                                  |   |

Come esempio si veda la posizione del diagramma. Il Nero può pattare perché può dare scacco al re bianco dal lato con la torre che è abbastanza lontana per far sì che, se il re le si avvicina per fermare gli scacchi, può porsi dietro il pedone e guadagnarlo. Ad esempio:
1…Ta8+
2.Rd7 Ta7+
3.Rd6 Ta6+
4.Rd5 Ta5+
5.Rc6 Ta6+
se 5…Ta8, allora 6.Ta1! e o il Nero prende la torre e il Bianco promuove, o costringe la torre avversaria lontano dalla vitale colonna "a", la torre muove in prima traversa seguita da 7.Rd7 e il pedone promuove.
6.Rb7 Te6
con patta dopo il guadagno del pedone che non può essere difeso dal re. Si noti che, se il re ed il pedone bianchi fossero una colonna più a sinistra, il Bianco vincerebbe come nella posizione di Lucena. La torre difendente deve essere almeno quattro colonne distante dal pedone perché la manovra funzioni.
Ad esempio, con la torre nera sulla colonna "b":
1…Tb8+
2.Rd7 Tb7+
3.Rd8 Tb8+
4.Rc7 Te8
5.Rd7
e vince. La torre è troppo vicina al pedone, così il re bianco riesce sia ad avvicinarsi ad essa per evitare lo scacco che a proteggere il pedone.
Anche la posizione del re nero è importante. Tornando all'esempio precedente, se il re nero fosse in g8 invece che in g7, il Bianco avrebbe la mossa Tf8+ che gli consentirebbe di vincere dopo:
6.…Te6
7.Tf8+
seguita da 8.e8=D

### Difesa del lato corto, pedone poco avanzato
|   | a                                                                                                  | b                                                                                                  | c                                                                                                  | d                                                                                                  | e                                                                                                  | f                                                                                                  | g                                                                                                  | h                                                                                                  |   |
| 8 | f8 re del nero · a7 torre del bianco · f5 pedone del bianco · g5 re del bianco · b1 torre del nero | f8 re del nero · a7 torre del bianco · f5 pedone del bianco · g5 re del bianco · b1 torre del nero | f8 re del nero · a7 torre del bianco · f5 pedone del bianco · g5 re del bianco · b1 torre del nero | f8 re del nero · a7 torre del bianco · f5 pedone del bianco · g5 re del bianco · b1 torre del nero | f8 re del nero · a7 torre del bianco · f5 pedone del bianco · g5 re del bianco · b1 torre del nero | f8 re del nero · a7 torre del bianco · f5 pedone del bianco · g5 re del bianco · b1 torre del nero | f8 re del nero · a7 torre del bianco · f5 pedone del bianco · g5 re del bianco · b1 torre del nero | f8 re del nero · a7 torre del bianco · f5 pedone del bianco · g5 re del bianco · b1 torre del nero | 8 |
| 7 | f8 re del nero · a7 torre del bianco · f5 pedone del bianco · g5 re del bianco · b1 torre del nero | f8 re del nero · a7 torre del bianco · f5 pedone del bianco · g5 re del bianco · b1 torre del nero | f8 re del nero · a7 torre del bianco · f5 pedone del bianco · g5 re del bianco · b1 torre del nero | f8 re del nero · a7 torre del bianco · f5 pedone del bianco · g5 re del bianco · b1 torre del nero | f8 re del nero · a7 torre del bianco · f5 pedone del bianco · g5 re del bianco · b1 torre del nero | f8 re del nero · a7 torre del bianco · f5 pedone del bianco · g5 re del bianco · b1 torre del nero | f8 re del nero · a7 torre del bianco · f5 pedone del bianco · g5 re del bianco · b1 torre del nero | f8 re del nero · a7 torre del bianco · f5 pedone del bianco · g5 re del bianco · b1 torre del nero | 7 |
| 6 | f8 re del nero · a7 torre del bianco · f5 pedone del bianco · g5 re del bianco · b1 torre del nero | f8 re del nero · a7 torre del bianco · f5 pedone del bianco · g5 re del bianco · b1 torre del nero | f8 re del nero · a7 torre del bianco · f5 pedone del bianco · g5 re del bianco · b1 torre del nero | f8 re del nero · a7 torre del bianco · f5 pedone del bianco · g5 re del bianco · b1 torre del nero | f8 re del nero · a7 torre del bianco · f5 pedone del bianco · g5 re del bianco · b1 torre del nero | f8 re del nero · a7 torre del bianco · f5 pedone del bianco · g5 re del bianco · b1 torre del nero | f8 re del nero · a7 torre del bianco · f5 pedone del bianco · g5 re del bianco · b1 torre del nero | f8 re del nero · a7 torre del bianco · f5 pedone del bianco · g5 re del bianco · b1 torre del nero | 6 |
| 5 | f8 re del nero · a7 torre del bianco · f5 pedone del bianco · g5 re del bianco · b1 torre del nero | f8 re del nero · a7 torre del bianco · f5 pedone del bianco · g5 re del bianco · b1 torre del nero | f8 re del nero · a7 torre del bianco · f5 pedone del bianco · g5 re del bianco · b1 torre del nero | f8 re del nero · a7 torre del bianco · f5 pedone del bianco · g5 re del bianco · b1 torre del nero | f8 re del nero · a7 torre del bianco · f5 pedone del bianco · g5 re del bianco · b1 torre del nero | f8 re del nero · a7 torre del bianco · f5 pedone del bianco · g5 re del bianco · b1 torre del nero | f8 re del nero · a7 torre del bianco · f5 pedone del bianco · g5 re del bianco · b1 torre del nero | f8 re del nero · a7 torre del bianco · f5 pedone del bianco · g5 re del bianco · b1 torre del nero | 5 |
| 4 | f8 re del nero · a7 torre del bianco · f5 pedone del bianco · g5 re del bianco · b1 torre del nero | f8 re del nero · a7 torre del bianco · f5 pedone del bianco · g5 re del bianco · b1 torre del nero | f8 re del nero · a7 torre del bianco · f5 pedone del bianco · g5 re del bianco · b1 torre del nero | f8 re del nero · a7 torre del bianco · f5 pedone del bianco · g5 re del bianco · b1 torre del nero | f8 re del nero · a7 torre del bianco · f5 pedone del bianco · g5 re del bianco · b1 torre del nero | f8 re del nero · a7 torre del bianco · f5 pedone del bianco · g5 re del bianco · b1 torre del nero | f8 re del nero · a7 torre del bianco · f5 pedone del bianco · g5 re del bianco · b1 torre del nero | f8 re del nero · a7 torre del bianco · f5 pedone del bianco · g5 re del bianco · b1 torre del nero | 4 |
| 3 | f8 re del nero · a7 torre del bianco · f5 pedone del bianco · g5 re del bianco · b1 torre del nero | f8 re del nero · a7 torre del bianco · f5 pedone del bianco · g5 re del bianco · b1 torre del nero | f8 re del nero · a7 torre del bianco · f5 pedone del bianco · g5 re del bianco · b1 torre del nero | f8 re del nero · a7 torre del bianco · f5 pedone del bianco · g5 re del bianco · b1 torre del nero | f8 re del nero · a7 torre del bianco · f5 pedone del bianco · g5 re del bianco · b1 torre del nero | f8 re del nero · a7 torre del bianco · f5 pedone del bianco · g5 re del bianco · b1 torre del nero | f8 re del nero · a7 torre del bianco · f5 pedone del bianco · g5 re del bianco · b1 torre del nero | f8 re del nero · a7 torre del bianco · f5 pedone del bianco · g5 re del bianco · b1 torre del nero | 3 |
| 2 | f8 re del nero · a7 torre del bianco · f5 pedone del bianco · g5 re del bianco · b1 torre del nero | f8 re del nero · a7 torre del bianco · f5 pedone del bianco · g5 re del bianco · b1 torre del nero | f8 re del nero · a7 torre del bianco · f5 pedone del bianco · g5 re del bianco · b1 torre del nero | f8 re del nero · a7 torre del bianco · f5 pedone del bianco · g5 re del bianco · b1 torre del nero | f8 re del nero · a7 torre del bianco · f5 pedone del bianco · g5 re del bianco · b1 torre del nero | f8 re del nero · a7 torre del bianco · f5 pedone del bianco · g5 re del bianco · b1 torre del nero | f8 re del nero · a7 torre del bianco · f5 pedone del bianco · g5 re del bianco · b1 torre del nero | f8 re del nero · a7 torre del bianco · f5 pedone del bianco · g5 re del bianco · b1 torre del nero | 2 |
| 1 | f8 re del nero · a7 torre del bianco · f5 pedone del bianco · g5 re del bianco · b1 torre del nero | f8 re del nero · a7 torre del bianco · f5 pedone del bianco · g5 re del bianco · b1 torre del nero | f8 re del nero · a7 torre del bianco · f5 pedone del bianco · g5 re del bianco · b1 torre del nero | f8 re del nero · a7 torre del bianco · f5 pedone del bianco · g5 re del bianco · b1 torre del nero | f8 re del nero · a7 torre del bianco · f5 pedone del bianco · g5 re del bianco · b1 torre del nero | f8 re del nero · a7 torre del bianco · f5 pedone del bianco · g5 re del bianco · b1 torre del nero | f8 re del nero · a7 torre del bianco · f5 pedone del bianco · g5 re del bianco · b1 torre del nero | f8 re del nero · a7 torre del bianco · f5 pedone del bianco · g5 re del bianco · b1 torre del nero | 1 |
|   | a                                                                                                  | b                                                                                                  | c                                                                                                  | d                                                                                                  | e                                                                                                  | f                                                                                                  | g                                                                                                  | h                                                                                                  |   |

1. Rg6
Questo minaccia 2. Ta8+ Re7 3. f6+ portando il re nero lontano dal pedone
1... Tb6+
è troppo tardi per essere giocata, a causa di
2. f6
forzando il Nero a ritirarsi nell'ultima traversa, perdendo.  Il punto centrale della difesa di Philidor sulla terza traversa è di prevenire l'arrivo del re bianco sulla sesta traversa prima del pedone.
|   | a                                                                                                  | b                                                                                                  | c                                                                                                  | d                                                                                                  | e                                                                                                  | f                                                                                                  | g                                                                                                  | h                                                                                                  |   |
| 8 | f8 re del nero · a7 torre del bianco · f6 re del bianco · f5 pedone del bianco · f1 torre del nero | f8 re del nero · a7 torre del bianco · f6 re del bianco · f5 pedone del bianco · f1 torre del nero | f8 re del nero · a7 torre del bianco · f6 re del bianco · f5 pedone del bianco · f1 torre del nero | f8 re del nero · a7 torre del bianco · f6 re del bianco · f5 pedone del bianco · f1 torre del nero | f8 re del nero · a7 torre del bianco · f6 re del bianco · f5 pedone del bianco · f1 torre del nero | f8 re del nero · a7 torre del bianco · f6 re del bianco · f5 pedone del bianco · f1 torre del nero | f8 re del nero · a7 torre del bianco · f6 re del bianco · f5 pedone del bianco · f1 torre del nero | f8 re del nero · a7 torre del bianco · f6 re del bianco · f5 pedone del bianco · f1 torre del nero | 8 |
| 7 | f8 re del nero · a7 torre del bianco · f6 re del bianco · f5 pedone del bianco · f1 torre del nero | f8 re del nero · a7 torre del bianco · f6 re del bianco · f5 pedone del bianco · f1 torre del nero | f8 re del nero · a7 torre del bianco · f6 re del bianco · f5 pedone del bianco · f1 torre del nero | f8 re del nero · a7 torre del bianco · f6 re del bianco · f5 pedone del bianco · f1 torre del nero | f8 re del nero · a7 torre del bianco · f6 re del bianco · f5 pedone del bianco · f1 torre del nero | f8 re del nero · a7 torre del bianco · f6 re del bianco · f5 pedone del bianco · f1 torre del nero | f8 re del nero · a7 torre del bianco · f6 re del bianco · f5 pedone del bianco · f1 torre del nero | f8 re del nero · a7 torre del bianco · f6 re del bianco · f5 pedone del bianco · f1 torre del nero | 7 |
| 6 | f8 re del nero · a7 torre del bianco · f6 re del bianco · f5 pedone del bianco · f1 torre del nero | f8 re del nero · a7 torre del bianco · f6 re del bianco · f5 pedone del bianco · f1 torre del nero | f8 re del nero · a7 torre del bianco · f6 re del bianco · f5 pedone del bianco · f1 torre del nero | f8 re del nero · a7 torre del bianco · f6 re del bianco · f5 pedone del bianco · f1 torre del nero | f8 re del nero · a7 torre del bianco · f6 re del bianco · f5 pedone del bianco · f1 torre del nero | f8 re del nero · a7 torre del bianco · f6 re del bianco · f5 pedone del bianco · f1 torre del nero | f8 re del nero · a7 torre del bianco · f6 re del bianco · f5 pedone del bianco · f1 torre del nero | f8 re del nero · a7 torre del bianco · f6 re del bianco · f5 pedone del bianco · f1 torre del nero | 6 |
| 5 | f8 re del nero · a7 torre del bianco · f6 re del bianco · f5 pedone del bianco · f1 torre del nero | f8 re del nero · a7 torre del bianco · f6 re del bianco · f5 pedone del bianco · f1 torre del nero | f8 re del nero · a7 torre del bianco · f6 re del bianco · f5 pedone del bianco · f1 torre del nero | f8 re del nero · a7 torre del bianco · f6 re del bianco · f5 pedone del bianco · f1 torre del nero | f8 re del nero · a7 torre del bianco · f6 re del bianco · f5 pedone del bianco · f1 torre del nero | f8 re del nero · a7 torre del bianco · f6 re del bianco · f5 pedone del bianco · f1 torre del nero | f8 re del nero · a7 torre del bianco · f6 re del bianco · f5 pedone del bianco · f1 torre del nero | f8 re del nero · a7 torre del bianco · f6 re del bianco · f5 pedone del bianco · f1 torre del nero | 5 |
| 4 | f8 re del nero · a7 torre del bianco · f6 re del bianco · f5 pedone del bianco · f1 torre del nero | f8 re del nero · a7 torre del bianco · f6 re del bianco · f5 pedone del bianco · f1 torre del nero | f8 re del nero · a7 torre del bianco · f6 re del bianco · f5 pedone del bianco · f1 torre del nero | f8 re del nero · a7 torre del bianco · f6 re del bianco · f5 pedone del bianco · f1 torre del nero | f8 re del nero · a7 torre del bianco · f6 re del bianco · f5 pedone del bianco · f1 torre del nero | f8 re del nero · a7 torre del bianco · f6 re del bianco · f5 pedone del bianco · f1 torre del nero | f8 re del nero · a7 torre del bianco · f6 re del bianco · f5 pedone del bianco · f1 torre del nero | f8 re del nero · a7 torre del bianco · f6 re del bianco · f5 pedone del bianco · f1 torre del nero | 4 |
| 3 | f8 re del nero · a7 torre del bianco · f6 re del bianco · f5 pedone del bianco · f1 torre del nero | f8 re del nero · a7 torre del bianco · f6 re del bianco · f5 pedone del bianco · f1 torre del nero | f8 re del nero · a7 torre del bianco · f6 re del bianco · f5 pedone del bianco · f1 torre del nero | f8 re del nero · a7 torre del bianco · f6 re del bianco · f5 pedone del bianco · f1 torre del nero | f8 re del nero · a7 torre del bianco · f6 re del bianco · f5 pedone del bianco · f1 torre del nero | f8 re del nero · a7 torre del bianco · f6 re del bianco · f5 pedone del bianco · f1 torre del nero | f8 re del nero · a7 torre del bianco · f6 re del bianco · f5 pedone del bianco · f1 torre del nero | f8 re del nero · a7 torre del bianco · f6 re del bianco · f5 pedone del bianco · f1 torre del nero | 3 |
| 2 | f8 re del nero · a7 torre del bianco · f6 re del bianco · f5 pedone del bianco · f1 torre del nero | f8 re del nero · a7 torre del bianco · f6 re del bianco · f5 pedone del bianco · f1 torre del nero | f8 re del nero · a7 torre del bianco · f6 re del bianco · f5 pedone del bianco · f1 torre del nero | f8 re del nero · a7 torre del bianco · f6 re del bianco · f5 pedone del bianco · f1 torre del nero | f8 re del nero · a7 torre del bianco · f6 re del bianco · f5 pedone del bianco · f1 torre del nero | f8 re del nero · a7 torre del bianco · f6 re del bianco · f5 pedone del bianco · f1 torre del nero | f8 re del nero · a7 torre del bianco · f6 re del bianco · f5 pedone del bianco · f1 torre del nero | f8 re del nero · a7 torre del bianco · f6 re del bianco · f5 pedone del bianco · f1 torre del nero | 2 |
| 1 | f8 re del nero · a7 torre del bianco · f6 re del bianco · f5 pedone del bianco · f1 torre del nero | f8 re del nero · a7 torre del bianco · f6 re del bianco · f5 pedone del bianco · f1 torre del nero | f8 re del nero · a7 torre del bianco · f6 re del bianco · f5 pedone del bianco · f1 torre del nero | f8 re del nero · a7 torre del bianco · f6 re del bianco · f5 pedone del bianco · f1 torre del nero | f8 re del nero · a7 torre del bianco · f6 re del bianco · f5 pedone del bianco · f1 torre del nero | f8 re del nero · a7 torre del bianco · f6 re del bianco · f5 pedone del bianco · f1 torre del nero | f8 re del nero · a7 torre del bianco · f6 re del bianco · f5 pedone del bianco · f1 torre del nero | f8 re del nero · a7 torre del bianco · f6 re del bianco · f5 pedone del bianco · f1 torre del nero | 1 |
|   | a                                                                                                  | b                                                                                                  | c                                                                                                  | d                                                                                                  | e                                                                                                  | f                                                                                                  | g                                                                                                  | h                                                                                                  |   |

La difesa del Nero è:
1... Tf1
regola di Tarrasch, torre dietro al pedone
2. Rf6
(secondo diagramma) se 2. Ta8+ Re7 e ora la torre nera blocca 3. f6+
2...Rg8!
andare verso il lato corto è vitale, come diverrà chiaro
3. Ta8+ Rh7
4. Tf8
Le altre mosse non fanno progressi a causa del fatto che il Nero ha seguito la regola di Tarrasch.  Per esempio, 4. Re6 Rg7 e 5. f6+ è impossibile.  La mossa giocata protegge il pedone e minaccia 5. Re7 seguita da f6)
4...Ta1!
ora il Nero minaccia di dare scacco lateralmente per evitare che il Bianco faccia progressi. Ha bisogno di spazio per farlo, e questo è il motivo per cui il re deve spostarsi verso il lato corto. Ci devono essere almeno tre colonne tra la torre nera e il pedone, altrimenti il re bianco può proteggere il suo pedone attaccando la torre nera, guadagnando così il tempo necessario per far avanzare il pedone.
5. Te8
un tentativo di usare la torre per bloccare gli scacchi laterali
5... Tf1!
Il Nero muove la torre ancora una volta dietro il pedone, così a 6. Re6 replica con 6... Rg7, come nella nota alla mossa 4

#### L'errore di spostarsi sul lato lungo
Se il re nero si sposta verso il lato lungo, non ha la risorsa dello scacco laterale. Per esempio, dal secondo diagramma precedente, dove 2... Rg8! patta come mostrato:
2... Re8?
3. Ta8+ Rd7
4. Tf8! Th1
5. Rg7 Re7
non c'è spazio per dare scacco lateralmente. Se 5...Tg1+ allora 6.Rf7 seguita da f6
6. f6+
7. Rf7
seguita da Ta8 e Ta2-d2+ (o qualsiasi altro scacco sicuro sulla colonna d).
Dopo questo, e lo stesso se il Nero previene lo scacco ponendo la torre sulla colonna d, il Bianco gioca Rg7, Rf8 e f7, raggiungendo la posizione di Lucena.
Se il pedone è un pedone centrale, andando verso il lato lungo con il re del difensore talvolta dà alla torre abbastanza spazio per dare scacco se è sulla colonna di torre o sul lato opposto al pedone. Difendere in questo modo è più difficile, dunque è sempre meglio muovere il re del difensore verso il lato corto. Con la torre del difensore a tre colonne di distanza dal pedone, l'attaccante solitamente vince, ma ci sono eccezioni, a seconda della posizione della torre dell'attaccante.

### Difesa lungo l'ultima traversa
|   | a                                                                                                  | b                                                                                                  | c                                                                                                  | d                                                                                                  | e                                                                                                  | f                                                                                                  | g                                                                                                  | h                                                                                                  |   |
| 8 | b8 torre del nero · a7 torre del bianco · d7 re del bianco · e7 pedone del bianco · f7 re del nero | b8 torre del nero · a7 torre del bianco · d7 re del bianco · e7 pedone del bianco · f7 re del nero | b8 torre del nero · a7 torre del bianco · d7 re del bianco · e7 pedone del bianco · f7 re del nero | b8 torre del nero · a7 torre del bianco · d7 re del bianco · e7 pedone del bianco · f7 re del nero | b8 torre del nero · a7 torre del bianco · d7 re del bianco · e7 pedone del bianco · f7 re del nero | b8 torre del nero · a7 torre del bianco · d7 re del bianco · e7 pedone del bianco · f7 re del nero | b8 torre del nero · a7 torre del bianco · d7 re del bianco · e7 pedone del bianco · f7 re del nero | b8 torre del nero · a7 torre del bianco · d7 re del bianco · e7 pedone del bianco · f7 re del nero | 8 |
| 7 | b8 torre del nero · a7 torre del bianco · d7 re del bianco · e7 pedone del bianco · f7 re del nero | b8 torre del nero · a7 torre del bianco · d7 re del bianco · e7 pedone del bianco · f7 re del nero | b8 torre del nero · a7 torre del bianco · d7 re del bianco · e7 pedone del bianco · f7 re del nero | b8 torre del nero · a7 torre del bianco · d7 re del bianco · e7 pedone del bianco · f7 re del nero | b8 torre del nero · a7 torre del bianco · d7 re del bianco · e7 pedone del bianco · f7 re del nero | b8 torre del nero · a7 torre del bianco · d7 re del bianco · e7 pedone del bianco · f7 re del nero | b8 torre del nero · a7 torre del bianco · d7 re del bianco · e7 pedone del bianco · f7 re del nero | b8 torre del nero · a7 torre del bianco · d7 re del bianco · e7 pedone del bianco · f7 re del nero | 7 |
| 6 | b8 torre del nero · a7 torre del bianco · d7 re del bianco · e7 pedone del bianco · f7 re del nero | b8 torre del nero · a7 torre del bianco · d7 re del bianco · e7 pedone del bianco · f7 re del nero | b8 torre del nero · a7 torre del bianco · d7 re del bianco · e7 pedone del bianco · f7 re del nero | b8 torre del nero · a7 torre del bianco · d7 re del bianco · e7 pedone del bianco · f7 re del nero | b8 torre del nero · a7 torre del bianco · d7 re del bianco · e7 pedone del bianco · f7 re del nero | b8 torre del nero · a7 torre del bianco · d7 re del bianco · e7 pedone del bianco · f7 re del nero | b8 torre del nero · a7 torre del bianco · d7 re del bianco · e7 pedone del bianco · f7 re del nero | b8 torre del nero · a7 torre del bianco · d7 re del bianco · e7 pedone del bianco · f7 re del nero | 6 |
| 5 | b8 torre del nero · a7 torre del bianco · d7 re del bianco · e7 pedone del bianco · f7 re del nero | b8 torre del nero · a7 torre del bianco · d7 re del bianco · e7 pedone del bianco · f7 re del nero | b8 torre del nero · a7 torre del bianco · d7 re del bianco · e7 pedone del bianco · f7 re del nero | b8 torre del nero · a7 torre del bianco · d7 re del bianco · e7 pedone del bianco · f7 re del nero | b8 torre del nero · a7 torre del bianco · d7 re del bianco · e7 pedone del bianco · f7 re del nero | b8 torre del nero · a7 torre del bianco · d7 re del bianco · e7 pedone del bianco · f7 re del nero | b8 torre del nero · a7 torre del bianco · d7 re del bianco · e7 pedone del bianco · f7 re del nero | b8 torre del nero · a7 torre del bianco · d7 re del bianco · e7 pedone del bianco · f7 re del nero | 5 |
| 4 | b8 torre del nero · a7 torre del bianco · d7 re del bianco · e7 pedone del bianco · f7 re del nero | b8 torre del nero · a7 torre del bianco · d7 re del bianco · e7 pedone del bianco · f7 re del nero | b8 torre del nero · a7 torre del bianco · d7 re del bianco · e7 pedone del bianco · f7 re del nero | b8 torre del nero · a7 torre del bianco · d7 re del bianco · e7 pedone del bianco · f7 re del nero | b8 torre del nero · a7 torre del bianco · d7 re del bianco · e7 pedone del bianco · f7 re del nero | b8 torre del nero · a7 torre del bianco · d7 re del bianco · e7 pedone del bianco · f7 re del nero | b8 torre del nero · a7 torre del bianco · d7 re del bianco · e7 pedone del bianco · f7 re del nero | b8 torre del nero · a7 torre del bianco · d7 re del bianco · e7 pedone del bianco · f7 re del nero | 4 |
| 3 | b8 torre del nero · a7 torre del bianco · d7 re del bianco · e7 pedone del bianco · f7 re del nero | b8 torre del nero · a7 torre del bianco · d7 re del bianco · e7 pedone del bianco · f7 re del nero | b8 torre del nero · a7 torre del bianco · d7 re del bianco · e7 pedone del bianco · f7 re del nero | b8 torre del nero · a7 torre del bianco · d7 re del bianco · e7 pedone del bianco · f7 re del nero | b8 torre del nero · a7 torre del bianco · d7 re del bianco · e7 pedone del bianco · f7 re del nero | b8 torre del nero · a7 torre del bianco · d7 re del bianco · e7 pedone del bianco · f7 re del nero | b8 torre del nero · a7 torre del bianco · d7 re del bianco · e7 pedone del bianco · f7 re del nero | b8 torre del nero · a7 torre del bianco · d7 re del bianco · e7 pedone del bianco · f7 re del nero | 3 |
| 2 | b8 torre del nero · a7 torre del bianco · d7 re del bianco · e7 pedone del bianco · f7 re del nero | b8 torre del nero · a7 torre del bianco · d7 re del bianco · e7 pedone del bianco · f7 re del nero | b8 torre del nero · a7 torre del bianco · d7 re del bianco · e7 pedone del bianco · f7 re del nero | b8 torre del nero · a7 torre del bianco · d7 re del bianco · e7 pedone del bianco · f7 re del nero | b8 torre del nero · a7 torre del bianco · d7 re del bianco · e7 pedone del bianco · f7 re del nero | b8 torre del nero · a7 torre del bianco · d7 re del bianco · e7 pedone del bianco · f7 re del nero | b8 torre del nero · a7 torre del bianco · d7 re del bianco · e7 pedone del bianco · f7 re del nero | b8 torre del nero · a7 torre del bianco · d7 re del bianco · e7 pedone del bianco · f7 re del nero | 2 |
| 1 | b8 torre del nero · a7 torre del bianco · d7 re del bianco · e7 pedone del bianco · f7 re del nero | b8 torre del nero · a7 torre del bianco · d7 re del bianco · e7 pedone del bianco · f7 re del nero | b8 torre del nero · a7 torre del bianco · d7 re del bianco · e7 pedone del bianco · f7 re del nero | b8 torre del nero · a7 torre del bianco · d7 re del bianco · e7 pedone del bianco · f7 re del nero | b8 torre del nero · a7 torre del bianco · d7 re del bianco · e7 pedone del bianco · f7 re del nero | b8 torre del nero · a7 torre del bianco · d7 re del bianco · e7 pedone del bianco · f7 re del nero | b8 torre del nero · a7 torre del bianco · d7 re del bianco · e7 pedone del bianco · f7 re del nero | b8 torre del nero · a7 torre del bianco · d7 re del bianco · e7 pedone del bianco · f7 re del nero | 1 |
|   | a                                                                                                  | b                                                                                                  | c                                                                                                  | d                                                                                                  | e                                                                                                  | f                                                                                                  | g                                                                                                  | h                                                                                                  |   |

Nel diagramma, il Nero patta:
1... Te8!
2. Rd6 Tb8!
se 2... Tg8 allora 3. Ta1!.
se 2... Rf6 allora 3. Ta1! Tb8 4. Tf1+ Rg7 5. Rc7 Ta8 6. Ta1, una posizione vincente
3. Rd7 Te8
e il Bianco non può fare progressi.

### Difesa frontale
|   | a                                                                                                  | b                                                                                                  | c                                                                                                  | d                                                                                                  | e                                                                                                  | f                                                                                                  | g                                                                                                  | h                                                                                                  |   |
| 8 | b8 torre del nero · e7 re del nero · g4 pedone del bianco · g3 re del bianco · f2 torre del bianco | b8 torre del nero · e7 re del nero · g4 pedone del bianco · g3 re del bianco · f2 torre del bianco | b8 torre del nero · e7 re del nero · g4 pedone del bianco · g3 re del bianco · f2 torre del bianco | b8 torre del nero · e7 re del nero · g4 pedone del bianco · g3 re del bianco · f2 torre del bianco | b8 torre del nero · e7 re del nero · g4 pedone del bianco · g3 re del bianco · f2 torre del bianco | b8 torre del nero · e7 re del nero · g4 pedone del bianco · g3 re del bianco · f2 torre del bianco | b8 torre del nero · e7 re del nero · g4 pedone del bianco · g3 re del bianco · f2 torre del bianco | b8 torre del nero · e7 re del nero · g4 pedone del bianco · g3 re del bianco · f2 torre del bianco | 8 |
| 7 | b8 torre del nero · e7 re del nero · g4 pedone del bianco · g3 re del bianco · f2 torre del bianco | b8 torre del nero · e7 re del nero · g4 pedone del bianco · g3 re del bianco · f2 torre del bianco | b8 torre del nero · e7 re del nero · g4 pedone del bianco · g3 re del bianco · f2 torre del bianco | b8 torre del nero · e7 re del nero · g4 pedone del bianco · g3 re del bianco · f2 torre del bianco | b8 torre del nero · e7 re del nero · g4 pedone del bianco · g3 re del bianco · f2 torre del bianco | b8 torre del nero · e7 re del nero · g4 pedone del bianco · g3 re del bianco · f2 torre del bianco | b8 torre del nero · e7 re del nero · g4 pedone del bianco · g3 re del bianco · f2 torre del bianco | b8 torre del nero · e7 re del nero · g4 pedone del bianco · g3 re del bianco · f2 torre del bianco | 7 |
| 6 | b8 torre del nero · e7 re del nero · g4 pedone del bianco · g3 re del bianco · f2 torre del bianco | b8 torre del nero · e7 re del nero · g4 pedone del bianco · g3 re del bianco · f2 torre del bianco | b8 torre del nero · e7 re del nero · g4 pedone del bianco · g3 re del bianco · f2 torre del bianco | b8 torre del nero · e7 re del nero · g4 pedone del bianco · g3 re del bianco · f2 torre del bianco | b8 torre del nero · e7 re del nero · g4 pedone del bianco · g3 re del bianco · f2 torre del bianco | b8 torre del nero · e7 re del nero · g4 pedone del bianco · g3 re del bianco · f2 torre del bianco | b8 torre del nero · e7 re del nero · g4 pedone del bianco · g3 re del bianco · f2 torre del bianco | b8 torre del nero · e7 re del nero · g4 pedone del bianco · g3 re del bianco · f2 torre del bianco | 6 |
| 5 | b8 torre del nero · e7 re del nero · g4 pedone del bianco · g3 re del bianco · f2 torre del bianco | b8 torre del nero · e7 re del nero · g4 pedone del bianco · g3 re del bianco · f2 torre del bianco | b8 torre del nero · e7 re del nero · g4 pedone del bianco · g3 re del bianco · f2 torre del bianco | b8 torre del nero · e7 re del nero · g4 pedone del bianco · g3 re del bianco · f2 torre del bianco | b8 torre del nero · e7 re del nero · g4 pedone del bianco · g3 re del bianco · f2 torre del bianco | b8 torre del nero · e7 re del nero · g4 pedone del bianco · g3 re del bianco · f2 torre del bianco | b8 torre del nero · e7 re del nero · g4 pedone del bianco · g3 re del bianco · f2 torre del bianco | b8 torre del nero · e7 re del nero · g4 pedone del bianco · g3 re del bianco · f2 torre del bianco | 5 |
| 4 | b8 torre del nero · e7 re del nero · g4 pedone del bianco · g3 re del bianco · f2 torre del bianco | b8 torre del nero · e7 re del nero · g4 pedone del bianco · g3 re del bianco · f2 torre del bianco | b8 torre del nero · e7 re del nero · g4 pedone del bianco · g3 re del bianco · f2 torre del bianco | b8 torre del nero · e7 re del nero · g4 pedone del bianco · g3 re del bianco · f2 torre del bianco | b8 torre del nero · e7 re del nero · g4 pedone del bianco · g3 re del bianco · f2 torre del bianco | b8 torre del nero · e7 re del nero · g4 pedone del bianco · g3 re del bianco · f2 torre del bianco | b8 torre del nero · e7 re del nero · g4 pedone del bianco · g3 re del bianco · f2 torre del bianco | b8 torre del nero · e7 re del nero · g4 pedone del bianco · g3 re del bianco · f2 torre del bianco | 4 |
| 3 | b8 torre del nero · e7 re del nero · g4 pedone del bianco · g3 re del bianco · f2 torre del bianco | b8 torre del nero · e7 re del nero · g4 pedone del bianco · g3 re del bianco · f2 torre del bianco | b8 torre del nero · e7 re del nero · g4 pedone del bianco · g3 re del bianco · f2 torre del bianco | b8 torre del nero · e7 re del nero · g4 pedone del bianco · g3 re del bianco · f2 torre del bianco | b8 torre del nero · e7 re del nero · g4 pedone del bianco · g3 re del bianco · f2 torre del bianco | b8 torre del nero · e7 re del nero · g4 pedone del bianco · g3 re del bianco · f2 torre del bianco | b8 torre del nero · e7 re del nero · g4 pedone del bianco · g3 re del bianco · f2 torre del bianco | b8 torre del nero · e7 re del nero · g4 pedone del bianco · g3 re del bianco · f2 torre del bianco | 3 |
| 2 | b8 torre del nero · e7 re del nero · g4 pedone del bianco · g3 re del bianco · f2 torre del bianco | b8 torre del nero · e7 re del nero · g4 pedone del bianco · g3 re del bianco · f2 torre del bianco | b8 torre del nero · e7 re del nero · g4 pedone del bianco · g3 re del bianco · f2 torre del bianco | b8 torre del nero · e7 re del nero · g4 pedone del bianco · g3 re del bianco · f2 torre del bianco | b8 torre del nero · e7 re del nero · g4 pedone del bianco · g3 re del bianco · f2 torre del bianco | b8 torre del nero · e7 re del nero · g4 pedone del bianco · g3 re del bianco · f2 torre del bianco | b8 torre del nero · e7 re del nero · g4 pedone del bianco · g3 re del bianco · f2 torre del bianco | b8 torre del nero · e7 re del nero · g4 pedone del bianco · g3 re del bianco · f2 torre del bianco | 2 |
| 1 | b8 torre del nero · e7 re del nero · g4 pedone del bianco · g3 re del bianco · f2 torre del bianco | b8 torre del nero · e7 re del nero · g4 pedone del bianco · g3 re del bianco · f2 torre del bianco | b8 torre del nero · e7 re del nero · g4 pedone del bianco · g3 re del bianco · f2 torre del bianco | b8 torre del nero · e7 re del nero · g4 pedone del bianco · g3 re del bianco · f2 torre del bianco | b8 torre del nero · e7 re del nero · g4 pedone del bianco · g3 re del bianco · f2 torre del bianco | b8 torre del nero · e7 re del nero · g4 pedone del bianco · g3 re del bianco · f2 torre del bianco | b8 torre del nero · e7 re del nero · g4 pedone del bianco · g3 re del bianco · f2 torre del bianco | b8 torre del nero · e7 re del nero · g4 pedone del bianco · g3 re del bianco · f2 torre del bianco | 1 |
|   | a                                                                                                  | b                                                                                                  | c                                                                                                  | d                                                                                                  | e                                                                                                  | f                                                                                                  | g                                                                                                  | h                                                                                                  |   |

La difesa frontale è un modo per evitare che l'attaccante raggiunga la posizione di Lucena, anche se il re del difensore è tagliato fuori dalla colonna del pedone.  La torre nera è ben piazzata sulla sua prima traversa e può dare scacco al re bianco oppure offrirsi per lo scambio quando risulterebbe un finale di re e pedone contro re patto. Più indietro è il pedone, più probabilmente la difesa avrà successo. Per avere buona possibilità di patta, ci dovrebbe essere almeno tre traverse tra il pedone e la torre del difensore (chiamata regola del tre). Anche la colonna del pedone è un problema: un pedone d'alfiere dà le migliori possibilità di vittoria, seguito da un pedone centrale, con un pedone di torre ci sono le minori possibilità di vittoria.
Se il Bianco ha il tratto nel diagramma, il Nero patta usando la difesa frontale:
Rh4 Th8+!
Rg5 Tg8+
Rh5 Th8+
Rg6 Tg8+
Rh5 Th8+
e il Bianco non può fare progressi.
Se il Nero ha il tratto nella posizione ,ha un metodo di patta alternativo che richiede la conoscenza dei finali di re e pedone contro re:
1...Tf8
per portare il re davanti al pedone
2. Txf8 Rxf8
3. Rf4 Rg8!
facendo perdere l'opposizione. 3. Rh4 porta allo stesso risultato
4. Rf5 Rf7 o 4. Rg5 Rg7
e la posizione è patta.
|   | a                                                                                                  | b                                                                                                  | c                                                                                                  | d                                                                                                  | e                                                                                                  | f                                                                                                  | g                                                                                                  | h                                                                                                  |   |
| 8 | b8 torre del nero · d7 re del nero · f4 pedone del bianco · f3 re del bianco · e2 torre del bianco | b8 torre del nero · d7 re del nero · f4 pedone del bianco · f3 re del bianco · e2 torre del bianco | b8 torre del nero · d7 re del nero · f4 pedone del bianco · f3 re del bianco · e2 torre del bianco | b8 torre del nero · d7 re del nero · f4 pedone del bianco · f3 re del bianco · e2 torre del bianco | b8 torre del nero · d7 re del nero · f4 pedone del bianco · f3 re del bianco · e2 torre del bianco | b8 torre del nero · d7 re del nero · f4 pedone del bianco · f3 re del bianco · e2 torre del bianco | b8 torre del nero · d7 re del nero · f4 pedone del bianco · f3 re del bianco · e2 torre del bianco | b8 torre del nero · d7 re del nero · f4 pedone del bianco · f3 re del bianco · e2 torre del bianco | 8 |
| 7 | b8 torre del nero · d7 re del nero · f4 pedone del bianco · f3 re del bianco · e2 torre del bianco | b8 torre del nero · d7 re del nero · f4 pedone del bianco · f3 re del bianco · e2 torre del bianco | b8 torre del nero · d7 re del nero · f4 pedone del bianco · f3 re del bianco · e2 torre del bianco | b8 torre del nero · d7 re del nero · f4 pedone del bianco · f3 re del bianco · e2 torre del bianco | b8 torre del nero · d7 re del nero · f4 pedone del bianco · f3 re del bianco · e2 torre del bianco | b8 torre del nero · d7 re del nero · f4 pedone del bianco · f3 re del bianco · e2 torre del bianco | b8 torre del nero · d7 re del nero · f4 pedone del bianco · f3 re del bianco · e2 torre del bianco | b8 torre del nero · d7 re del nero · f4 pedone del bianco · f3 re del bianco · e2 torre del bianco | 7 |
| 6 | b8 torre del nero · d7 re del nero · f4 pedone del bianco · f3 re del bianco · e2 torre del bianco | b8 torre del nero · d7 re del nero · f4 pedone del bianco · f3 re del bianco · e2 torre del bianco | b8 torre del nero · d7 re del nero · f4 pedone del bianco · f3 re del bianco · e2 torre del bianco | b8 torre del nero · d7 re del nero · f4 pedone del bianco · f3 re del bianco · e2 torre del bianco | b8 torre del nero · d7 re del nero · f4 pedone del bianco · f3 re del bianco · e2 torre del bianco | b8 torre del nero · d7 re del nero · f4 pedone del bianco · f3 re del bianco · e2 torre del bianco | b8 torre del nero · d7 re del nero · f4 pedone del bianco · f3 re del bianco · e2 torre del bianco | b8 torre del nero · d7 re del nero · f4 pedone del bianco · f3 re del bianco · e2 torre del bianco | 6 |
| 5 | b8 torre del nero · d7 re del nero · f4 pedone del bianco · f3 re del bianco · e2 torre del bianco | b8 torre del nero · d7 re del nero · f4 pedone del bianco · f3 re del bianco · e2 torre del bianco | b8 torre del nero · d7 re del nero · f4 pedone del bianco · f3 re del bianco · e2 torre del bianco | b8 torre del nero · d7 re del nero · f4 pedone del bianco · f3 re del bianco · e2 torre del bianco | b8 torre del nero · d7 re del nero · f4 pedone del bianco · f3 re del bianco · e2 torre del bianco | b8 torre del nero · d7 re del nero · f4 pedone del bianco · f3 re del bianco · e2 torre del bianco | b8 torre del nero · d7 re del nero · f4 pedone del bianco · f3 re del bianco · e2 torre del bianco | b8 torre del nero · d7 re del nero · f4 pedone del bianco · f3 re del bianco · e2 torre del bianco | 5 |
| 4 | b8 torre del nero · d7 re del nero · f4 pedone del bianco · f3 re del bianco · e2 torre del bianco | b8 torre del nero · d7 re del nero · f4 pedone del bianco · f3 re del bianco · e2 torre del bianco | b8 torre del nero · d7 re del nero · f4 pedone del bianco · f3 re del bianco · e2 torre del bianco | b8 torre del nero · d7 re del nero · f4 pedone del bianco · f3 re del bianco · e2 torre del bianco | b8 torre del nero · d7 re del nero · f4 pedone del bianco · f3 re del bianco · e2 torre del bianco | b8 torre del nero · d7 re del nero · f4 pedone del bianco · f3 re del bianco · e2 torre del bianco | b8 torre del nero · d7 re del nero · f4 pedone del bianco · f3 re del bianco · e2 torre del bianco | b8 torre del nero · d7 re del nero · f4 pedone del bianco · f3 re del bianco · e2 torre del bianco | 4 |
| 3 | b8 torre del nero · d7 re del nero · f4 pedone del bianco · f3 re del bianco · e2 torre del bianco | b8 torre del nero · d7 re del nero · f4 pedone del bianco · f3 re del bianco · e2 torre del bianco | b8 torre del nero · d7 re del nero · f4 pedone del bianco · f3 re del bianco · e2 torre del bianco | b8 torre del nero · d7 re del nero · f4 pedone del bianco · f3 re del bianco · e2 torre del bianco | b8 torre del nero · d7 re del nero · f4 pedone del bianco · f3 re del bianco · e2 torre del bianco | b8 torre del nero · d7 re del nero · f4 pedone del bianco · f3 re del bianco · e2 torre del bianco | b8 torre del nero · d7 re del nero · f4 pedone del bianco · f3 re del bianco · e2 torre del bianco | b8 torre del nero · d7 re del nero · f4 pedone del bianco · f3 re del bianco · e2 torre del bianco | 3 |
| 2 | b8 torre del nero · d7 re del nero · f4 pedone del bianco · f3 re del bianco · e2 torre del bianco | b8 torre del nero · d7 re del nero · f4 pedone del bianco · f3 re del bianco · e2 torre del bianco | b8 torre del nero · d7 re del nero · f4 pedone del bianco · f3 re del bianco · e2 torre del bianco | b8 torre del nero · d7 re del nero · f4 pedone del bianco · f3 re del bianco · e2 torre del bianco | b8 torre del nero · d7 re del nero · f4 pedone del bianco · f3 re del bianco · e2 torre del bianco | b8 torre del nero · d7 re del nero · f4 pedone del bianco · f3 re del bianco · e2 torre del bianco | b8 torre del nero · d7 re del nero · f4 pedone del bianco · f3 re del bianco · e2 torre del bianco | b8 torre del nero · d7 re del nero · f4 pedone del bianco · f3 re del bianco · e2 torre del bianco | 2 |
| 1 | b8 torre del nero · d7 re del nero · f4 pedone del bianco · f3 re del bianco · e2 torre del bianco | b8 torre del nero · d7 re del nero · f4 pedone del bianco · f3 re del bianco · e2 torre del bianco | b8 torre del nero · d7 re del nero · f4 pedone del bianco · f3 re del bianco · e2 torre del bianco | b8 torre del nero · d7 re del nero · f4 pedone del bianco · f3 re del bianco · e2 torre del bianco | b8 torre del nero · d7 re del nero · f4 pedone del bianco · f3 re del bianco · e2 torre del bianco | b8 torre del nero · d7 re del nero · f4 pedone del bianco · f3 re del bianco · e2 torre del bianco | b8 torre del nero · d7 re del nero · f4 pedone del bianco · f3 re del bianco · e2 torre del bianco | b8 torre del nero · d7 re del nero · f4 pedone del bianco · f3 re del bianco · e2 torre del bianco | 1 |
|   | a                                                                                                  | b                                                                                                  | c                                                                                                  | d                                                                                                  | e                                                                                                  | f                                                                                                  | g                                                                                                  | h                                                                                                  |   |

La difesa frontale potrebbe non funzionare contro pedoni d'alfiere e pedoni centrali, anche se ci sono tre traverse tra il pedone e la torre del difensore. Nel diagramma da Emms, il Bianco col tratto vince:
1. Rg4! Tg8+
2. Rh5 Tf8
3. Rg5 Tg8+
4. Rh6 Tf8
5. Te4! Rd6
6. Rg7 Tf5
7. Rg6 Tf8
8. f5
e il Bianco raggiunge facilmente la posizione di Lucena.
Il Nero col tratto in questa posizione patta, raggiungendo un finale re e pedone contro re patto:
1... Te8
2. Txe8 Rxe8
3. Re4 Rf8
4. Re5 Re7
Il Nero col tratto in questa posizione patta anche con 1... Rd6, portando il re in posizione favorevole.

## Pedone di torre
|   | a                                                                                                  | b                                                                                                  | c                                                                                                  | d                                                                                                  | e                                                                                                  | f                                                                                                  | g                                                                                                  | h                                                                                                  |   |
| 8 | a8 re del bianco · a7 pedone del bianco · e7 re del nero · d2 torre del bianco · b1 torre del nero | a8 re del bianco · a7 pedone del bianco · e7 re del nero · d2 torre del bianco · b1 torre del nero | a8 re del bianco · a7 pedone del bianco · e7 re del nero · d2 torre del bianco · b1 torre del nero | a8 re del bianco · a7 pedone del bianco · e7 re del nero · d2 torre del bianco · b1 torre del nero | a8 re del bianco · a7 pedone del bianco · e7 re del nero · d2 torre del bianco · b1 torre del nero | a8 re del bianco · a7 pedone del bianco · e7 re del nero · d2 torre del bianco · b1 torre del nero | a8 re del bianco · a7 pedone del bianco · e7 re del nero · d2 torre del bianco · b1 torre del nero | a8 re del bianco · a7 pedone del bianco · e7 re del nero · d2 torre del bianco · b1 torre del nero | 8 |
| 7 | a8 re del bianco · a7 pedone del bianco · e7 re del nero · d2 torre del bianco · b1 torre del nero | a8 re del bianco · a7 pedone del bianco · e7 re del nero · d2 torre del bianco · b1 torre del nero | a8 re del bianco · a7 pedone del bianco · e7 re del nero · d2 torre del bianco · b1 torre del nero | a8 re del bianco · a7 pedone del bianco · e7 re del nero · d2 torre del bianco · b1 torre del nero | a8 re del bianco · a7 pedone del bianco · e7 re del nero · d2 torre del bianco · b1 torre del nero | a8 re del bianco · a7 pedone del bianco · e7 re del nero · d2 torre del bianco · b1 torre del nero | a8 re del bianco · a7 pedone del bianco · e7 re del nero · d2 torre del bianco · b1 torre del nero | a8 re del bianco · a7 pedone del bianco · e7 re del nero · d2 torre del bianco · b1 torre del nero | 7 |
| 6 | a8 re del bianco · a7 pedone del bianco · e7 re del nero · d2 torre del bianco · b1 torre del nero | a8 re del bianco · a7 pedone del bianco · e7 re del nero · d2 torre del bianco · b1 torre del nero | a8 re del bianco · a7 pedone del bianco · e7 re del nero · d2 torre del bianco · b1 torre del nero | a8 re del bianco · a7 pedone del bianco · e7 re del nero · d2 torre del bianco · b1 torre del nero | a8 re del bianco · a7 pedone del bianco · e7 re del nero · d2 torre del bianco · b1 torre del nero | a8 re del bianco · a7 pedone del bianco · e7 re del nero · d2 torre del bianco · b1 torre del nero | a8 re del bianco · a7 pedone del bianco · e7 re del nero · d2 torre del bianco · b1 torre del nero | a8 re del bianco · a7 pedone del bianco · e7 re del nero · d2 torre del bianco · b1 torre del nero | 6 |
| 5 | a8 re del bianco · a7 pedone del bianco · e7 re del nero · d2 torre del bianco · b1 torre del nero | a8 re del bianco · a7 pedone del bianco · e7 re del nero · d2 torre del bianco · b1 torre del nero | a8 re del bianco · a7 pedone del bianco · e7 re del nero · d2 torre del bianco · b1 torre del nero | a8 re del bianco · a7 pedone del bianco · e7 re del nero · d2 torre del bianco · b1 torre del nero | a8 re del bianco · a7 pedone del bianco · e7 re del nero · d2 torre del bianco · b1 torre del nero | a8 re del bianco · a7 pedone del bianco · e7 re del nero · d2 torre del bianco · b1 torre del nero | a8 re del bianco · a7 pedone del bianco · e7 re del nero · d2 torre del bianco · b1 torre del nero | a8 re del bianco · a7 pedone del bianco · e7 re del nero · d2 torre del bianco · b1 torre del nero | 5 |
| 4 | a8 re del bianco · a7 pedone del bianco · e7 re del nero · d2 torre del bianco · b1 torre del nero | a8 re del bianco · a7 pedone del bianco · e7 re del nero · d2 torre del bianco · b1 torre del nero | a8 re del bianco · a7 pedone del bianco · e7 re del nero · d2 torre del bianco · b1 torre del nero | a8 re del bianco · a7 pedone del bianco · e7 re del nero · d2 torre del bianco · b1 torre del nero | a8 re del bianco · a7 pedone del bianco · e7 re del nero · d2 torre del bianco · b1 torre del nero | a8 re del bianco · a7 pedone del bianco · e7 re del nero · d2 torre del bianco · b1 torre del nero | a8 re del bianco · a7 pedone del bianco · e7 re del nero · d2 torre del bianco · b1 torre del nero | a8 re del bianco · a7 pedone del bianco · e7 re del nero · d2 torre del bianco · b1 torre del nero | 4 |
| 3 | a8 re del bianco · a7 pedone del bianco · e7 re del nero · d2 torre del bianco · b1 torre del nero | a8 re del bianco · a7 pedone del bianco · e7 re del nero · d2 torre del bianco · b1 torre del nero | a8 re del bianco · a7 pedone del bianco · e7 re del nero · d2 torre del bianco · b1 torre del nero | a8 re del bianco · a7 pedone del bianco · e7 re del nero · d2 torre del bianco · b1 torre del nero | a8 re del bianco · a7 pedone del bianco · e7 re del nero · d2 torre del bianco · b1 torre del nero | a8 re del bianco · a7 pedone del bianco · e7 re del nero · d2 torre del bianco · b1 torre del nero | a8 re del bianco · a7 pedone del bianco · e7 re del nero · d2 torre del bianco · b1 torre del nero | a8 re del bianco · a7 pedone del bianco · e7 re del nero · d2 torre del bianco · b1 torre del nero | 3 |
| 2 | a8 re del bianco · a7 pedone del bianco · e7 re del nero · d2 torre del bianco · b1 torre del nero | a8 re del bianco · a7 pedone del bianco · e7 re del nero · d2 torre del bianco · b1 torre del nero | a8 re del bianco · a7 pedone del bianco · e7 re del nero · d2 torre del bianco · b1 torre del nero | a8 re del bianco · a7 pedone del bianco · e7 re del nero · d2 torre del bianco · b1 torre del nero | a8 re del bianco · a7 pedone del bianco · e7 re del nero · d2 torre del bianco · b1 torre del nero | a8 re del bianco · a7 pedone del bianco · e7 re del nero · d2 torre del bianco · b1 torre del nero | a8 re del bianco · a7 pedone del bianco · e7 re del nero · d2 torre del bianco · b1 torre del nero | a8 re del bianco · a7 pedone del bianco · e7 re del nero · d2 torre del bianco · b1 torre del nero | 2 |
| 1 | a8 re del bianco · a7 pedone del bianco · e7 re del nero · d2 torre del bianco · b1 torre del nero | a8 re del bianco · a7 pedone del bianco · e7 re del nero · d2 torre del bianco · b1 torre del nero | a8 re del bianco · a7 pedone del bianco · e7 re del nero · d2 torre del bianco · b1 torre del nero | a8 re del bianco · a7 pedone del bianco · e7 re del nero · d2 torre del bianco · b1 torre del nero | a8 re del bianco · a7 pedone del bianco · e7 re del nero · d2 torre del bianco · b1 torre del nero | a8 re del bianco · a7 pedone del bianco · e7 re del nero · d2 torre del bianco · b1 torre del nero | a8 re del bianco · a7 pedone del bianco · e7 re del nero · d2 torre del bianco · b1 torre del nero | a8 re del bianco · a7 pedone del bianco · e7 re del nero · d2 torre del bianco · b1 torre del nero | 1 |
|   | a                                                                                                  | b                                                                                                  | c                                                                                                  | d                                                                                                  | e                                                                                                  | f                                                                                                  | g                                                                                                  | h                                                                                                  |   |

Se il pedone è di torre, le possibilità di patta sono molto maggiori, come anche la posizione di Lucena non garantisce il successo (dipende dalla posizione della torre dell'attaccante e da chi ha il tratto).
In questo diagramma, l'unico modo per il Bianco di fare progressi è quello di portare la torre in b8, ma questo permette al re nero di raggiungere la colonna c e pattare.
1. Th2 Rd7
2. Th8 Rc7!
3. Tb8 Tc1
4. Tb2 Tc3!
Questo è il modo più semplice per il Nero di pattare. Ora non c'è modo di forzare l'allontanamento del re nero dalla colonna c.
5. Tb7+ Rc8
6. Tg7 Tc1
e il Nero patta.
|   | a                                                                                                  | b                                                                                                  | c                                                                                                  | d                                                                                                  | e                                                                                                  | f                                                                                                  | g                                                                                                  | h                                                                                                  |   |
| 8 | a8 re del bianco · a7 pedone del bianco · f7 re del nero · e3 torre del bianco · b1 torre del nero | a8 re del bianco · a7 pedone del bianco · f7 re del nero · e3 torre del bianco · b1 torre del nero | a8 re del bianco · a7 pedone del bianco · f7 re del nero · e3 torre del bianco · b1 torre del nero | a8 re del bianco · a7 pedone del bianco · f7 re del nero · e3 torre del bianco · b1 torre del nero | a8 re del bianco · a7 pedone del bianco · f7 re del nero · e3 torre del bianco · b1 torre del nero | a8 re del bianco · a7 pedone del bianco · f7 re del nero · e3 torre del bianco · b1 torre del nero | a8 re del bianco · a7 pedone del bianco · f7 re del nero · e3 torre del bianco · b1 torre del nero | a8 re del bianco · a7 pedone del bianco · f7 re del nero · e3 torre del bianco · b1 torre del nero | 8 |
| 7 | a8 re del bianco · a7 pedone del bianco · f7 re del nero · e3 torre del bianco · b1 torre del nero | a8 re del bianco · a7 pedone del bianco · f7 re del nero · e3 torre del bianco · b1 torre del nero | a8 re del bianco · a7 pedone del bianco · f7 re del nero · e3 torre del bianco · b1 torre del nero | a8 re del bianco · a7 pedone del bianco · f7 re del nero · e3 torre del bianco · b1 torre del nero | a8 re del bianco · a7 pedone del bianco · f7 re del nero · e3 torre del bianco · b1 torre del nero | a8 re del bianco · a7 pedone del bianco · f7 re del nero · e3 torre del bianco · b1 torre del nero | a8 re del bianco · a7 pedone del bianco · f7 re del nero · e3 torre del bianco · b1 torre del nero | a8 re del bianco · a7 pedone del bianco · f7 re del nero · e3 torre del bianco · b1 torre del nero | 7 |
| 6 | a8 re del bianco · a7 pedone del bianco · f7 re del nero · e3 torre del bianco · b1 torre del nero | a8 re del bianco · a7 pedone del bianco · f7 re del nero · e3 torre del bianco · b1 torre del nero | a8 re del bianco · a7 pedone del bianco · f7 re del nero · e3 torre del bianco · b1 torre del nero | a8 re del bianco · a7 pedone del bianco · f7 re del nero · e3 torre del bianco · b1 torre del nero | a8 re del bianco · a7 pedone del bianco · f7 re del nero · e3 torre del bianco · b1 torre del nero | a8 re del bianco · a7 pedone del bianco · f7 re del nero · e3 torre del bianco · b1 torre del nero | a8 re del bianco · a7 pedone del bianco · f7 re del nero · e3 torre del bianco · b1 torre del nero | a8 re del bianco · a7 pedone del bianco · f7 re del nero · e3 torre del bianco · b1 torre del nero | 6 |
| 5 | a8 re del bianco · a7 pedone del bianco · f7 re del nero · e3 torre del bianco · b1 torre del nero | a8 re del bianco · a7 pedone del bianco · f7 re del nero · e3 torre del bianco · b1 torre del nero | a8 re del bianco · a7 pedone del bianco · f7 re del nero · e3 torre del bianco · b1 torre del nero | a8 re del bianco · a7 pedone del bianco · f7 re del nero · e3 torre del bianco · b1 torre del nero | a8 re del bianco · a7 pedone del bianco · f7 re del nero · e3 torre del bianco · b1 torre del nero | a8 re del bianco · a7 pedone del bianco · f7 re del nero · e3 torre del bianco · b1 torre del nero | a8 re del bianco · a7 pedone del bianco · f7 re del nero · e3 torre del bianco · b1 torre del nero | a8 re del bianco · a7 pedone del bianco · f7 re del nero · e3 torre del bianco · b1 torre del nero | 5 |
| 4 | a8 re del bianco · a7 pedone del bianco · f7 re del nero · e3 torre del bianco · b1 torre del nero | a8 re del bianco · a7 pedone del bianco · f7 re del nero · e3 torre del bianco · b1 torre del nero | a8 re del bianco · a7 pedone del bianco · f7 re del nero · e3 torre del bianco · b1 torre del nero | a8 re del bianco · a7 pedone del bianco · f7 re del nero · e3 torre del bianco · b1 torre del nero | a8 re del bianco · a7 pedone del bianco · f7 re del nero · e3 torre del bianco · b1 torre del nero | a8 re del bianco · a7 pedone del bianco · f7 re del nero · e3 torre del bianco · b1 torre del nero | a8 re del bianco · a7 pedone del bianco · f7 re del nero · e3 torre del bianco · b1 torre del nero | a8 re del bianco · a7 pedone del bianco · f7 re del nero · e3 torre del bianco · b1 torre del nero | 4 |
| 3 | a8 re del bianco · a7 pedone del bianco · f7 re del nero · e3 torre del bianco · b1 torre del nero | a8 re del bianco · a7 pedone del bianco · f7 re del nero · e3 torre del bianco · b1 torre del nero | a8 re del bianco · a7 pedone del bianco · f7 re del nero · e3 torre del bianco · b1 torre del nero | a8 re del bianco · a7 pedone del bianco · f7 re del nero · e3 torre del bianco · b1 torre del nero | a8 re del bianco · a7 pedone del bianco · f7 re del nero · e3 torre del bianco · b1 torre del nero | a8 re del bianco · a7 pedone del bianco · f7 re del nero · e3 torre del bianco · b1 torre del nero | a8 re del bianco · a7 pedone del bianco · f7 re del nero · e3 torre del bianco · b1 torre del nero | a8 re del bianco · a7 pedone del bianco · f7 re del nero · e3 torre del bianco · b1 torre del nero | 3 |
| 2 | a8 re del bianco · a7 pedone del bianco · f7 re del nero · e3 torre del bianco · b1 torre del nero | a8 re del bianco · a7 pedone del bianco · f7 re del nero · e3 torre del bianco · b1 torre del nero | a8 re del bianco · a7 pedone del bianco · f7 re del nero · e3 torre del bianco · b1 torre del nero | a8 re del bianco · a7 pedone del bianco · f7 re del nero · e3 torre del bianco · b1 torre del nero | a8 re del bianco · a7 pedone del bianco · f7 re del nero · e3 torre del bianco · b1 torre del nero | a8 re del bianco · a7 pedone del bianco · f7 re del nero · e3 torre del bianco · b1 torre del nero | a8 re del bianco · a7 pedone del bianco · f7 re del nero · e3 torre del bianco · b1 torre del nero | a8 re del bianco · a7 pedone del bianco · f7 re del nero · e3 torre del bianco · b1 torre del nero | 2 |
| 1 | a8 re del bianco · a7 pedone del bianco · f7 re del nero · e3 torre del bianco · b1 torre del nero | a8 re del bianco · a7 pedone del bianco · f7 re del nero · e3 torre del bianco · b1 torre del nero | a8 re del bianco · a7 pedone del bianco · f7 re del nero · e3 torre del bianco · b1 torre del nero | a8 re del bianco · a7 pedone del bianco · f7 re del nero · e3 torre del bianco · b1 torre del nero | a8 re del bianco · a7 pedone del bianco · f7 re del nero · e3 torre del bianco · b1 torre del nero | a8 re del bianco · a7 pedone del bianco · f7 re del nero · e3 torre del bianco · b1 torre del nero | a8 re del bianco · a7 pedone del bianco · f7 re del nero · e3 torre del bianco · b1 torre del nero | a8 re del bianco · a7 pedone del bianco · f7 re del nero · e3 torre del bianco · b1 torre del nero | 1 |
|   | a                                                                                                  | b                                                                                                  | c                                                                                                  | d                                                                                                  | e                                                                                                  | f                                                                                                  | g                                                                                                  | h                                                                                                  |   |

Se il re del difensore dista almeno quattro colonne dal pedone, l'attaccante vince, come in questo diagramma:
1. Tc3! Re7
2. Tc8 Rd6
3. Tb8 Ta1
4. Rb7 Tb1+
5. Rc8 Tc1+
6. Rd8 Th1
7. Tb6+ Rc5
8. Tc6+! Rd5
9. Ta6
e il Bianco vince.

### Posizione di Vancura
|   | a                                                                                                  | b                                                                                                  | c                                                                                                  | d                                                                                                  | e                                                                                                  | f                                                                                                  | g                                                                                                  | h                                                                                                  |   |
| 8 | a8 torre del bianco · g7 re del nero · a6 pedone del bianco · f6 torre del nero · c4 re del bianco | a8 torre del bianco · g7 re del nero · a6 pedone del bianco · f6 torre del nero · c4 re del bianco | a8 torre del bianco · g7 re del nero · a6 pedone del bianco · f6 torre del nero · c4 re del bianco | a8 torre del bianco · g7 re del nero · a6 pedone del bianco · f6 torre del nero · c4 re del bianco | a8 torre del bianco · g7 re del nero · a6 pedone del bianco · f6 torre del nero · c4 re del bianco | a8 torre del bianco · g7 re del nero · a6 pedone del bianco · f6 torre del nero · c4 re del bianco | a8 torre del bianco · g7 re del nero · a6 pedone del bianco · f6 torre del nero · c4 re del bianco | a8 torre del bianco · g7 re del nero · a6 pedone del bianco · f6 torre del nero · c4 re del bianco | 8 |
| 7 | a8 torre del bianco · g7 re del nero · a6 pedone del bianco · f6 torre del nero · c4 re del bianco | a8 torre del bianco · g7 re del nero · a6 pedone del bianco · f6 torre del nero · c4 re del bianco | a8 torre del bianco · g7 re del nero · a6 pedone del bianco · f6 torre del nero · c4 re del bianco | a8 torre del bianco · g7 re del nero · a6 pedone del bianco · f6 torre del nero · c4 re del bianco | a8 torre del bianco · g7 re del nero · a6 pedone del bianco · f6 torre del nero · c4 re del bianco | a8 torre del bianco · g7 re del nero · a6 pedone del bianco · f6 torre del nero · c4 re del bianco | a8 torre del bianco · g7 re del nero · a6 pedone del bianco · f6 torre del nero · c4 re del bianco | a8 torre del bianco · g7 re del nero · a6 pedone del bianco · f6 torre del nero · c4 re del bianco | 7 |
| 6 | a8 torre del bianco · g7 re del nero · a6 pedone del bianco · f6 torre del nero · c4 re del bianco | a8 torre del bianco · g7 re del nero · a6 pedone del bianco · f6 torre del nero · c4 re del bianco | a8 torre del bianco · g7 re del nero · a6 pedone del bianco · f6 torre del nero · c4 re del bianco | a8 torre del bianco · g7 re del nero · a6 pedone del bianco · f6 torre del nero · c4 re del bianco | a8 torre del bianco · g7 re del nero · a6 pedone del bianco · f6 torre del nero · c4 re del bianco | a8 torre del bianco · g7 re del nero · a6 pedone del bianco · f6 torre del nero · c4 re del bianco | a8 torre del bianco · g7 re del nero · a6 pedone del bianco · f6 torre del nero · c4 re del bianco | a8 torre del bianco · g7 re del nero · a6 pedone del bianco · f6 torre del nero · c4 re del bianco | 6 |
| 5 | a8 torre del bianco · g7 re del nero · a6 pedone del bianco · f6 torre del nero · c4 re del bianco | a8 torre del bianco · g7 re del nero · a6 pedone del bianco · f6 torre del nero · c4 re del bianco | a8 torre del bianco · g7 re del nero · a6 pedone del bianco · f6 torre del nero · c4 re del bianco | a8 torre del bianco · g7 re del nero · a6 pedone del bianco · f6 torre del nero · c4 re del bianco | a8 torre del bianco · g7 re del nero · a6 pedone del bianco · f6 torre del nero · c4 re del bianco | a8 torre del bianco · g7 re del nero · a6 pedone del bianco · f6 torre del nero · c4 re del bianco | a8 torre del bianco · g7 re del nero · a6 pedone del bianco · f6 torre del nero · c4 re del bianco | a8 torre del bianco · g7 re del nero · a6 pedone del bianco · f6 torre del nero · c4 re del bianco | 5 |
| 4 | a8 torre del bianco · g7 re del nero · a6 pedone del bianco · f6 torre del nero · c4 re del bianco | a8 torre del bianco · g7 re del nero · a6 pedone del bianco · f6 torre del nero · c4 re del bianco | a8 torre del bianco · g7 re del nero · a6 pedone del bianco · f6 torre del nero · c4 re del bianco | a8 torre del bianco · g7 re del nero · a6 pedone del bianco · f6 torre del nero · c4 re del bianco | a8 torre del bianco · g7 re del nero · a6 pedone del bianco · f6 torre del nero · c4 re del bianco | a8 torre del bianco · g7 re del nero · a6 pedone del bianco · f6 torre del nero · c4 re del bianco | a8 torre del bianco · g7 re del nero · a6 pedone del bianco · f6 torre del nero · c4 re del bianco | a8 torre del bianco · g7 re del nero · a6 pedone del bianco · f6 torre del nero · c4 re del bianco | 4 |
| 3 | a8 torre del bianco · g7 re del nero · a6 pedone del bianco · f6 torre del nero · c4 re del bianco | a8 torre del bianco · g7 re del nero · a6 pedone del bianco · f6 torre del nero · c4 re del bianco | a8 torre del bianco · g7 re del nero · a6 pedone del bianco · f6 torre del nero · c4 re del bianco | a8 torre del bianco · g7 re del nero · a6 pedone del bianco · f6 torre del nero · c4 re del bianco | a8 torre del bianco · g7 re del nero · a6 pedone del bianco · f6 torre del nero · c4 re del bianco | a8 torre del bianco · g7 re del nero · a6 pedone del bianco · f6 torre del nero · c4 re del bianco | a8 torre del bianco · g7 re del nero · a6 pedone del bianco · f6 torre del nero · c4 re del bianco | a8 torre del bianco · g7 re del nero · a6 pedone del bianco · f6 torre del nero · c4 re del bianco | 3 |
| 2 | a8 torre del bianco · g7 re del nero · a6 pedone del bianco · f6 torre del nero · c4 re del bianco | a8 torre del bianco · g7 re del nero · a6 pedone del bianco · f6 torre del nero · c4 re del bianco | a8 torre del bianco · g7 re del nero · a6 pedone del bianco · f6 torre del nero · c4 re del bianco | a8 torre del bianco · g7 re del nero · a6 pedone del bianco · f6 torre del nero · c4 re del bianco | a8 torre del bianco · g7 re del nero · a6 pedone del bianco · f6 torre del nero · c4 re del bianco | a8 torre del bianco · g7 re del nero · a6 pedone del bianco · f6 torre del nero · c4 re del bianco | a8 torre del bianco · g7 re del nero · a6 pedone del bianco · f6 torre del nero · c4 re del bianco | a8 torre del bianco · g7 re del nero · a6 pedone del bianco · f6 torre del nero · c4 re del bianco | 2 |
| 1 | a8 torre del bianco · g7 re del nero · a6 pedone del bianco · f6 torre del nero · c4 re del bianco | a8 torre del bianco · g7 re del nero · a6 pedone del bianco · f6 torre del nero · c4 re del bianco | a8 torre del bianco · g7 re del nero · a6 pedone del bianco · f6 torre del nero · c4 re del bianco | a8 torre del bianco · g7 re del nero · a6 pedone del bianco · f6 torre del nero · c4 re del bianco | a8 torre del bianco · g7 re del nero · a6 pedone del bianco · f6 torre del nero · c4 re del bianco | a8 torre del bianco · g7 re del nero · a6 pedone del bianco · f6 torre del nero · c4 re del bianco | a8 torre del bianco · g7 re del nero · a6 pedone del bianco · f6 torre del nero · c4 re del bianco | a8 torre del bianco · g7 re del nero · a6 pedone del bianco · f6 torre del nero · c4 re del bianco | 1 |
|   | a                                                                                                  | b                                                                                                  | c                                                                                                  | d                                                                                                  | e                                                                                                  | f                                                                                                  | g                                                                                                  | h                                                                                                  |   |

La posizione di vancura (vedi diagramma) è una posizione di patta con torre e pedone di torre contro torre, quando il pedone non è al di là della sesta traversa, e la torre dell'attaccante è di fronte al pedone. La torre del difensore attacca il pedone lateralmente da alcune colonne di distanza, mentre evita che il re dell'attaccante trovi riparo dagli scacchi. Il difensore continua ad attaccare il pedone. Il re del difensore non deve trovarsi nelle colonne tra la sua torre e il pedone, in modo che questo non possa trovare riparo. Inoltre, il re del difensore deve essere vicino all'angolo sul lato opposto a quello di promozione se il pedone avanza verso la settima traversa, così la torre dell'attaccante non può dare scacco e supportare l'avanzata del pedone, o sacrificare
il proprio pedone per attaccare d'infilata re e torre sulla settima traversa.
1. Rb5
proteggendo il pedone per liberare la torre dalla difesa del pedone. Se 1. a7 Ta6! 2. Rb5 Ta1 3. Rb6 Tb1+ 4. Rc7 Tc1+ 5. Rd7 Ta1, e il Bianco non può vincere. Nota che se il re nero fosse stato in g6 sarebbe seguito 2.Tg8+ e 3.a8=D, e se fosse stato in f7 il Bianco avrebbe vinto con 3.Th8! Txa7 4.Th7+
1. ... Tf5+!
2. Rc6 Tf6+
un'importante casa per la torre
3. Rd5 Tb6
mantenendo l'attacco contro il pedone
4. Re5
se 4. a7 allora 4. ...Ta6 patta
4. ... Tc6
5. Ta7+ Rg6
6. Rd5 Tf6
7. Rc5 Rh6
8. Rb5 Tf5+
9. Rb6 Tf6+
10. Rb7 Tf7+
11. Rb8 Tf6, etc.
oppure
3. ... Tf5+
4. Re6 Tf6+
un'importante casa per la torre
5. Re5 Tb6
6. Rd5 Tf6
7. Ta7+ Rg6
8. Ta8 Rg7
e il Bianco non può vincere. Il re bianco non può avanzare a causa degli scacchi e il pedone non può avanzare, altrimenti la torre nera si sposta dietro di esso.

## Finali di torre più comuni
|   | a                                                                               | b                                                                               | c                                                                               | d                                                                               | e                                                                               | f                                                                               | g                                                                               | h                                                                               |   |
| 8 | a8 torre del bianco · a7 pedone del bianco · g7 re del nero · a1 torre del nero | a8 torre del bianco · a7 pedone del bianco · g7 re del nero · a1 torre del nero | a8 torre del bianco · a7 pedone del bianco · g7 re del nero · a1 torre del nero | a8 torre del bianco · a7 pedone del bianco · g7 re del nero · a1 torre del nero | a8 torre del bianco · a7 pedone del bianco · g7 re del nero · a1 torre del nero | a8 torre del bianco · a7 pedone del bianco · g7 re del nero · a1 torre del nero | a8 torre del bianco · a7 pedone del bianco · g7 re del nero · a1 torre del nero | a8 torre del bianco · a7 pedone del bianco · g7 re del nero · a1 torre del nero | 8 |
| 7 | a8 torre del bianco · a7 pedone del bianco · g7 re del nero · a1 torre del nero | a8 torre del bianco · a7 pedone del bianco · g7 re del nero · a1 torre del nero | a8 torre del bianco · a7 pedone del bianco · g7 re del nero · a1 torre del nero | a8 torre del bianco · a7 pedone del bianco · g7 re del nero · a1 torre del nero | a8 torre del bianco · a7 pedone del bianco · g7 re del nero · a1 torre del nero | a8 torre del bianco · a7 pedone del bianco · g7 re del nero · a1 torre del nero | a8 torre del bianco · a7 pedone del bianco · g7 re del nero · a1 torre del nero | a8 torre del bianco · a7 pedone del bianco · g7 re del nero · a1 torre del nero | 7 |
| 6 | a8 torre del bianco · a7 pedone del bianco · g7 re del nero · a1 torre del nero | a8 torre del bianco · a7 pedone del bianco · g7 re del nero · a1 torre del nero | a8 torre del bianco · a7 pedone del bianco · g7 re del nero · a1 torre del nero | a8 torre del bianco · a7 pedone del bianco · g7 re del nero · a1 torre del nero | a8 torre del bianco · a7 pedone del bianco · g7 re del nero · a1 torre del nero | a8 torre del bianco · a7 pedone del bianco · g7 re del nero · a1 torre del nero | a8 torre del bianco · a7 pedone del bianco · g7 re del nero · a1 torre del nero | a8 torre del bianco · a7 pedone del bianco · g7 re del nero · a1 torre del nero | 6 |
| 5 | a8 torre del bianco · a7 pedone del bianco · g7 re del nero · a1 torre del nero | a8 torre del bianco · a7 pedone del bianco · g7 re del nero · a1 torre del nero | a8 torre del bianco · a7 pedone del bianco · g7 re del nero · a1 torre del nero | a8 torre del bianco · a7 pedone del bianco · g7 re del nero · a1 torre del nero | a8 torre del bianco · a7 pedone del bianco · g7 re del nero · a1 torre del nero | a8 torre del bianco · a7 pedone del bianco · g7 re del nero · a1 torre del nero | a8 torre del bianco · a7 pedone del bianco · g7 re del nero · a1 torre del nero | a8 torre del bianco · a7 pedone del bianco · g7 re del nero · a1 torre del nero | 5 |
| 4 | a8 torre del bianco · a7 pedone del bianco · g7 re del nero · a1 torre del nero | a8 torre del bianco · a7 pedone del bianco · g7 re del nero · a1 torre del nero | a8 torre del bianco · a7 pedone del bianco · g7 re del nero · a1 torre del nero | a8 torre del bianco · a7 pedone del bianco · g7 re del nero · a1 torre del nero | a8 torre del bianco · a7 pedone del bianco · g7 re del nero · a1 torre del nero | a8 torre del bianco · a7 pedone del bianco · g7 re del nero · a1 torre del nero | a8 torre del bianco · a7 pedone del bianco · g7 re del nero · a1 torre del nero | a8 torre del bianco · a7 pedone del bianco · g7 re del nero · a1 torre del nero | 4 |
| 3 | a8 torre del bianco · a7 pedone del bianco · g7 re del nero · a1 torre del nero | a8 torre del bianco · a7 pedone del bianco · g7 re del nero · a1 torre del nero | a8 torre del bianco · a7 pedone del bianco · g7 re del nero · a1 torre del nero | a8 torre del bianco · a7 pedone del bianco · g7 re del nero · a1 torre del nero | a8 torre del bianco · a7 pedone del bianco · g7 re del nero · a1 torre del nero | a8 torre del bianco · a7 pedone del bianco · g7 re del nero · a1 torre del nero | a8 torre del bianco · a7 pedone del bianco · g7 re del nero · a1 torre del nero | a8 torre del bianco · a7 pedone del bianco · g7 re del nero · a1 torre del nero | 3 |
| 2 | a8 torre del bianco · a7 pedone del bianco · g7 re del nero · a1 torre del nero | a8 torre del bianco · a7 pedone del bianco · g7 re del nero · a1 torre del nero | a8 torre del bianco · a7 pedone del bianco · g7 re del nero · a1 torre del nero | a8 torre del bianco · a7 pedone del bianco · g7 re del nero · a1 torre del nero | a8 torre del bianco · a7 pedone del bianco · g7 re del nero · a1 torre del nero | a8 torre del bianco · a7 pedone del bianco · g7 re del nero · a1 torre del nero | a8 torre del bianco · a7 pedone del bianco · g7 re del nero · a1 torre del nero | a8 torre del bianco · a7 pedone del bianco · g7 re del nero · a1 torre del nero | 2 |
| 1 | a8 torre del bianco · a7 pedone del bianco · g7 re del nero · a1 torre del nero | a8 torre del bianco · a7 pedone del bianco · g7 re del nero · a1 torre del nero | a8 torre del bianco · a7 pedone del bianco · g7 re del nero · a1 torre del nero | a8 torre del bianco · a7 pedone del bianco · g7 re del nero · a1 torre del nero | a8 torre del bianco · a7 pedone del bianco · g7 re del nero · a1 torre del nero | a8 torre del bianco · a7 pedone del bianco · g7 re del nero · a1 torre del nero | a8 torre del bianco · a7 pedone del bianco · g7 re del nero · a1 torre del nero | a8 torre del bianco · a7 pedone del bianco · g7 re del nero · a1 torre del nero | 1 |
|   | a                                                                               | b                                                                               | c                                                                               | d                                                                               | e                                                                               | f                                                                               | g                                                                               | h                                                                               |   |

|   | a                                                                               | b                                                                               | c                                                                               | d                                                                               | e                                                                               | f                                                                               | g                                                                               | h                                                                               |   |
| 8 | g8 re del nero · a7 torre del bianco · a6 pedone del bianco · f6 torre del nero | g8 re del nero · a7 torre del bianco · a6 pedone del bianco · f6 torre del nero | g8 re del nero · a7 torre del bianco · a6 pedone del bianco · f6 torre del nero | g8 re del nero · a7 torre del bianco · a6 pedone del bianco · f6 torre del nero | g8 re del nero · a7 torre del bianco · a6 pedone del bianco · f6 torre del nero | g8 re del nero · a7 torre del bianco · a6 pedone del bianco · f6 torre del nero | g8 re del nero · a7 torre del bianco · a6 pedone del bianco · f6 torre del nero | g8 re del nero · a7 torre del bianco · a6 pedone del bianco · f6 torre del nero | 8 |
| 7 | g8 re del nero · a7 torre del bianco · a6 pedone del bianco · f6 torre del nero | g8 re del nero · a7 torre del bianco · a6 pedone del bianco · f6 torre del nero | g8 re del nero · a7 torre del bianco · a6 pedone del bianco · f6 torre del nero | g8 re del nero · a7 torre del bianco · a6 pedone del bianco · f6 torre del nero | g8 re del nero · a7 torre del bianco · a6 pedone del bianco · f6 torre del nero | g8 re del nero · a7 torre del bianco · a6 pedone del bianco · f6 torre del nero | g8 re del nero · a7 torre del bianco · a6 pedone del bianco · f6 torre del nero | g8 re del nero · a7 torre del bianco · a6 pedone del bianco · f6 torre del nero | 7 |
| 6 | g8 re del nero · a7 torre del bianco · a6 pedone del bianco · f6 torre del nero | g8 re del nero · a7 torre del bianco · a6 pedone del bianco · f6 torre del nero | g8 re del nero · a7 torre del bianco · a6 pedone del bianco · f6 torre del nero | g8 re del nero · a7 torre del bianco · a6 pedone del bianco · f6 torre del nero | g8 re del nero · a7 torre del bianco · a6 pedone del bianco · f6 torre del nero | g8 re del nero · a7 torre del bianco · a6 pedone del bianco · f6 torre del nero | g8 re del nero · a7 torre del bianco · a6 pedone del bianco · f6 torre del nero | g8 re del nero · a7 torre del bianco · a6 pedone del bianco · f6 torre del nero | 6 |
| 5 | g8 re del nero · a7 torre del bianco · a6 pedone del bianco · f6 torre del nero | g8 re del nero · a7 torre del bianco · a6 pedone del bianco · f6 torre del nero | g8 re del nero · a7 torre del bianco · a6 pedone del bianco · f6 torre del nero | g8 re del nero · a7 torre del bianco · a6 pedone del bianco · f6 torre del nero | g8 re del nero · a7 torre del bianco · a6 pedone del bianco · f6 torre del nero | g8 re del nero · a7 torre del bianco · a6 pedone del bianco · f6 torre del nero | g8 re del nero · a7 torre del bianco · a6 pedone del bianco · f6 torre del nero | g8 re del nero · a7 torre del bianco · a6 pedone del bianco · f6 torre del nero | 5 |
| 4 | g8 re del nero · a7 torre del bianco · a6 pedone del bianco · f6 torre del nero | g8 re del nero · a7 torre del bianco · a6 pedone del bianco · f6 torre del nero | g8 re del nero · a7 torre del bianco · a6 pedone del bianco · f6 torre del nero | g8 re del nero · a7 torre del bianco · a6 pedone del bianco · f6 torre del nero | g8 re del nero · a7 torre del bianco · a6 pedone del bianco · f6 torre del nero | g8 re del nero · a7 torre del bianco · a6 pedone del bianco · f6 torre del nero | g8 re del nero · a7 torre del bianco · a6 pedone del bianco · f6 torre del nero | g8 re del nero · a7 torre del bianco · a6 pedone del bianco · f6 torre del nero | 4 |
| 3 | g8 re del nero · a7 torre del bianco · a6 pedone del bianco · f6 torre del nero | g8 re del nero · a7 torre del bianco · a6 pedone del bianco · f6 torre del nero | g8 re del nero · a7 torre del bianco · a6 pedone del bianco · f6 torre del nero | g8 re del nero · a7 torre del bianco · a6 pedone del bianco · f6 torre del nero | g8 re del nero · a7 torre del bianco · a6 pedone del bianco · f6 torre del nero | g8 re del nero · a7 torre del bianco · a6 pedone del bianco · f6 torre del nero | g8 re del nero · a7 torre del bianco · a6 pedone del bianco · f6 torre del nero | g8 re del nero · a7 torre del bianco · a6 pedone del bianco · f6 torre del nero | 3 |
| 2 | g8 re del nero · a7 torre del bianco · a6 pedone del bianco · f6 torre del nero | g8 re del nero · a7 torre del bianco · a6 pedone del bianco · f6 torre del nero | g8 re del nero · a7 torre del bianco · a6 pedone del bianco · f6 torre del nero | g8 re del nero · a7 torre del bianco · a6 pedone del bianco · f6 torre del nero | g8 re del nero · a7 torre del bianco · a6 pedone del bianco · f6 torre del nero | g8 re del nero · a7 torre del bianco · a6 pedone del bianco · f6 torre del nero | g8 re del nero · a7 torre del bianco · a6 pedone del bianco · f6 torre del nero | g8 re del nero · a7 torre del bianco · a6 pedone del bianco · f6 torre del nero | 2 |
| 1 | g8 re del nero · a7 torre del bianco · a6 pedone del bianco · f6 torre del nero | g8 re del nero · a7 torre del bianco · a6 pedone del bianco · f6 torre del nero | g8 re del nero · a7 torre del bianco · a6 pedone del bianco · f6 torre del nero | g8 re del nero · a7 torre del bianco · a6 pedone del bianco · f6 torre del nero | g8 re del nero · a7 torre del bianco · a6 pedone del bianco · f6 torre del nero | g8 re del nero · a7 torre del bianco · a6 pedone del bianco · f6 torre del nero | g8 re del nero · a7 torre del bianco · a6 pedone del bianco · f6 torre del nero | g8 re del nero · a7 torre del bianco · a6 pedone del bianco · f6 torre del nero | 1 |
|   | a                                                                               | b                                                                               | c                                                                               | d                                                                               | e                                                                               | f                                                                               | g                                                                               | h                                                                               |   |

|   | a                                                                                                  | b                                                                                                  | c                                                                                                  | d                                                                                                  | e                                                                                                  | f                                                                                                  | g                                                                                                  | h                                                                                                  |   |
| 8 | a8 torre del bianco · a7 re del bianco · f7 re del nero · a6 pedone del bianco · b1 torre del nero | a8 torre del bianco · a7 re del bianco · f7 re del nero · a6 pedone del bianco · b1 torre del nero | a8 torre del bianco · a7 re del bianco · f7 re del nero · a6 pedone del bianco · b1 torre del nero | a8 torre del bianco · a7 re del bianco · f7 re del nero · a6 pedone del bianco · b1 torre del nero | a8 torre del bianco · a7 re del bianco · f7 re del nero · a6 pedone del bianco · b1 torre del nero | a8 torre del bianco · a7 re del bianco · f7 re del nero · a6 pedone del bianco · b1 torre del nero | a8 torre del bianco · a7 re del bianco · f7 re del nero · a6 pedone del bianco · b1 torre del nero | a8 torre del bianco · a7 re del bianco · f7 re del nero · a6 pedone del bianco · b1 torre del nero | 8 |
| 7 | a8 torre del bianco · a7 re del bianco · f7 re del nero · a6 pedone del bianco · b1 torre del nero | a8 torre del bianco · a7 re del bianco · f7 re del nero · a6 pedone del bianco · b1 torre del nero | a8 torre del bianco · a7 re del bianco · f7 re del nero · a6 pedone del bianco · b1 torre del nero | a8 torre del bianco · a7 re del bianco · f7 re del nero · a6 pedone del bianco · b1 torre del nero | a8 torre del bianco · a7 re del bianco · f7 re del nero · a6 pedone del bianco · b1 torre del nero | a8 torre del bianco · a7 re del bianco · f7 re del nero · a6 pedone del bianco · b1 torre del nero | a8 torre del bianco · a7 re del bianco · f7 re del nero · a6 pedone del bianco · b1 torre del nero | a8 torre del bianco · a7 re del bianco · f7 re del nero · a6 pedone del bianco · b1 torre del nero | 7 |
| 6 | a8 torre del bianco · a7 re del bianco · f7 re del nero · a6 pedone del bianco · b1 torre del nero | a8 torre del bianco · a7 re del bianco · f7 re del nero · a6 pedone del bianco · b1 torre del nero | a8 torre del bianco · a7 re del bianco · f7 re del nero · a6 pedone del bianco · b1 torre del nero | a8 torre del bianco · a7 re del bianco · f7 re del nero · a6 pedone del bianco · b1 torre del nero | a8 torre del bianco · a7 re del bianco · f7 re del nero · a6 pedone del bianco · b1 torre del nero | a8 torre del bianco · a7 re del bianco · f7 re del nero · a6 pedone del bianco · b1 torre del nero | a8 torre del bianco · a7 re del bianco · f7 re del nero · a6 pedone del bianco · b1 torre del nero | a8 torre del bianco · a7 re del bianco · f7 re del nero · a6 pedone del bianco · b1 torre del nero | 6 |
| 5 | a8 torre del bianco · a7 re del bianco · f7 re del nero · a6 pedone del bianco · b1 torre del nero | a8 torre del bianco · a7 re del bianco · f7 re del nero · a6 pedone del bianco · b1 torre del nero | a8 torre del bianco · a7 re del bianco · f7 re del nero · a6 pedone del bianco · b1 torre del nero | a8 torre del bianco · a7 re del bianco · f7 re del nero · a6 pedone del bianco · b1 torre del nero | a8 torre del bianco · a7 re del bianco · f7 re del nero · a6 pedone del bianco · b1 torre del nero | a8 torre del bianco · a7 re del bianco · f7 re del nero · a6 pedone del bianco · b1 torre del nero | a8 torre del bianco · a7 re del bianco · f7 re del nero · a6 pedone del bianco · b1 torre del nero | a8 torre del bianco · a7 re del bianco · f7 re del nero · a6 pedone del bianco · b1 torre del nero | 5 |
| 4 | a8 torre del bianco · a7 re del bianco · f7 re del nero · a6 pedone del bianco · b1 torre del nero | a8 torre del bianco · a7 re del bianco · f7 re del nero · a6 pedone del bianco · b1 torre del nero | a8 torre del bianco · a7 re del bianco · f7 re del nero · a6 pedone del bianco · b1 torre del nero | a8 torre del bianco · a7 re del bianco · f7 re del nero · a6 pedone del bianco · b1 torre del nero | a8 torre del bianco · a7 re del bianco · f7 re del nero · a6 pedone del bianco · b1 torre del nero | a8 torre del bianco · a7 re del bianco · f7 re del nero · a6 pedone del bianco · b1 torre del nero | a8 torre del bianco · a7 re del bianco · f7 re del nero · a6 pedone del bianco · b1 torre del nero | a8 torre del bianco · a7 re del bianco · f7 re del nero · a6 pedone del bianco · b1 torre del nero | 4 |
| 3 | a8 torre del bianco · a7 re del bianco · f7 re del nero · a6 pedone del bianco · b1 torre del nero | a8 torre del bianco · a7 re del bianco · f7 re del nero · a6 pedone del bianco · b1 torre del nero | a8 torre del bianco · a7 re del bianco · f7 re del nero · a6 pedone del bianco · b1 torre del nero | a8 torre del bianco · a7 re del bianco · f7 re del nero · a6 pedone del bianco · b1 torre del nero | a8 torre del bianco · a7 re del bianco · f7 re del nero · a6 pedone del bianco · b1 torre del nero | a8 torre del bianco · a7 re del bianco · f7 re del nero · a6 pedone del bianco · b1 torre del nero | a8 torre del bianco · a7 re del bianco · f7 re del nero · a6 pedone del bianco · b1 torre del nero | a8 torre del bianco · a7 re del bianco · f7 re del nero · a6 pedone del bianco · b1 torre del nero | 3 |
| 2 | a8 torre del bianco · a7 re del bianco · f7 re del nero · a6 pedone del bianco · b1 torre del nero | a8 torre del bianco · a7 re del bianco · f7 re del nero · a6 pedone del bianco · b1 torre del nero | a8 torre del bianco · a7 re del bianco · f7 re del nero · a6 pedone del bianco · b1 torre del nero | a8 torre del bianco · a7 re del bianco · f7 re del nero · a6 pedone del bianco · b1 torre del nero | a8 torre del bianco · a7 re del bianco · f7 re del nero · a6 pedone del bianco · b1 torre del nero | a8 torre del bianco · a7 re del bianco · f7 re del nero · a6 pedone del bianco · b1 torre del nero | a8 torre del bianco · a7 re del bianco · f7 re del nero · a6 pedone del bianco · b1 torre del nero | a8 torre del bianco · a7 re del bianco · f7 re del nero · a6 pedone del bianco · b1 torre del nero | 2 |
| 1 | a8 torre del bianco · a7 re del bianco · f7 re del nero · a6 pedone del bianco · b1 torre del nero | a8 torre del bianco · a7 re del bianco · f7 re del nero · a6 pedone del bianco · b1 torre del nero | a8 torre del bianco · a7 re del bianco · f7 re del nero · a6 pedone del bianco · b1 torre del nero | a8 torre del bianco · a7 re del bianco · f7 re del nero · a6 pedone del bianco · b1 torre del nero | a8 torre del bianco · a7 re del bianco · f7 re del nero · a6 pedone del bianco · b1 torre del nero | a8 torre del bianco · a7 re del bianco · f7 re del nero · a6 pedone del bianco · b1 torre del nero | a8 torre del bianco · a7 re del bianco · f7 re del nero · a6 pedone del bianco · b1 torre del nero | a8 torre del bianco · a7 re del bianco · f7 re del nero · a6 pedone del bianco · b1 torre del nero | 1 |
|   | a                                                                                                  | b                                                                                                  | c                                                                                                  | d                                                                                                  | e                                                                                                  | f                                                                                                  | g                                                                                                  | h                                                                                                  |   |

Il tipo più comune di finale di torre è con torre e pedone di torre contro torre, con la torre di fronte al proprio pedone. Nel terzo diagramma, il Bianco vince facilmente. Se il Nero ha il tratto:
1... Re7
2. Tb8 T-muove
3. Rb7 Tb1+
4. Ra8! T-muove
5. a7
e il Bianco vince. Può muovere il proprio re in b7, o se la torre nera lo impedisce spostandosi sulla settima traversa, allora Th8 e Rb8.

## Esempi tratti da partite
Le posizioni di cui si è parlato sono qualcosa di ideale, ma sono fondamentali per il gioco pratico. Ecco allora alcuni esempi tratti da partite realmente giocate.

### Pein-Ward, 1997
|   | a                                                                                                | b                                                                                                | c                                                                                                | d                                                                                                | e                                                                                                | f                                                                                                | g                                                                                                | h                                                                                                |   |
| 8 | d6 re del nero · a5 torre del bianco · c4 pedone del nero · f4 re del bianco · c2 torre del nero | d6 re del nero · a5 torre del bianco · c4 pedone del nero · f4 re del bianco · c2 torre del nero | d6 re del nero · a5 torre del bianco · c4 pedone del nero · f4 re del bianco · c2 torre del nero | d6 re del nero · a5 torre del bianco · c4 pedone del nero · f4 re del bianco · c2 torre del nero | d6 re del nero · a5 torre del bianco · c4 pedone del nero · f4 re del bianco · c2 torre del nero | d6 re del nero · a5 torre del bianco · c4 pedone del nero · f4 re del bianco · c2 torre del nero | d6 re del nero · a5 torre del bianco · c4 pedone del nero · f4 re del bianco · c2 torre del nero | d6 re del nero · a5 torre del bianco · c4 pedone del nero · f4 re del bianco · c2 torre del nero | 8 |
| 7 | d6 re del nero · a5 torre del bianco · c4 pedone del nero · f4 re del bianco · c2 torre del nero | d6 re del nero · a5 torre del bianco · c4 pedone del nero · f4 re del bianco · c2 torre del nero | d6 re del nero · a5 torre del bianco · c4 pedone del nero · f4 re del bianco · c2 torre del nero | d6 re del nero · a5 torre del bianco · c4 pedone del nero · f4 re del bianco · c2 torre del nero | d6 re del nero · a5 torre del bianco · c4 pedone del nero · f4 re del bianco · c2 torre del nero | d6 re del nero · a5 torre del bianco · c4 pedone del nero · f4 re del bianco · c2 torre del nero | d6 re del nero · a5 torre del bianco · c4 pedone del nero · f4 re del bianco · c2 torre del nero | d6 re del nero · a5 torre del bianco · c4 pedone del nero · f4 re del bianco · c2 torre del nero | 7 |
| 6 | d6 re del nero · a5 torre del bianco · c4 pedone del nero · f4 re del bianco · c2 torre del nero | d6 re del nero · a5 torre del bianco · c4 pedone del nero · f4 re del bianco · c2 torre del nero | d6 re del nero · a5 torre del bianco · c4 pedone del nero · f4 re del bianco · c2 torre del nero | d6 re del nero · a5 torre del bianco · c4 pedone del nero · f4 re del bianco · c2 torre del nero | d6 re del nero · a5 torre del bianco · c4 pedone del nero · f4 re del bianco · c2 torre del nero | d6 re del nero · a5 torre del bianco · c4 pedone del nero · f4 re del bianco · c2 torre del nero | d6 re del nero · a5 torre del bianco · c4 pedone del nero · f4 re del bianco · c2 torre del nero | d6 re del nero · a5 torre del bianco · c4 pedone del nero · f4 re del bianco · c2 torre del nero | 6 |
| 5 | d6 re del nero · a5 torre del bianco · c4 pedone del nero · f4 re del bianco · c2 torre del nero | d6 re del nero · a5 torre del bianco · c4 pedone del nero · f4 re del bianco · c2 torre del nero | d6 re del nero · a5 torre del bianco · c4 pedone del nero · f4 re del bianco · c2 torre del nero | d6 re del nero · a5 torre del bianco · c4 pedone del nero · f4 re del bianco · c2 torre del nero | d6 re del nero · a5 torre del bianco · c4 pedone del nero · f4 re del bianco · c2 torre del nero | d6 re del nero · a5 torre del bianco · c4 pedone del nero · f4 re del bianco · c2 torre del nero | d6 re del nero · a5 torre del bianco · c4 pedone del nero · f4 re del bianco · c2 torre del nero | d6 re del nero · a5 torre del bianco · c4 pedone del nero · f4 re del bianco · c2 torre del nero | 5 |
| 4 | d6 re del nero · a5 torre del bianco · c4 pedone del nero · f4 re del bianco · c2 torre del nero | d6 re del nero · a5 torre del bianco · c4 pedone del nero · f4 re del bianco · c2 torre del nero | d6 re del nero · a5 torre del bianco · c4 pedone del nero · f4 re del bianco · c2 torre del nero | d6 re del nero · a5 torre del bianco · c4 pedone del nero · f4 re del bianco · c2 torre del nero | d6 re del nero · a5 torre del bianco · c4 pedone del nero · f4 re del bianco · c2 torre del nero | d6 re del nero · a5 torre del bianco · c4 pedone del nero · f4 re del bianco · c2 torre del nero | d6 re del nero · a5 torre del bianco · c4 pedone del nero · f4 re del bianco · c2 torre del nero | d6 re del nero · a5 torre del bianco · c4 pedone del nero · f4 re del bianco · c2 torre del nero | 4 |
| 3 | d6 re del nero · a5 torre del bianco · c4 pedone del nero · f4 re del bianco · c2 torre del nero | d6 re del nero · a5 torre del bianco · c4 pedone del nero · f4 re del bianco · c2 torre del nero | d6 re del nero · a5 torre del bianco · c4 pedone del nero · f4 re del bianco · c2 torre del nero | d6 re del nero · a5 torre del bianco · c4 pedone del nero · f4 re del bianco · c2 torre del nero | d6 re del nero · a5 torre del bianco · c4 pedone del nero · f4 re del bianco · c2 torre del nero | d6 re del nero · a5 torre del bianco · c4 pedone del nero · f4 re del bianco · c2 torre del nero | d6 re del nero · a5 torre del bianco · c4 pedone del nero · f4 re del bianco · c2 torre del nero | d6 re del nero · a5 torre del bianco · c4 pedone del nero · f4 re del bianco · c2 torre del nero | 3 |
| 2 | d6 re del nero · a5 torre del bianco · c4 pedone del nero · f4 re del bianco · c2 torre del nero | d6 re del nero · a5 torre del bianco · c4 pedone del nero · f4 re del bianco · c2 torre del nero | d6 re del nero · a5 torre del bianco · c4 pedone del nero · f4 re del bianco · c2 torre del nero | d6 re del nero · a5 torre del bianco · c4 pedone del nero · f4 re del bianco · c2 torre del nero | d6 re del nero · a5 torre del bianco · c4 pedone del nero · f4 re del bianco · c2 torre del nero | d6 re del nero · a5 torre del bianco · c4 pedone del nero · f4 re del bianco · c2 torre del nero | d6 re del nero · a5 torre del bianco · c4 pedone del nero · f4 re del bianco · c2 torre del nero | d6 re del nero · a5 torre del bianco · c4 pedone del nero · f4 re del bianco · c2 torre del nero | 2 |
| 1 | d6 re del nero · a5 torre del bianco · c4 pedone del nero · f4 re del bianco · c2 torre del nero | d6 re del nero · a5 torre del bianco · c4 pedone del nero · f4 re del bianco · c2 torre del nero | d6 re del nero · a5 torre del bianco · c4 pedone del nero · f4 re del bianco · c2 torre del nero | d6 re del nero · a5 torre del bianco · c4 pedone del nero · f4 re del bianco · c2 torre del nero | d6 re del nero · a5 torre del bianco · c4 pedone del nero · f4 re del bianco · c2 torre del nero | d6 re del nero · a5 torre del bianco · c4 pedone del nero · f4 re del bianco · c2 torre del nero | d6 re del nero · a5 torre del bianco · c4 pedone del nero · f4 re del bianco · c2 torre del nero | d6 re del nero · a5 torre del bianco · c4 pedone del nero · f4 re del bianco · c2 torre del nero | 1 |
|   | a                                                                                                | b                                                                                                | c                                                                                                | d                                                                                                | e                                                                                                | f                                                                                                | g                                                                                                | h                                                                                                |   |

60... Te2!
61. Rf3 Te7
62. Rf2 Rc6
63. Rf3 Rb6
64. Td5 c3
65. Th5 c2
66. Th1 Tc7
67. Tc1 Rb5
68. Re2 Rb4
69. Rd2 Rb3
70. Th1 Rb2!
71. 0-1

### Ward-Arkell, 1994
|   | a                                                                                                  | b                                                                                                  | c                                                                                                  | d                                                                                                  | e                                                                                                  | f                                                                                                  | g                                                                                                  | h                                                                                                  |   |
| 8 | g8 re del nero · a7 torre del bianco · f6 re del bianco · f5 pedone del bianco · g4 torre del nero | g8 re del nero · a7 torre del bianco · f6 re del bianco · f5 pedone del bianco · g4 torre del nero | g8 re del nero · a7 torre del bianco · f6 re del bianco · f5 pedone del bianco · g4 torre del nero | g8 re del nero · a7 torre del bianco · f6 re del bianco · f5 pedone del bianco · g4 torre del nero | g8 re del nero · a7 torre del bianco · f6 re del bianco · f5 pedone del bianco · g4 torre del nero | g8 re del nero · a7 torre del bianco · f6 re del bianco · f5 pedone del bianco · g4 torre del nero | g8 re del nero · a7 torre del bianco · f6 re del bianco · f5 pedone del bianco · g4 torre del nero | g8 re del nero · a7 torre del bianco · f6 re del bianco · f5 pedone del bianco · g4 torre del nero | 8 |
| 7 | g8 re del nero · a7 torre del bianco · f6 re del bianco · f5 pedone del bianco · g4 torre del nero | g8 re del nero · a7 torre del bianco · f6 re del bianco · f5 pedone del bianco · g4 torre del nero | g8 re del nero · a7 torre del bianco · f6 re del bianco · f5 pedone del bianco · g4 torre del nero | g8 re del nero · a7 torre del bianco · f6 re del bianco · f5 pedone del bianco · g4 torre del nero | g8 re del nero · a7 torre del bianco · f6 re del bianco · f5 pedone del bianco · g4 torre del nero | g8 re del nero · a7 torre del bianco · f6 re del bianco · f5 pedone del bianco · g4 torre del nero | g8 re del nero · a7 torre del bianco · f6 re del bianco · f5 pedone del bianco · g4 torre del nero | g8 re del nero · a7 torre del bianco · f6 re del bianco · f5 pedone del bianco · g4 torre del nero | 7 |
| 6 | g8 re del nero · a7 torre del bianco · f6 re del bianco · f5 pedone del bianco · g4 torre del nero | g8 re del nero · a7 torre del bianco · f6 re del bianco · f5 pedone del bianco · g4 torre del nero | g8 re del nero · a7 torre del bianco · f6 re del bianco · f5 pedone del bianco · g4 torre del nero | g8 re del nero · a7 torre del bianco · f6 re del bianco · f5 pedone del bianco · g4 torre del nero | g8 re del nero · a7 torre del bianco · f6 re del bianco · f5 pedone del bianco · g4 torre del nero | g8 re del nero · a7 torre del bianco · f6 re del bianco · f5 pedone del bianco · g4 torre del nero | g8 re del nero · a7 torre del bianco · f6 re del bianco · f5 pedone del bianco · g4 torre del nero | g8 re del nero · a7 torre del bianco · f6 re del bianco · f5 pedone del bianco · g4 torre del nero | 6 |
| 5 | g8 re del nero · a7 torre del bianco · f6 re del bianco · f5 pedone del bianco · g4 torre del nero | g8 re del nero · a7 torre del bianco · f6 re del bianco · f5 pedone del bianco · g4 torre del nero | g8 re del nero · a7 torre del bianco · f6 re del bianco · f5 pedone del bianco · g4 torre del nero | g8 re del nero · a7 torre del bianco · f6 re del bianco · f5 pedone del bianco · g4 torre del nero | g8 re del nero · a7 torre del bianco · f6 re del bianco · f5 pedone del bianco · g4 torre del nero | g8 re del nero · a7 torre del bianco · f6 re del bianco · f5 pedone del bianco · g4 torre del nero | g8 re del nero · a7 torre del bianco · f6 re del bianco · f5 pedone del bianco · g4 torre del nero | g8 re del nero · a7 torre del bianco · f6 re del bianco · f5 pedone del bianco · g4 torre del nero | 5 |
| 4 | g8 re del nero · a7 torre del bianco · f6 re del bianco · f5 pedone del bianco · g4 torre del nero | g8 re del nero · a7 torre del bianco · f6 re del bianco · f5 pedone del bianco · g4 torre del nero | g8 re del nero · a7 torre del bianco · f6 re del bianco · f5 pedone del bianco · g4 torre del nero | g8 re del nero · a7 torre del bianco · f6 re del bianco · f5 pedone del bianco · g4 torre del nero | g8 re del nero · a7 torre del bianco · f6 re del bianco · f5 pedone del bianco · g4 torre del nero | g8 re del nero · a7 torre del bianco · f6 re del bianco · f5 pedone del bianco · g4 torre del nero | g8 re del nero · a7 torre del bianco · f6 re del bianco · f5 pedone del bianco · g4 torre del nero | g8 re del nero · a7 torre del bianco · f6 re del bianco · f5 pedone del bianco · g4 torre del nero | 4 |
| 3 | g8 re del nero · a7 torre del bianco · f6 re del bianco · f5 pedone del bianco · g4 torre del nero | g8 re del nero · a7 torre del bianco · f6 re del bianco · f5 pedone del bianco · g4 torre del nero | g8 re del nero · a7 torre del bianco · f6 re del bianco · f5 pedone del bianco · g4 torre del nero | g8 re del nero · a7 torre del bianco · f6 re del bianco · f5 pedone del bianco · g4 torre del nero | g8 re del nero · a7 torre del bianco · f6 re del bianco · f5 pedone del bianco · g4 torre del nero | g8 re del nero · a7 torre del bianco · f6 re del bianco · f5 pedone del bianco · g4 torre del nero | g8 re del nero · a7 torre del bianco · f6 re del bianco · f5 pedone del bianco · g4 torre del nero | g8 re del nero · a7 torre del bianco · f6 re del bianco · f5 pedone del bianco · g4 torre del nero | 3 |
| 2 | g8 re del nero · a7 torre del bianco · f6 re del bianco · f5 pedone del bianco · g4 torre del nero | g8 re del nero · a7 torre del bianco · f6 re del bianco · f5 pedone del bianco · g4 torre del nero | g8 re del nero · a7 torre del bianco · f6 re del bianco · f5 pedone del bianco · g4 torre del nero | g8 re del nero · a7 torre del bianco · f6 re del bianco · f5 pedone del bianco · g4 torre del nero | g8 re del nero · a7 torre del bianco · f6 re del bianco · f5 pedone del bianco · g4 torre del nero | g8 re del nero · a7 torre del bianco · f6 re del bianco · f5 pedone del bianco · g4 torre del nero | g8 re del nero · a7 torre del bianco · f6 re del bianco · f5 pedone del bianco · g4 torre del nero | g8 re del nero · a7 torre del bianco · f6 re del bianco · f5 pedone del bianco · g4 torre del nero | 2 |
| 1 | g8 re del nero · a7 torre del bianco · f6 re del bianco · f5 pedone del bianco · g4 torre del nero | g8 re del nero · a7 torre del bianco · f6 re del bianco · f5 pedone del bianco · g4 torre del nero | g8 re del nero · a7 torre del bianco · f6 re del bianco · f5 pedone del bianco · g4 torre del nero | g8 re del nero · a7 torre del bianco · f6 re del bianco · f5 pedone del bianco · g4 torre del nero | g8 re del nero · a7 torre del bianco · f6 re del bianco · f5 pedone del bianco · g4 torre del nero | g8 re del nero · a7 torre del bianco · f6 re del bianco · f5 pedone del bianco · g4 torre del nero | g8 re del nero · a7 torre del bianco · f6 re del bianco · f5 pedone del bianco · g4 torre del nero | g8 re del nero · a7 torre del bianco · f6 re del bianco · f5 pedone del bianco · g4 torre del nero | 1 |
|   | a                                                                                                  | b                                                                                                  | c                                                                                                  | d                                                                                                  | e                                                                                                  | f                                                                                                  | g                                                                                                  | h                                                                                                  |   |

Il Nero non può raggiungere la posizione di Philidor.
45... Tf4!!
46. Ta8+ Rh7
47. Re6 Rg7
48. Ta7+ Rf8
49. Rf6 Rg8
50. Ta8+ Rh7
51. Tf8 Ta4!
52. Tf7+ Rg8
53. Te7 Rf8
54. Te6 Ta7
55. Tb6 Tf7+
56. Rg5 Ta7
57. f6 Rf7
58. ½-½

### Kasparov-Kramnik, 2000
|   | a                                                                                                  | b                                                                                                  | c                                                                                                  | d                                                                                                  | e                                                                                                  | f                                                                                                  | g                                                                                                  | h                                                                                                  |   |
| 8 | e6 re del nero · h4 torre del nero · c3 torre del bianco · g2 pedone del bianco · g1 re del bianco | e6 re del nero · h4 torre del nero · c3 torre del bianco · g2 pedone del bianco · g1 re del bianco | e6 re del nero · h4 torre del nero · c3 torre del bianco · g2 pedone del bianco · g1 re del bianco | e6 re del nero · h4 torre del nero · c3 torre del bianco · g2 pedone del bianco · g1 re del bianco | e6 re del nero · h4 torre del nero · c3 torre del bianco · g2 pedone del bianco · g1 re del bianco | e6 re del nero · h4 torre del nero · c3 torre del bianco · g2 pedone del bianco · g1 re del bianco | e6 re del nero · h4 torre del nero · c3 torre del bianco · g2 pedone del bianco · g1 re del bianco | e6 re del nero · h4 torre del nero · c3 torre del bianco · g2 pedone del bianco · g1 re del bianco | 8 |
| 7 | e6 re del nero · h4 torre del nero · c3 torre del bianco · g2 pedone del bianco · g1 re del bianco | e6 re del nero · h4 torre del nero · c3 torre del bianco · g2 pedone del bianco · g1 re del bianco | e6 re del nero · h4 torre del nero · c3 torre del bianco · g2 pedone del bianco · g1 re del bianco | e6 re del nero · h4 torre del nero · c3 torre del bianco · g2 pedone del bianco · g1 re del bianco | e6 re del nero · h4 torre del nero · c3 torre del bianco · g2 pedone del bianco · g1 re del bianco | e6 re del nero · h4 torre del nero · c3 torre del bianco · g2 pedone del bianco · g1 re del bianco | e6 re del nero · h4 torre del nero · c3 torre del bianco · g2 pedone del bianco · g1 re del bianco | e6 re del nero · h4 torre del nero · c3 torre del bianco · g2 pedone del bianco · g1 re del bianco | 7 |
| 6 | e6 re del nero · h4 torre del nero · c3 torre del bianco · g2 pedone del bianco · g1 re del bianco | e6 re del nero · h4 torre del nero · c3 torre del bianco · g2 pedone del bianco · g1 re del bianco | e6 re del nero · h4 torre del nero · c3 torre del bianco · g2 pedone del bianco · g1 re del bianco | e6 re del nero · h4 torre del nero · c3 torre del bianco · g2 pedone del bianco · g1 re del bianco | e6 re del nero · h4 torre del nero · c3 torre del bianco · g2 pedone del bianco · g1 re del bianco | e6 re del nero · h4 torre del nero · c3 torre del bianco · g2 pedone del bianco · g1 re del bianco | e6 re del nero · h4 torre del nero · c3 torre del bianco · g2 pedone del bianco · g1 re del bianco | e6 re del nero · h4 torre del nero · c3 torre del bianco · g2 pedone del bianco · g1 re del bianco | 6 |
| 5 | e6 re del nero · h4 torre del nero · c3 torre del bianco · g2 pedone del bianco · g1 re del bianco | e6 re del nero · h4 torre del nero · c3 torre del bianco · g2 pedone del bianco · g1 re del bianco | e6 re del nero · h4 torre del nero · c3 torre del bianco · g2 pedone del bianco · g1 re del bianco | e6 re del nero · h4 torre del nero · c3 torre del bianco · g2 pedone del bianco · g1 re del bianco | e6 re del nero · h4 torre del nero · c3 torre del bianco · g2 pedone del bianco · g1 re del bianco | e6 re del nero · h4 torre del nero · c3 torre del bianco · g2 pedone del bianco · g1 re del bianco | e6 re del nero · h4 torre del nero · c3 torre del bianco · g2 pedone del bianco · g1 re del bianco | e6 re del nero · h4 torre del nero · c3 torre del bianco · g2 pedone del bianco · g1 re del bianco | 5 |
| 4 | e6 re del nero · h4 torre del nero · c3 torre del bianco · g2 pedone del bianco · g1 re del bianco | e6 re del nero · h4 torre del nero · c3 torre del bianco · g2 pedone del bianco · g1 re del bianco | e6 re del nero · h4 torre del nero · c3 torre del bianco · g2 pedone del bianco · g1 re del bianco | e6 re del nero · h4 torre del nero · c3 torre del bianco · g2 pedone del bianco · g1 re del bianco | e6 re del nero · h4 torre del nero · c3 torre del bianco · g2 pedone del bianco · g1 re del bianco | e6 re del nero · h4 torre del nero · c3 torre del bianco · g2 pedone del bianco · g1 re del bianco | e6 re del nero · h4 torre del nero · c3 torre del bianco · g2 pedone del bianco · g1 re del bianco | e6 re del nero · h4 torre del nero · c3 torre del bianco · g2 pedone del bianco · g1 re del bianco | 4 |
| 3 | e6 re del nero · h4 torre del nero · c3 torre del bianco · g2 pedone del bianco · g1 re del bianco | e6 re del nero · h4 torre del nero · c3 torre del bianco · g2 pedone del bianco · g1 re del bianco | e6 re del nero · h4 torre del nero · c3 torre del bianco · g2 pedone del bianco · g1 re del bianco | e6 re del nero · h4 torre del nero · c3 torre del bianco · g2 pedone del bianco · g1 re del bianco | e6 re del nero · h4 torre del nero · c3 torre del bianco · g2 pedone del bianco · g1 re del bianco | e6 re del nero · h4 torre del nero · c3 torre del bianco · g2 pedone del bianco · g1 re del bianco | e6 re del nero · h4 torre del nero · c3 torre del bianco · g2 pedone del bianco · g1 re del bianco | e6 re del nero · h4 torre del nero · c3 torre del bianco · g2 pedone del bianco · g1 re del bianco | 3 |
| 2 | e6 re del nero · h4 torre del nero · c3 torre del bianco · g2 pedone del bianco · g1 re del bianco | e6 re del nero · h4 torre del nero · c3 torre del bianco · g2 pedone del bianco · g1 re del bianco | e6 re del nero · h4 torre del nero · c3 torre del bianco · g2 pedone del bianco · g1 re del bianco | e6 re del nero · h4 torre del nero · c3 torre del bianco · g2 pedone del bianco · g1 re del bianco | e6 re del nero · h4 torre del nero · c3 torre del bianco · g2 pedone del bianco · g1 re del bianco | e6 re del nero · h4 torre del nero · c3 torre del bianco · g2 pedone del bianco · g1 re del bianco | e6 re del nero · h4 torre del nero · c3 torre del bianco · g2 pedone del bianco · g1 re del bianco | e6 re del nero · h4 torre del nero · c3 torre del bianco · g2 pedone del bianco · g1 re del bianco | 2 |
| 1 | e6 re del nero · h4 torre del nero · c3 torre del bianco · g2 pedone del bianco · g1 re del bianco | e6 re del nero · h4 torre del nero · c3 torre del bianco · g2 pedone del bianco · g1 re del bianco | e6 re del nero · h4 torre del nero · c3 torre del bianco · g2 pedone del bianco · g1 re del bianco | e6 re del nero · h4 torre del nero · c3 torre del bianco · g2 pedone del bianco · g1 re del bianco | e6 re del nero · h4 torre del nero · c3 torre del bianco · g2 pedone del bianco · g1 re del bianco | e6 re del nero · h4 torre del nero · c3 torre del bianco · g2 pedone del bianco · g1 re del bianco | e6 re del nero · h4 torre del nero · c3 torre del bianco · g2 pedone del bianco · g1 re del bianco | e6 re del nero · h4 torre del nero · c3 torre del bianco · g2 pedone del bianco · g1 re del bianco | 1 |
|   | a                                                                                                  | b                                                                                                  | c                                                                                                  | d                                                                                                  | e                                                                                                  | f                                                                                                  | g                                                                                                  | h                                                                                                  |   |

51. Tf3 Th5
52. Rf2 Tg5
53. Tf8 Re5 ½-½

### Anand-Širov, 2004
|   | a                                                                                                  | b                                                                                                  | c                                                                                                  | d                                                                                                  | e                                                                                                  | f                                                                                                  | g                                                                                                  | h                                                                                                  |   |
| 8 | a7 torre del bianco · g7 re del nero · a6 pedone del bianco · h4 torre del nero · d3 re del bianco | a7 torre del bianco · g7 re del nero · a6 pedone del bianco · h4 torre del nero · d3 re del bianco | a7 torre del bianco · g7 re del nero · a6 pedone del bianco · h4 torre del nero · d3 re del bianco | a7 torre del bianco · g7 re del nero · a6 pedone del bianco · h4 torre del nero · d3 re del bianco | a7 torre del bianco · g7 re del nero · a6 pedone del bianco · h4 torre del nero · d3 re del bianco | a7 torre del bianco · g7 re del nero · a6 pedone del bianco · h4 torre del nero · d3 re del bianco | a7 torre del bianco · g7 re del nero · a6 pedone del bianco · h4 torre del nero · d3 re del bianco | a7 torre del bianco · g7 re del nero · a6 pedone del bianco · h4 torre del nero · d3 re del bianco | 8 |
| 7 | a7 torre del bianco · g7 re del nero · a6 pedone del bianco · h4 torre del nero · d3 re del bianco | a7 torre del bianco · g7 re del nero · a6 pedone del bianco · h4 torre del nero · d3 re del bianco | a7 torre del bianco · g7 re del nero · a6 pedone del bianco · h4 torre del nero · d3 re del bianco | a7 torre del bianco · g7 re del nero · a6 pedone del bianco · h4 torre del nero · d3 re del bianco | a7 torre del bianco · g7 re del nero · a6 pedone del bianco · h4 torre del nero · d3 re del bianco | a7 torre del bianco · g7 re del nero · a6 pedone del bianco · h4 torre del nero · d3 re del bianco | a7 torre del bianco · g7 re del nero · a6 pedone del bianco · h4 torre del nero · d3 re del bianco | a7 torre del bianco · g7 re del nero · a6 pedone del bianco · h4 torre del nero · d3 re del bianco | 7 |
| 6 | a7 torre del bianco · g7 re del nero · a6 pedone del bianco · h4 torre del nero · d3 re del bianco | a7 torre del bianco · g7 re del nero · a6 pedone del bianco · h4 torre del nero · d3 re del bianco | a7 torre del bianco · g7 re del nero · a6 pedone del bianco · h4 torre del nero · d3 re del bianco | a7 torre del bianco · g7 re del nero · a6 pedone del bianco · h4 torre del nero · d3 re del bianco | a7 torre del bianco · g7 re del nero · a6 pedone del bianco · h4 torre del nero · d3 re del bianco | a7 torre del bianco · g7 re del nero · a6 pedone del bianco · h4 torre del nero · d3 re del bianco | a7 torre del bianco · g7 re del nero · a6 pedone del bianco · h4 torre del nero · d3 re del bianco | a7 torre del bianco · g7 re del nero · a6 pedone del bianco · h4 torre del nero · d3 re del bianco | 6 |
| 5 | a7 torre del bianco · g7 re del nero · a6 pedone del bianco · h4 torre del nero · d3 re del bianco | a7 torre del bianco · g7 re del nero · a6 pedone del bianco · h4 torre del nero · d3 re del bianco | a7 torre del bianco · g7 re del nero · a6 pedone del bianco · h4 torre del nero · d3 re del bianco | a7 torre del bianco · g7 re del nero · a6 pedone del bianco · h4 torre del nero · d3 re del bianco | a7 torre del bianco · g7 re del nero · a6 pedone del bianco · h4 torre del nero · d3 re del bianco | a7 torre del bianco · g7 re del nero · a6 pedone del bianco · h4 torre del nero · d3 re del bianco | a7 torre del bianco · g7 re del nero · a6 pedone del bianco · h4 torre del nero · d3 re del bianco | a7 torre del bianco · g7 re del nero · a6 pedone del bianco · h4 torre del nero · d3 re del bianco | 5 |
| 4 | a7 torre del bianco · g7 re del nero · a6 pedone del bianco · h4 torre del nero · d3 re del bianco | a7 torre del bianco · g7 re del nero · a6 pedone del bianco · h4 torre del nero · d3 re del bianco | a7 torre del bianco · g7 re del nero · a6 pedone del bianco · h4 torre del nero · d3 re del bianco | a7 torre del bianco · g7 re del nero · a6 pedone del bianco · h4 torre del nero · d3 re del bianco | a7 torre del bianco · g7 re del nero · a6 pedone del bianco · h4 torre del nero · d3 re del bianco | a7 torre del bianco · g7 re del nero · a6 pedone del bianco · h4 torre del nero · d3 re del bianco | a7 torre del bianco · g7 re del nero · a6 pedone del bianco · h4 torre del nero · d3 re del bianco | a7 torre del bianco · g7 re del nero · a6 pedone del bianco · h4 torre del nero · d3 re del bianco | 4 |
| 3 | a7 torre del bianco · g7 re del nero · a6 pedone del bianco · h4 torre del nero · d3 re del bianco | a7 torre del bianco · g7 re del nero · a6 pedone del bianco · h4 torre del nero · d3 re del bianco | a7 torre del bianco · g7 re del nero · a6 pedone del bianco · h4 torre del nero · d3 re del bianco | a7 torre del bianco · g7 re del nero · a6 pedone del bianco · h4 torre del nero · d3 re del bianco | a7 torre del bianco · g7 re del nero · a6 pedone del bianco · h4 torre del nero · d3 re del bianco | a7 torre del bianco · g7 re del nero · a6 pedone del bianco · h4 torre del nero · d3 re del bianco | a7 torre del bianco · g7 re del nero · a6 pedone del bianco · h4 torre del nero · d3 re del bianco | a7 torre del bianco · g7 re del nero · a6 pedone del bianco · h4 torre del nero · d3 re del bianco | 3 |
| 2 | a7 torre del bianco · g7 re del nero · a6 pedone del bianco · h4 torre del nero · d3 re del bianco | a7 torre del bianco · g7 re del nero · a6 pedone del bianco · h4 torre del nero · d3 re del bianco | a7 torre del bianco · g7 re del nero · a6 pedone del bianco · h4 torre del nero · d3 re del bianco | a7 torre del bianco · g7 re del nero · a6 pedone del bianco · h4 torre del nero · d3 re del bianco | a7 torre del bianco · g7 re del nero · a6 pedone del bianco · h4 torre del nero · d3 re del bianco | a7 torre del bianco · g7 re del nero · a6 pedone del bianco · h4 torre del nero · d3 re del bianco | a7 torre del bianco · g7 re del nero · a6 pedone del bianco · h4 torre del nero · d3 re del bianco | a7 torre del bianco · g7 re del nero · a6 pedone del bianco · h4 torre del nero · d3 re del bianco | 2 |
| 1 | a7 torre del bianco · g7 re del nero · a6 pedone del bianco · h4 torre del nero · d3 re del bianco | a7 torre del bianco · g7 re del nero · a6 pedone del bianco · h4 torre del nero · d3 re del bianco | a7 torre del bianco · g7 re del nero · a6 pedone del bianco · h4 torre del nero · d3 re del bianco | a7 torre del bianco · g7 re del nero · a6 pedone del bianco · h4 torre del nero · d3 re del bianco | a7 torre del bianco · g7 re del nero · a6 pedone del bianco · h4 torre del nero · d3 re del bianco | a7 torre del bianco · g7 re del nero · a6 pedone del bianco · h4 torre del nero · d3 re del bianco | a7 torre del bianco · g7 re del nero · a6 pedone del bianco · h4 torre del nero · d3 re del bianco | a7 torre del bianco · g7 re del nero · a6 pedone del bianco · h4 torre del nero · d3 re del bianco | 1 |
|   | a                                                                                                  | b                                                                                                  | c                                                                                                  | d                                                                                                  | e                                                                                                  | f                                                                                                  | g                                                                                                  | h                                                                                                  |   |

53... Rf6
54. Rc3 Te4
55. Th7 Ta4
56. a7 1-0

### Ward-Emms, 1997
|   | a                                                                                                | b                                                                                                | c                                                                                                | d                                                                                                | e                                                                                                | f                                                                                                | g                                                                                                | h                                                                                                |   |
| 8 | g6 re del nero · b5 torre del nero · g5 pedone del nero · g4 re del bianco · c3 torre del bianco | g6 re del nero · b5 torre del nero · g5 pedone del nero · g4 re del bianco · c3 torre del bianco | g6 re del nero · b5 torre del nero · g5 pedone del nero · g4 re del bianco · c3 torre del bianco | g6 re del nero · b5 torre del nero · g5 pedone del nero · g4 re del bianco · c3 torre del bianco | g6 re del nero · b5 torre del nero · g5 pedone del nero · g4 re del bianco · c3 torre del bianco | g6 re del nero · b5 torre del nero · g5 pedone del nero · g4 re del bianco · c3 torre del bianco | g6 re del nero · b5 torre del nero · g5 pedone del nero · g4 re del bianco · c3 torre del bianco | g6 re del nero · b5 torre del nero · g5 pedone del nero · g4 re del bianco · c3 torre del bianco | 8 |
| 7 | g6 re del nero · b5 torre del nero · g5 pedone del nero · g4 re del bianco · c3 torre del bianco | g6 re del nero · b5 torre del nero · g5 pedone del nero · g4 re del bianco · c3 torre del bianco | g6 re del nero · b5 torre del nero · g5 pedone del nero · g4 re del bianco · c3 torre del bianco | g6 re del nero · b5 torre del nero · g5 pedone del nero · g4 re del bianco · c3 torre del bianco | g6 re del nero · b5 torre del nero · g5 pedone del nero · g4 re del bianco · c3 torre del bianco | g6 re del nero · b5 torre del nero · g5 pedone del nero · g4 re del bianco · c3 torre del bianco | g6 re del nero · b5 torre del nero · g5 pedone del nero · g4 re del bianco · c3 torre del bianco | g6 re del nero · b5 torre del nero · g5 pedone del nero · g4 re del bianco · c3 torre del bianco | 7 |
| 6 | g6 re del nero · b5 torre del nero · g5 pedone del nero · g4 re del bianco · c3 torre del bianco | g6 re del nero · b5 torre del nero · g5 pedone del nero · g4 re del bianco · c3 torre del bianco | g6 re del nero · b5 torre del nero · g5 pedone del nero · g4 re del bianco · c3 torre del bianco | g6 re del nero · b5 torre del nero · g5 pedone del nero · g4 re del bianco · c3 torre del bianco | g6 re del nero · b5 torre del nero · g5 pedone del nero · g4 re del bianco · c3 torre del bianco | g6 re del nero · b5 torre del nero · g5 pedone del nero · g4 re del bianco · c3 torre del bianco | g6 re del nero · b5 torre del nero · g5 pedone del nero · g4 re del bianco · c3 torre del bianco | g6 re del nero · b5 torre del nero · g5 pedone del nero · g4 re del bianco · c3 torre del bianco | 6 |
| 5 | g6 re del nero · b5 torre del nero · g5 pedone del nero · g4 re del bianco · c3 torre del bianco | g6 re del nero · b5 torre del nero · g5 pedone del nero · g4 re del bianco · c3 torre del bianco | g6 re del nero · b5 torre del nero · g5 pedone del nero · g4 re del bianco · c3 torre del bianco | g6 re del nero · b5 torre del nero · g5 pedone del nero · g4 re del bianco · c3 torre del bianco | g6 re del nero · b5 torre del nero · g5 pedone del nero · g4 re del bianco · c3 torre del bianco | g6 re del nero · b5 torre del nero · g5 pedone del nero · g4 re del bianco · c3 torre del bianco | g6 re del nero · b5 torre del nero · g5 pedone del nero · g4 re del bianco · c3 torre del bianco | g6 re del nero · b5 torre del nero · g5 pedone del nero · g4 re del bianco · c3 torre del bianco | 5 |
| 4 | g6 re del nero · b5 torre del nero · g5 pedone del nero · g4 re del bianco · c3 torre del bianco | g6 re del nero · b5 torre del nero · g5 pedone del nero · g4 re del bianco · c3 torre del bianco | g6 re del nero · b5 torre del nero · g5 pedone del nero · g4 re del bianco · c3 torre del bianco | g6 re del nero · b5 torre del nero · g5 pedone del nero · g4 re del bianco · c3 torre del bianco | g6 re del nero · b5 torre del nero · g5 pedone del nero · g4 re del bianco · c3 torre del bianco | g6 re del nero · b5 torre del nero · g5 pedone del nero · g4 re del bianco · c3 torre del bianco | g6 re del nero · b5 torre del nero · g5 pedone del nero · g4 re del bianco · c3 torre del bianco | g6 re del nero · b5 torre del nero · g5 pedone del nero · g4 re del bianco · c3 torre del bianco | 4 |
| 3 | g6 re del nero · b5 torre del nero · g5 pedone del nero · g4 re del bianco · c3 torre del bianco | g6 re del nero · b5 torre del nero · g5 pedone del nero · g4 re del bianco · c3 torre del bianco | g6 re del nero · b5 torre del nero · g5 pedone del nero · g4 re del bianco · c3 torre del bianco | g6 re del nero · b5 torre del nero · g5 pedone del nero · g4 re del bianco · c3 torre del bianco | g6 re del nero · b5 torre del nero · g5 pedone del nero · g4 re del bianco · c3 torre del bianco | g6 re del nero · b5 torre del nero · g5 pedone del nero · g4 re del bianco · c3 torre del bianco | g6 re del nero · b5 torre del nero · g5 pedone del nero · g4 re del bianco · c3 torre del bianco | g6 re del nero · b5 torre del nero · g5 pedone del nero · g4 re del bianco · c3 torre del bianco | 3 |
| 2 | g6 re del nero · b5 torre del nero · g5 pedone del nero · g4 re del bianco · c3 torre del bianco | g6 re del nero · b5 torre del nero · g5 pedone del nero · g4 re del bianco · c3 torre del bianco | g6 re del nero · b5 torre del nero · g5 pedone del nero · g4 re del bianco · c3 torre del bianco | g6 re del nero · b5 torre del nero · g5 pedone del nero · g4 re del bianco · c3 torre del bianco | g6 re del nero · b5 torre del nero · g5 pedone del nero · g4 re del bianco · c3 torre del bianco | g6 re del nero · b5 torre del nero · g5 pedone del nero · g4 re del bianco · c3 torre del bianco | g6 re del nero · b5 torre del nero · g5 pedone del nero · g4 re del bianco · c3 torre del bianco | g6 re del nero · b5 torre del nero · g5 pedone del nero · g4 re del bianco · c3 torre del bianco | 2 |
| 1 | g6 re del nero · b5 torre del nero · g5 pedone del nero · g4 re del bianco · c3 torre del bianco | g6 re del nero · b5 torre del nero · g5 pedone del nero · g4 re del bianco · c3 torre del bianco | g6 re del nero · b5 torre del nero · g5 pedone del nero · g4 re del bianco · c3 torre del bianco | g6 re del nero · b5 torre del nero · g5 pedone del nero · g4 re del bianco · c3 torre del bianco | g6 re del nero · b5 torre del nero · g5 pedone del nero · g4 re del bianco · c3 torre del bianco | g6 re del nero · b5 torre del nero · g5 pedone del nero · g4 re del bianco · c3 torre del bianco | g6 re del nero · b5 torre del nero · g5 pedone del nero · g4 re del bianco · c3 torre del bianco | g6 re del nero · b5 torre del nero · g5 pedone del nero · g4 re del bianco · c3 torre del bianco | 1 |
|   | a                                                                                                | b                                                                                                | c                                                                                                | d                                                                                                | e                                                                                                | f                                                                                                | g                                                                                                | h                                                                                                |   |

95... Tb4+
96. Rg3 Rh5
97. Ta3 Tg4+
98. Rh3 Th4+
99. Rg3 Tb4
100. Te3 Tb5
101. Ta3 g4
102. Tc3 Rg5
103. Ta3 Tc5 ½-½

## Piccole differenze
|   | a                                                                                                  | b                                                                                                  | c                                                                                                  | d                                                                                                  | e                                                                                                  | f                                                                                                  | g                                                                                                  | h                                                                                                  |   |
| 8 | b7 torre del nero · e7 re del bianco · e6 pedone del bianco · g6 re del nero · a1 torre del bianco | b7 torre del nero · e7 re del bianco · e6 pedone del bianco · g6 re del nero · a1 torre del bianco | b7 torre del nero · e7 re del bianco · e6 pedone del bianco · g6 re del nero · a1 torre del bianco | b7 torre del nero · e7 re del bianco · e6 pedone del bianco · g6 re del nero · a1 torre del bianco | b7 torre del nero · e7 re del bianco · e6 pedone del bianco · g6 re del nero · a1 torre del bianco | b7 torre del nero · e7 re del bianco · e6 pedone del bianco · g6 re del nero · a1 torre del bianco | b7 torre del nero · e7 re del bianco · e6 pedone del bianco · g6 re del nero · a1 torre del bianco | b7 torre del nero · e7 re del bianco · e6 pedone del bianco · g6 re del nero · a1 torre del bianco | 8 |
| 7 | b7 torre del nero · e7 re del bianco · e6 pedone del bianco · g6 re del nero · a1 torre del bianco | b7 torre del nero · e7 re del bianco · e6 pedone del bianco · g6 re del nero · a1 torre del bianco | b7 torre del nero · e7 re del bianco · e6 pedone del bianco · g6 re del nero · a1 torre del bianco | b7 torre del nero · e7 re del bianco · e6 pedone del bianco · g6 re del nero · a1 torre del bianco | b7 torre del nero · e7 re del bianco · e6 pedone del bianco · g6 re del nero · a1 torre del bianco | b7 torre del nero · e7 re del bianco · e6 pedone del bianco · g6 re del nero · a1 torre del bianco | b7 torre del nero · e7 re del bianco · e6 pedone del bianco · g6 re del nero · a1 torre del bianco | b7 torre del nero · e7 re del bianco · e6 pedone del bianco · g6 re del nero · a1 torre del bianco | 7 |
| 6 | b7 torre del nero · e7 re del bianco · e6 pedone del bianco · g6 re del nero · a1 torre del bianco | b7 torre del nero · e7 re del bianco · e6 pedone del bianco · g6 re del nero · a1 torre del bianco | b7 torre del nero · e7 re del bianco · e6 pedone del bianco · g6 re del nero · a1 torre del bianco | b7 torre del nero · e7 re del bianco · e6 pedone del bianco · g6 re del nero · a1 torre del bianco | b7 torre del nero · e7 re del bianco · e6 pedone del bianco · g6 re del nero · a1 torre del bianco | b7 torre del nero · e7 re del bianco · e6 pedone del bianco · g6 re del nero · a1 torre del bianco | b7 torre del nero · e7 re del bianco · e6 pedone del bianco · g6 re del nero · a1 torre del bianco | b7 torre del nero · e7 re del bianco · e6 pedone del bianco · g6 re del nero · a1 torre del bianco | 6 |
| 5 | b7 torre del nero · e7 re del bianco · e6 pedone del bianco · g6 re del nero · a1 torre del bianco | b7 torre del nero · e7 re del bianco · e6 pedone del bianco · g6 re del nero · a1 torre del bianco | b7 torre del nero · e7 re del bianco · e6 pedone del bianco · g6 re del nero · a1 torre del bianco | b7 torre del nero · e7 re del bianco · e6 pedone del bianco · g6 re del nero · a1 torre del bianco | b7 torre del nero · e7 re del bianco · e6 pedone del bianco · g6 re del nero · a1 torre del bianco | b7 torre del nero · e7 re del bianco · e6 pedone del bianco · g6 re del nero · a1 torre del bianco | b7 torre del nero · e7 re del bianco · e6 pedone del bianco · g6 re del nero · a1 torre del bianco | b7 torre del nero · e7 re del bianco · e6 pedone del bianco · g6 re del nero · a1 torre del bianco | 5 |
| 4 | b7 torre del nero · e7 re del bianco · e6 pedone del bianco · g6 re del nero · a1 torre del bianco | b7 torre del nero · e7 re del bianco · e6 pedone del bianco · g6 re del nero · a1 torre del bianco | b7 torre del nero · e7 re del bianco · e6 pedone del bianco · g6 re del nero · a1 torre del bianco | b7 torre del nero · e7 re del bianco · e6 pedone del bianco · g6 re del nero · a1 torre del bianco | b7 torre del nero · e7 re del bianco · e6 pedone del bianco · g6 re del nero · a1 torre del bianco | b7 torre del nero · e7 re del bianco · e6 pedone del bianco · g6 re del nero · a1 torre del bianco | b7 torre del nero · e7 re del bianco · e6 pedone del bianco · g6 re del nero · a1 torre del bianco | b7 torre del nero · e7 re del bianco · e6 pedone del bianco · g6 re del nero · a1 torre del bianco | 4 |
| 3 | b7 torre del nero · e7 re del bianco · e6 pedone del bianco · g6 re del nero · a1 torre del bianco | b7 torre del nero · e7 re del bianco · e6 pedone del bianco · g6 re del nero · a1 torre del bianco | b7 torre del nero · e7 re del bianco · e6 pedone del bianco · g6 re del nero · a1 torre del bianco | b7 torre del nero · e7 re del bianco · e6 pedone del bianco · g6 re del nero · a1 torre del bianco | b7 torre del nero · e7 re del bianco · e6 pedone del bianco · g6 re del nero · a1 torre del bianco | b7 torre del nero · e7 re del bianco · e6 pedone del bianco · g6 re del nero · a1 torre del bianco | b7 torre del nero · e7 re del bianco · e6 pedone del bianco · g6 re del nero · a1 torre del bianco | b7 torre del nero · e7 re del bianco · e6 pedone del bianco · g6 re del nero · a1 torre del bianco | 3 |
| 2 | b7 torre del nero · e7 re del bianco · e6 pedone del bianco · g6 re del nero · a1 torre del bianco | b7 torre del nero · e7 re del bianco · e6 pedone del bianco · g6 re del nero · a1 torre del bianco | b7 torre del nero · e7 re del bianco · e6 pedone del bianco · g6 re del nero · a1 torre del bianco | b7 torre del nero · e7 re del bianco · e6 pedone del bianco · g6 re del nero · a1 torre del bianco | b7 torre del nero · e7 re del bianco · e6 pedone del bianco · g6 re del nero · a1 torre del bianco | b7 torre del nero · e7 re del bianco · e6 pedone del bianco · g6 re del nero · a1 torre del bianco | b7 torre del nero · e7 re del bianco · e6 pedone del bianco · g6 re del nero · a1 torre del bianco | b7 torre del nero · e7 re del bianco · e6 pedone del bianco · g6 re del nero · a1 torre del bianco | 2 |
| 1 | b7 torre del nero · e7 re del bianco · e6 pedone del bianco · g6 re del nero · a1 torre del bianco | b7 torre del nero · e7 re del bianco · e6 pedone del bianco · g6 re del nero · a1 torre del bianco | b7 torre del nero · e7 re del bianco · e6 pedone del bianco · g6 re del nero · a1 torre del bianco | b7 torre del nero · e7 re del bianco · e6 pedone del bianco · g6 re del nero · a1 torre del bianco | b7 torre del nero · e7 re del bianco · e6 pedone del bianco · g6 re del nero · a1 torre del bianco | b7 torre del nero · e7 re del bianco · e6 pedone del bianco · g6 re del nero · a1 torre del bianco | b7 torre del nero · e7 re del bianco · e6 pedone del bianco · g6 re del nero · a1 torre del bianco | b7 torre del nero · e7 re del bianco · e6 pedone del bianco · g6 re del nero · a1 torre del bianco | 1 |
|   | a                                                                                                  | b                                                                                                  | c                                                                                                  | d                                                                                                  | e                                                                                                  | f                                                                                                  | g                                                                                                  | h                                                                                                  |   |

|   | a                                                                                                  | b                                                                                                  | c                                                                                                  | d                                                                                                  | e                                                                                                  | f                                                                                                  | g                                                                                                  | h                                                                                                  |   |
| 8 | b7 torre del nero · e7 re del bianco · e6 pedone del bianco · g6 re del nero · a4 torre del bianco | b7 torre del nero · e7 re del bianco · e6 pedone del bianco · g6 re del nero · a4 torre del bianco | b7 torre del nero · e7 re del bianco · e6 pedone del bianco · g6 re del nero · a4 torre del bianco | b7 torre del nero · e7 re del bianco · e6 pedone del bianco · g6 re del nero · a4 torre del bianco | b7 torre del nero · e7 re del bianco · e6 pedone del bianco · g6 re del nero · a4 torre del bianco | b7 torre del nero · e7 re del bianco · e6 pedone del bianco · g6 re del nero · a4 torre del bianco | b7 torre del nero · e7 re del bianco · e6 pedone del bianco · g6 re del nero · a4 torre del bianco | b7 torre del nero · e7 re del bianco · e6 pedone del bianco · g6 re del nero · a4 torre del bianco | 8 |
| 7 | b7 torre del nero · e7 re del bianco · e6 pedone del bianco · g6 re del nero · a4 torre del bianco | b7 torre del nero · e7 re del bianco · e6 pedone del bianco · g6 re del nero · a4 torre del bianco | b7 torre del nero · e7 re del bianco · e6 pedone del bianco · g6 re del nero · a4 torre del bianco | b7 torre del nero · e7 re del bianco · e6 pedone del bianco · g6 re del nero · a4 torre del bianco | b7 torre del nero · e7 re del bianco · e6 pedone del bianco · g6 re del nero · a4 torre del bianco | b7 torre del nero · e7 re del bianco · e6 pedone del bianco · g6 re del nero · a4 torre del bianco | b7 torre del nero · e7 re del bianco · e6 pedone del bianco · g6 re del nero · a4 torre del bianco | b7 torre del nero · e7 re del bianco · e6 pedone del bianco · g6 re del nero · a4 torre del bianco | 7 |
| 6 | b7 torre del nero · e7 re del bianco · e6 pedone del bianco · g6 re del nero · a4 torre del bianco | b7 torre del nero · e7 re del bianco · e6 pedone del bianco · g6 re del nero · a4 torre del bianco | b7 torre del nero · e7 re del bianco · e6 pedone del bianco · g6 re del nero · a4 torre del bianco | b7 torre del nero · e7 re del bianco · e6 pedone del bianco · g6 re del nero · a4 torre del bianco | b7 torre del nero · e7 re del bianco · e6 pedone del bianco · g6 re del nero · a4 torre del bianco | b7 torre del nero · e7 re del bianco · e6 pedone del bianco · g6 re del nero · a4 torre del bianco | b7 torre del nero · e7 re del bianco · e6 pedone del bianco · g6 re del nero · a4 torre del bianco | b7 torre del nero · e7 re del bianco · e6 pedone del bianco · g6 re del nero · a4 torre del bianco | 6 |
| 5 | b7 torre del nero · e7 re del bianco · e6 pedone del bianco · g6 re del nero · a4 torre del bianco | b7 torre del nero · e7 re del bianco · e6 pedone del bianco · g6 re del nero · a4 torre del bianco | b7 torre del nero · e7 re del bianco · e6 pedone del bianco · g6 re del nero · a4 torre del bianco | b7 torre del nero · e7 re del bianco · e6 pedone del bianco · g6 re del nero · a4 torre del bianco | b7 torre del nero · e7 re del bianco · e6 pedone del bianco · g6 re del nero · a4 torre del bianco | b7 torre del nero · e7 re del bianco · e6 pedone del bianco · g6 re del nero · a4 torre del bianco | b7 torre del nero · e7 re del bianco · e6 pedone del bianco · g6 re del nero · a4 torre del bianco | b7 torre del nero · e7 re del bianco · e6 pedone del bianco · g6 re del nero · a4 torre del bianco | 5 |
| 4 | b7 torre del nero · e7 re del bianco · e6 pedone del bianco · g6 re del nero · a4 torre del bianco | b7 torre del nero · e7 re del bianco · e6 pedone del bianco · g6 re del nero · a4 torre del bianco | b7 torre del nero · e7 re del bianco · e6 pedone del bianco · g6 re del nero · a4 torre del bianco | b7 torre del nero · e7 re del bianco · e6 pedone del bianco · g6 re del nero · a4 torre del bianco | b7 torre del nero · e7 re del bianco · e6 pedone del bianco · g6 re del nero · a4 torre del bianco | b7 torre del nero · e7 re del bianco · e6 pedone del bianco · g6 re del nero · a4 torre del bianco | b7 torre del nero · e7 re del bianco · e6 pedone del bianco · g6 re del nero · a4 torre del bianco | b7 torre del nero · e7 re del bianco · e6 pedone del bianco · g6 re del nero · a4 torre del bianco | 4 |
| 3 | b7 torre del nero · e7 re del bianco · e6 pedone del bianco · g6 re del nero · a4 torre del bianco | b7 torre del nero · e7 re del bianco · e6 pedone del bianco · g6 re del nero · a4 torre del bianco | b7 torre del nero · e7 re del bianco · e6 pedone del bianco · g6 re del nero · a4 torre del bianco | b7 torre del nero · e7 re del bianco · e6 pedone del bianco · g6 re del nero · a4 torre del bianco | b7 torre del nero · e7 re del bianco · e6 pedone del bianco · g6 re del nero · a4 torre del bianco | b7 torre del nero · e7 re del bianco · e6 pedone del bianco · g6 re del nero · a4 torre del bianco | b7 torre del nero · e7 re del bianco · e6 pedone del bianco · g6 re del nero · a4 torre del bianco | b7 torre del nero · e7 re del bianco · e6 pedone del bianco · g6 re del nero · a4 torre del bianco | 3 |
| 2 | b7 torre del nero · e7 re del bianco · e6 pedone del bianco · g6 re del nero · a4 torre del bianco | b7 torre del nero · e7 re del bianco · e6 pedone del bianco · g6 re del nero · a4 torre del bianco | b7 torre del nero · e7 re del bianco · e6 pedone del bianco · g6 re del nero · a4 torre del bianco | b7 torre del nero · e7 re del bianco · e6 pedone del bianco · g6 re del nero · a4 torre del bianco | b7 torre del nero · e7 re del bianco · e6 pedone del bianco · g6 re del nero · a4 torre del bianco | b7 torre del nero · e7 re del bianco · e6 pedone del bianco · g6 re del nero · a4 torre del bianco | b7 torre del nero · e7 re del bianco · e6 pedone del bianco · g6 re del nero · a4 torre del bianco | b7 torre del nero · e7 re del bianco · e6 pedone del bianco · g6 re del nero · a4 torre del bianco | 2 |
| 1 | b7 torre del nero · e7 re del bianco · e6 pedone del bianco · g6 re del nero · a4 torre del bianco | b7 torre del nero · e7 re del bianco · e6 pedone del bianco · g6 re del nero · a4 torre del bianco | b7 torre del nero · e7 re del bianco · e6 pedone del bianco · g6 re del nero · a4 torre del bianco | b7 torre del nero · e7 re del bianco · e6 pedone del bianco · g6 re del nero · a4 torre del bianco | b7 torre del nero · e7 re del bianco · e6 pedone del bianco · g6 re del nero · a4 torre del bianco | b7 torre del nero · e7 re del bianco · e6 pedone del bianco · g6 re del nero · a4 torre del bianco | b7 torre del nero · e7 re del bianco · e6 pedone del bianco · g6 re del nero · a4 torre del bianco | b7 torre del nero · e7 re del bianco · e6 pedone del bianco · g6 re del nero · a4 torre del bianco | 1 |
|   | a                                                                                                  | b                                                                                                  | c                                                                                                  | d                                                                                                  | e                                                                                                  | f                                                                                                  | g                                                                                                  | h                                                                                                  |   |

Ci possono essere piccole differenze nelle posizioni che possono fare la differenza tra la vittoria e la patta. Due esempi sono mostrati nei diagrammi.
|   | a                                                                                                  | b                                                                                                  | c                                                                                                  | d                                                                                                  | e                                                                                                  | f                                                                                                  | g                                                                                                  | h                                                                                                  |   |
| 8 | e7 re del bianco · g7 re del nero · e6 pedone del bianco · b2 torre del nero · d1 torre del bianco | e7 re del bianco · g7 re del nero · e6 pedone del bianco · b2 torre del nero · d1 torre del bianco | e7 re del bianco · g7 re del nero · e6 pedone del bianco · b2 torre del nero · d1 torre del bianco | e7 re del bianco · g7 re del nero · e6 pedone del bianco · b2 torre del nero · d1 torre del bianco | e7 re del bianco · g7 re del nero · e6 pedone del bianco · b2 torre del nero · d1 torre del bianco | e7 re del bianco · g7 re del nero · e6 pedone del bianco · b2 torre del nero · d1 torre del bianco | e7 re del bianco · g7 re del nero · e6 pedone del bianco · b2 torre del nero · d1 torre del bianco | e7 re del bianco · g7 re del nero · e6 pedone del bianco · b2 torre del nero · d1 torre del bianco | 8 |
| 7 | e7 re del bianco · g7 re del nero · e6 pedone del bianco · b2 torre del nero · d1 torre del bianco | e7 re del bianco · g7 re del nero · e6 pedone del bianco · b2 torre del nero · d1 torre del bianco | e7 re del bianco · g7 re del nero · e6 pedone del bianco · b2 torre del nero · d1 torre del bianco | e7 re del bianco · g7 re del nero · e6 pedone del bianco · b2 torre del nero · d1 torre del bianco | e7 re del bianco · g7 re del nero · e6 pedone del bianco · b2 torre del nero · d1 torre del bianco | e7 re del bianco · g7 re del nero · e6 pedone del bianco · b2 torre del nero · d1 torre del bianco | e7 re del bianco · g7 re del nero · e6 pedone del bianco · b2 torre del nero · d1 torre del bianco | e7 re del bianco · g7 re del nero · e6 pedone del bianco · b2 torre del nero · d1 torre del bianco | 7 |
| 6 | e7 re del bianco · g7 re del nero · e6 pedone del bianco · b2 torre del nero · d1 torre del bianco | e7 re del bianco · g7 re del nero · e6 pedone del bianco · b2 torre del nero · d1 torre del bianco | e7 re del bianco · g7 re del nero · e6 pedone del bianco · b2 torre del nero · d1 torre del bianco | e7 re del bianco · g7 re del nero · e6 pedone del bianco · b2 torre del nero · d1 torre del bianco | e7 re del bianco · g7 re del nero · e6 pedone del bianco · b2 torre del nero · d1 torre del bianco | e7 re del bianco · g7 re del nero · e6 pedone del bianco · b2 torre del nero · d1 torre del bianco | e7 re del bianco · g7 re del nero · e6 pedone del bianco · b2 torre del nero · d1 torre del bianco | e7 re del bianco · g7 re del nero · e6 pedone del bianco · b2 torre del nero · d1 torre del bianco | 6 |
| 5 | e7 re del bianco · g7 re del nero · e6 pedone del bianco · b2 torre del nero · d1 torre del bianco | e7 re del bianco · g7 re del nero · e6 pedone del bianco · b2 torre del nero · d1 torre del bianco | e7 re del bianco · g7 re del nero · e6 pedone del bianco · b2 torre del nero · d1 torre del bianco | e7 re del bianco · g7 re del nero · e6 pedone del bianco · b2 torre del nero · d1 torre del bianco | e7 re del bianco · g7 re del nero · e6 pedone del bianco · b2 torre del nero · d1 torre del bianco | e7 re del bianco · g7 re del nero · e6 pedone del bianco · b2 torre del nero · d1 torre del bianco | e7 re del bianco · g7 re del nero · e6 pedone del bianco · b2 torre del nero · d1 torre del bianco | e7 re del bianco · g7 re del nero · e6 pedone del bianco · b2 torre del nero · d1 torre del bianco | 5 |
| 4 | e7 re del bianco · g7 re del nero · e6 pedone del bianco · b2 torre del nero · d1 torre del bianco | e7 re del bianco · g7 re del nero · e6 pedone del bianco · b2 torre del nero · d1 torre del bianco | e7 re del bianco · g7 re del nero · e6 pedone del bianco · b2 torre del nero · d1 torre del bianco | e7 re del bianco · g7 re del nero · e6 pedone del bianco · b2 torre del nero · d1 torre del bianco | e7 re del bianco · g7 re del nero · e6 pedone del bianco · b2 torre del nero · d1 torre del bianco | e7 re del bianco · g7 re del nero · e6 pedone del bianco · b2 torre del nero · d1 torre del bianco | e7 re del bianco · g7 re del nero · e6 pedone del bianco · b2 torre del nero · d1 torre del bianco | e7 re del bianco · g7 re del nero · e6 pedone del bianco · b2 torre del nero · d1 torre del bianco | 4 |
| 3 | e7 re del bianco · g7 re del nero · e6 pedone del bianco · b2 torre del nero · d1 torre del bianco | e7 re del bianco · g7 re del nero · e6 pedone del bianco · b2 torre del nero · d1 torre del bianco | e7 re del bianco · g7 re del nero · e6 pedone del bianco · b2 torre del nero · d1 torre del bianco | e7 re del bianco · g7 re del nero · e6 pedone del bianco · b2 torre del nero · d1 torre del bianco | e7 re del bianco · g7 re del nero · e6 pedone del bianco · b2 torre del nero · d1 torre del bianco | e7 re del bianco · g7 re del nero · e6 pedone del bianco · b2 torre del nero · d1 torre del bianco | e7 re del bianco · g7 re del nero · e6 pedone del bianco · b2 torre del nero · d1 torre del bianco | e7 re del bianco · g7 re del nero · e6 pedone del bianco · b2 torre del nero · d1 torre del bianco | 3 |
| 2 | e7 re del bianco · g7 re del nero · e6 pedone del bianco · b2 torre del nero · d1 torre del bianco | e7 re del bianco · g7 re del nero · e6 pedone del bianco · b2 torre del nero · d1 torre del bianco | e7 re del bianco · g7 re del nero · e6 pedone del bianco · b2 torre del nero · d1 torre del bianco | e7 re del bianco · g7 re del nero · e6 pedone del bianco · b2 torre del nero · d1 torre del bianco | e7 re del bianco · g7 re del nero · e6 pedone del bianco · b2 torre del nero · d1 torre del bianco | e7 re del bianco · g7 re del nero · e6 pedone del bianco · b2 torre del nero · d1 torre del bianco | e7 re del bianco · g7 re del nero · e6 pedone del bianco · b2 torre del nero · d1 torre del bianco | e7 re del bianco · g7 re del nero · e6 pedone del bianco · b2 torre del nero · d1 torre del bianco | 2 |
| 1 | e7 re del bianco · g7 re del nero · e6 pedone del bianco · b2 torre del nero · d1 torre del bianco | e7 re del bianco · g7 re del nero · e6 pedone del bianco · b2 torre del nero · d1 torre del bianco | e7 re del bianco · g7 re del nero · e6 pedone del bianco · b2 torre del nero · d1 torre del bianco | e7 re del bianco · g7 re del nero · e6 pedone del bianco · b2 torre del nero · d1 torre del bianco | e7 re del bianco · g7 re del nero · e6 pedone del bianco · b2 torre del nero · d1 torre del bianco | e7 re del bianco · g7 re del nero · e6 pedone del bianco · b2 torre del nero · d1 torre del bianco | e7 re del bianco · g7 re del nero · e6 pedone del bianco · b2 torre del nero · d1 torre del bianco | e7 re del bianco · g7 re del nero · e6 pedone del bianco · b2 torre del nero · d1 torre del bianco | 1 |
|   | a                                                                                                  | b                                                                                                  | c                                                                                                  | d                                                                                                  | e                                                                                                  | f                                                                                                  | g                                                                                                  | h                                                                                                  |   |

|   | a                                                                                                  | b                                                                                                  | c                                                                                                  | d                                                                                                  | e                                                                                                  | f                                                                                                  | g                                                                                                  | h                                                                                                  |   |
| 8 | e7 re del bianco · g7 re del nero · e6 pedone del bianco · a2 torre del nero · d1 torre del bianco | e7 re del bianco · g7 re del nero · e6 pedone del bianco · a2 torre del nero · d1 torre del bianco | e7 re del bianco · g7 re del nero · e6 pedone del bianco · a2 torre del nero · d1 torre del bianco | e7 re del bianco · g7 re del nero · e6 pedone del bianco · a2 torre del nero · d1 torre del bianco | e7 re del bianco · g7 re del nero · e6 pedone del bianco · a2 torre del nero · d1 torre del bianco | e7 re del bianco · g7 re del nero · e6 pedone del bianco · a2 torre del nero · d1 torre del bianco | e7 re del bianco · g7 re del nero · e6 pedone del bianco · a2 torre del nero · d1 torre del bianco | e7 re del bianco · g7 re del nero · e6 pedone del bianco · a2 torre del nero · d1 torre del bianco | 8 |
| 7 | e7 re del bianco · g7 re del nero · e6 pedone del bianco · a2 torre del nero · d1 torre del bianco | e7 re del bianco · g7 re del nero · e6 pedone del bianco · a2 torre del nero · d1 torre del bianco | e7 re del bianco · g7 re del nero · e6 pedone del bianco · a2 torre del nero · d1 torre del bianco | e7 re del bianco · g7 re del nero · e6 pedone del bianco · a2 torre del nero · d1 torre del bianco | e7 re del bianco · g7 re del nero · e6 pedone del bianco · a2 torre del nero · d1 torre del bianco | e7 re del bianco · g7 re del nero · e6 pedone del bianco · a2 torre del nero · d1 torre del bianco | e7 re del bianco · g7 re del nero · e6 pedone del bianco · a2 torre del nero · d1 torre del bianco | e7 re del bianco · g7 re del nero · e6 pedone del bianco · a2 torre del nero · d1 torre del bianco | 7 |
| 6 | e7 re del bianco · g7 re del nero · e6 pedone del bianco · a2 torre del nero · d1 torre del bianco | e7 re del bianco · g7 re del nero · e6 pedone del bianco · a2 torre del nero · d1 torre del bianco | e7 re del bianco · g7 re del nero · e6 pedone del bianco · a2 torre del nero · d1 torre del bianco | e7 re del bianco · g7 re del nero · e6 pedone del bianco · a2 torre del nero · d1 torre del bianco | e7 re del bianco · g7 re del nero · e6 pedone del bianco · a2 torre del nero · d1 torre del bianco | e7 re del bianco · g7 re del nero · e6 pedone del bianco · a2 torre del nero · d1 torre del bianco | e7 re del bianco · g7 re del nero · e6 pedone del bianco · a2 torre del nero · d1 torre del bianco | e7 re del bianco · g7 re del nero · e6 pedone del bianco · a2 torre del nero · d1 torre del bianco | 6 |
| 5 | e7 re del bianco · g7 re del nero · e6 pedone del bianco · a2 torre del nero · d1 torre del bianco | e7 re del bianco · g7 re del nero · e6 pedone del bianco · a2 torre del nero · d1 torre del bianco | e7 re del bianco · g7 re del nero · e6 pedone del bianco · a2 torre del nero · d1 torre del bianco | e7 re del bianco · g7 re del nero · e6 pedone del bianco · a2 torre del nero · d1 torre del bianco | e7 re del bianco · g7 re del nero · e6 pedone del bianco · a2 torre del nero · d1 torre del bianco | e7 re del bianco · g7 re del nero · e6 pedone del bianco · a2 torre del nero · d1 torre del bianco | e7 re del bianco · g7 re del nero · e6 pedone del bianco · a2 torre del nero · d1 torre del bianco | e7 re del bianco · g7 re del nero · e6 pedone del bianco · a2 torre del nero · d1 torre del bianco | 5 |
| 4 | e7 re del bianco · g7 re del nero · e6 pedone del bianco · a2 torre del nero · d1 torre del bianco | e7 re del bianco · g7 re del nero · e6 pedone del bianco · a2 torre del nero · d1 torre del bianco | e7 re del bianco · g7 re del nero · e6 pedone del bianco · a2 torre del nero · d1 torre del bianco | e7 re del bianco · g7 re del nero · e6 pedone del bianco · a2 torre del nero · d1 torre del bianco | e7 re del bianco · g7 re del nero · e6 pedone del bianco · a2 torre del nero · d1 torre del bianco | e7 re del bianco · g7 re del nero · e6 pedone del bianco · a2 torre del nero · d1 torre del bianco | e7 re del bianco · g7 re del nero · e6 pedone del bianco · a2 torre del nero · d1 torre del bianco | e7 re del bianco · g7 re del nero · e6 pedone del bianco · a2 torre del nero · d1 torre del bianco | 4 |
| 3 | e7 re del bianco · g7 re del nero · e6 pedone del bianco · a2 torre del nero · d1 torre del bianco | e7 re del bianco · g7 re del nero · e6 pedone del bianco · a2 torre del nero · d1 torre del bianco | e7 re del bianco · g7 re del nero · e6 pedone del bianco · a2 torre del nero · d1 torre del bianco | e7 re del bianco · g7 re del nero · e6 pedone del bianco · a2 torre del nero · d1 torre del bianco | e7 re del bianco · g7 re del nero · e6 pedone del bianco · a2 torre del nero · d1 torre del bianco | e7 re del bianco · g7 re del nero · e6 pedone del bianco · a2 torre del nero · d1 torre del bianco | e7 re del bianco · g7 re del nero · e6 pedone del bianco · a2 torre del nero · d1 torre del bianco | e7 re del bianco · g7 re del nero · e6 pedone del bianco · a2 torre del nero · d1 torre del bianco | 3 |
| 2 | e7 re del bianco · g7 re del nero · e6 pedone del bianco · a2 torre del nero · d1 torre del bianco | e7 re del bianco · g7 re del nero · e6 pedone del bianco · a2 torre del nero · d1 torre del bianco | e7 re del bianco · g7 re del nero · e6 pedone del bianco · a2 torre del nero · d1 torre del bianco | e7 re del bianco · g7 re del nero · e6 pedone del bianco · a2 torre del nero · d1 torre del bianco | e7 re del bianco · g7 re del nero · e6 pedone del bianco · a2 torre del nero · d1 torre del bianco | e7 re del bianco · g7 re del nero · e6 pedone del bianco · a2 torre del nero · d1 torre del bianco | e7 re del bianco · g7 re del nero · e6 pedone del bianco · a2 torre del nero · d1 torre del bianco | e7 re del bianco · g7 re del nero · e6 pedone del bianco · a2 torre del nero · d1 torre del bianco | 2 |
| 1 | e7 re del bianco · g7 re del nero · e6 pedone del bianco · a2 torre del nero · d1 torre del bianco | e7 re del bianco · g7 re del nero · e6 pedone del bianco · a2 torre del nero · d1 torre del bianco | e7 re del bianco · g7 re del nero · e6 pedone del bianco · a2 torre del nero · d1 torre del bianco | e7 re del bianco · g7 re del nero · e6 pedone del bianco · a2 torre del nero · d1 torre del bianco | e7 re del bianco · g7 re del nero · e6 pedone del bianco · a2 torre del nero · d1 torre del bianco | e7 re del bianco · g7 re del nero · e6 pedone del bianco · a2 torre del nero · d1 torre del bianco | e7 re del bianco · g7 re del nero · e6 pedone del bianco · a2 torre del nero · d1 torre del bianco | e7 re del bianco · g7 re del nero · e6 pedone del bianco · a2 torre del nero · d1 torre del bianco | 1 |
|   | a                                                                                                  | b                                                                                                  | c                                                                                                  | d                                                                                                  | e                                                                                                  | f                                                                                                  | g                                                                                                  | h                                                                                                  |   |